# Croix monumentales, oratoires et chapelles de Raon-l'Étape
Pour les articles homonymes, voir Croix (homonymie).
Inventaire des croix monumentales (croix de chemins, croix rurales, croix de cimetières), oratoires et chapelles situées sur le territoire de la commune de Raon-l'Étape.

## Cadre historique
Depuis des siècles les croix de chemin, croix rurales, grands crucifix, chapelles, font partie de notre environnement coutumier, à tel point que beaucoup ne les remarquent plus. Témoins de l'histoire de l’Église, de la foi de nos parents et de nos ancêtres, ils ont traversé le temps, les changements de sociétés, ils en ont subi les vicissitudes. Beaucoup ont disparu ; ceux qui restent sont souvent dans un état dégradé. Certains d’entre eux ont été réparés, d'autres relevés, remplacés. Ils ont été, et sont encore pour le promeneur, des repères dans le paysage, pour le croyant une occasion de recueillement, de prière.

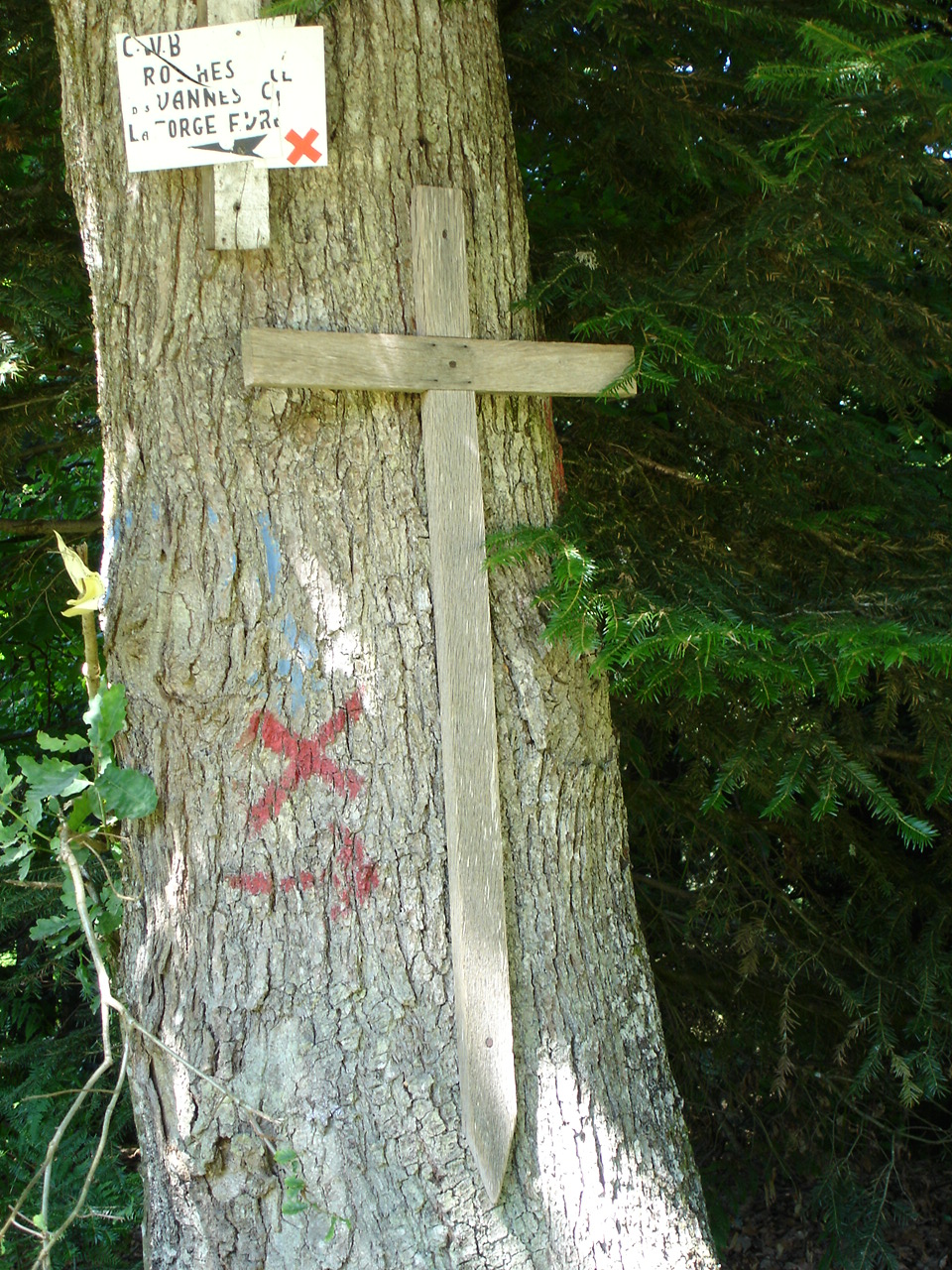
Simple croix de bois
La croix Marie

Les monuments que nous pouvons encore contempler dans les environs immédiats de Raon-l'Étape furent essentiellement érigés entre le XVIe siècle et le XIXe siècle. Les croix de bois ont disparu, celles construites en pierre ont subsisté, en plus ou moins bon état. On peut lire dans des textes anciens que de nombreuses croix étaient construites en bois, lesquelles une fois rongées par le temps n'ont plus été remplacées.
L'origine de l'implantation de ces croix, calvaires, crucifix, l'expansion d'une religion nouvelle, venue de Judée : le christianisme.
C'est par l'intermédiaire du monachisme en pleine expansion, de communautés de moines en quête de territoires nouveaux, que le christianisme va se répandre dans nos régions. Dès le VIIe siècle, des moines arrivent et fondent des abbayes dans les vallées de la Meurthe, de la Valdange, du Rabodeau : Saint-Dié, Etival, Senones, Bonmoutier puis Moyenmoutier. Défrichement et déforestation, aménagement de pâtures et de cultures attirent une population de plus en plus importante; fermes, hameaux et villages vont très vite voir le jour et s'agrandir
Ces monastères, (clergé régulier) sont richement dotés, (on dirait à présent subventionnés), par les Rois, les évêques et les grands seigneurs locaux et régionaux. Partant des villes vers les campagnes, l'implantation de l’Église (clergé séculier), sous l’autorité des Évêques, va suivre, et organiser le territoire, le divisant en diocèses et paroisses.
Pour implanter, fortifier cette nouvelle foi, l'Église va s'efforcer d'effacer les traces des cultes et fêtes de l’ancien monde « païen». Les cultes de la lumière, des saisons, seront remplacés par de nouvelles commémorations : Noël, Pâques, la Saint-Jean… Les cultes de l’eau, du feu, des arbres, des roches datant de l’époque celtique et préceltique seront interdits, « aménagés » ou adaptés.
Cela prendra beaucoup de temps à l'Église pour implanter des cultes nouveaux, et malgré cela certaines pratiques « païennes » demeurent encore de nos jours.
Effacés également les cultes des dieux, déesses et idoles apportés par les légions romaines, occupant notre région, et que certaines avaient ramenés de leur séjour au Moyen-Orient.
Depuis la plus haute Antiquité, le Donon était tout à la fois objet lieu de cultes et de pèlerinages antiques. C’est à cette époque d’évangélisation, que l’Église, les paroisses, commencent à édifier croix, calvaires, chapelles et statues de saints sur les emplacements « suspects ». Ainsi furent christianisés, les lieux sources de pratiques « païennes », dans les villes puis les campagnes. Les forêts, lieux peu fréquentés, sources de crainte, de superstitions, le furent bien plus tard. Pour christianiser les menhirs, dolmens, grottes, roches…, le représentant de l’Église, selon le site concerné, faisait graver ou poser une croix et pratiquait une cérémonie d’exorcisme avec prières et bénédictions.
Ainsi l’Église est présente aux carrefours des chemins, le long des voies de communication, aux entrées, sur les places des villages et des bourgs, rappelant la précarité de la condition humaine, le sacrifice de Jésus de Nazareth sur la croix, et la promesse de la résurrection, d’une autre vie après la mort. À un carrefour, un choix directionnel est à faire par le passant. Une croix élevée à cet endroit rappelle aussi au voyageur qu’il n’est que de passage sur terre et que la vraie vie est ailleurs et qu'un choix est à faire aussi pour son salut spirituel. Une croix de chemin est, dans le monde physique comme dans le monde spirituel, une élévation, un lien entre la terre et le ciel.
Les croix et monuments érigés dans les premiers siècles ont presque tous disparu ; nous verrons plus loin que la guerre de Trente Ans, au XVIIe siècle, a détruit énormément de villages et de bourgs, ruinant pour longtemps la Lorraine. Peu de symboles religieux antérieurs ont survécu. Le bois était un matériau bon marché et abondant, donc largement utilisé pour l’édification des premières croix et des chapelles. Nous verrons plus avant que pendant la période révolutionnaire d’autres exactions seront commises.

Dans le paysage elles étaient pour les habitants des points de repères, des lieux de rendez-vous ; pour les voyageurs, les colporteurs, allant de village en village, elles leur servaient à s’orienter. Les croyants, ne manquaient pas de se signer en passant ou de s’arrêter quelques instants pour se recueillir.
Passée la période de christianisation, les raisons pour lesquelles on a continué d’élever des croix sont multiples.

Ainsi trouve-t-on : 
- les croix comportant un texte appelant au repentir, aux devoirs du croyant, à la prière, et rappelant au chrétien ses devoirs, que son salut passe par le Christ dans sa mort et sa Résurrection : « O Crux ave, spes unica ».
- les croix offrant des indulgences en échange de quelques prières récitées par le passant (Ave, Pater).
- les croix appelant à « prier pour les trépassés ».
- les croix de Mission.
- les croix de Jubilé.
- les croix commémoratives : marquant un événement dramatique (décès, accident, meurtre…).
- les croix de dévotion faisaient l'objet de commandes auprès d'artisans sculpteurs, par des bourgeois aisés, afin de témoigner de leur foi.
- les croix votives élevées en reconnaissance pour un vœu accompli.
- les « croix des morts » [5]

Au temps où étaient encore pratiquées les Rogations, les processions de fidèles, répondant aux litanies des saints énoncées par le prêtre, tout au long du parcours dans le village ou le bourg, marquaient une pause devant chaque croix, ou calvaire. À l’occasion des fêtes religieuses ces croix étaient fleuries. Elles étaient entretenues bénévolement tout au long de l’année par des personnes particulièrement pieuses.
On y voyait aussi, déposés au pied, des ex-voto : croix de bois, statuettes de la Vierge, de saint, chapelet, objets divers… des graffitis étaient également effectués sur le monument. Ce genre de dévotion se voit de moins en moins, parfois encore en campagne. Malheureusement, croix, calvaires, chapelles, modestes manifestations d’une foi populaire et qui font partie du petit patrimoine de nos communes, sont bien souvent dans un état de délabrement avancé.
Le temps accomplit son œuvre d’usure, les matériaux se dégradent, des monuments disparaissent lors de travaux, d’accidents, mais il faut aussi compter avec un phénomène récent, du moins par son ampleur, et qui parfois peut être encore plus destructif : le vandalisme. Acte purement gratuit et sans aucun autre but que celui d’endommager ou de détruire. Ces vandales, ces iconoclastes, qui s'ignorent, détruisent en quelques instants ce que les siècles, la fureur des hommes, et notamment les guerres, avaient épargné jusque là.

## Remarques préliminaires
Dans le langage courant, le mot « calvaire » est utilisé, d’une manière générale, pour désigner toutes les croix que l’on rencontre dans notre environnement. En fait, pour être précis, il faudrait plutôt parler de croix rurales ou de croix de chemin, parfois de crucifix ou croix monumentale.
En effet, la différence sur un plan architectural est importante. Le terme calvaire trouve son origine dans le latin « calvarium », de « calva » (crâne chauve) traduction de l’hébreu : Golgotha. Ainsi le Golgotha, appelé aussi, lieu du crâne, était un endroit réservé aux exécutions ordonnées par le préfet romain à Jérusalem. C’est sur cette colline que Jésus de Nazareth fut crucifié.
Le calvaire, stricto sensu, représente donc la scène du Christ en croix entouré de personnages se trouvant au pied de celle-ci : Marie, Jean, Marie-Madeleine… C’est un véritable monument qui requiert une technique de sculpture bien plus élaborée que celle utilisée pour réaliser nos simples croix de chemin. Dans notre région ce type de monument est assez rare, on peut en voir, un bel exemple à Biarville, à Denipaire, ou encore dans le cimetière de Nompatelize… D’autres existent dans la vallée de la Fave. On en trouve en plus grand nombre en Alsace, ou en Moselle. La région où les calvaires, parfois de véritables œuvres d’art, sont les plus répandus, est la Bretagne. Ce sont souvent des scènes imposantes, généralement implantées à côté des églises et réalisées par des artistes ; elles représentent souvent des scènes comportant de nombreux personnages.
Par extension, le mot calvaire est devenu en quelque sorte un synonyme désignant toutes les sortes de croix, élevées à un carrefour, sur une place, le long des chemins, dans les bourgs.
Les textes relevés sur les différents monuments sont reproduits in extenso. Ainsi vous remarquerez qu’une grande majorité des sculpteurs, qui n’étaient souvent que de simples maçons, gravaient les textes d’une manière phonétique. Souvent, ils ne tenaient pas de compte de la place disponible pour bien répartir leur épigraphe. Ainsi ils reliaient des mots entre eux, opéraient des césures au milieu des mots, ils les abrégeaient en fin de phrase, et quelquefois même ne finissaient pas celle-ci pour qu'elle puisse tenir dans la surface disponible. Beaucoup ne savaient pas, ou peu écrire, ceci explique aussi les fautes d’orthographe et de grammaire. Certaines lettres étaient souvent calligraphiées à l'envers ; ainsi le S, le N…
Cela se remarque surtout pour des monuments antérieurs au XVIIIe siècle, mais on en trouve encore tout au long du XVIIIe siècle.
- Méthode de description des monuments

Les termes techniques utilisés pour une description des différents monuments recensés, sont pris dans le Glossaire de termes techniques propres à l’architecture classique.
La croix étant une élévation, comme lors de la construction, la description s'effectuera de bas en haut.
Les colonnes sont de section cylindrique, tandis que celle des piliers est plus ou moins carrée. En revanche tous deux sont classiquement constitués de 3 éléments bien distincts.
- D'une manière générale, les croix rurales comportent :
- Un pied ou un piédestal. Il forme le soubassement et repose généralement sur un socle simple ou comportant plusieurs degrés. Ce piédestal est plus ou moins ouvragé, il comporte parfois un texte (épigraphe).
- Un fût ou partie centrale pouvant débuter par une base. Par analogie avec le tronc d’un arbre, c'est la partie principale comprise entre le piédestal et le chapiteau. Le fût peut être d’un seul bloc, il est alors dit monolithique, soit composé de plusieurs blocs appareillés. De section carrée ou rectangulaire il est souvent légèrement pyramidal dans sa hauteur. Il peut posséder une base distincte. Cylindrique, il peut être droit, fuselé, cannelé, spiralé….
- Un chapiteau, un tailloir ou abaque couronne généralement le fût. Il est composé souvent d'une série de moulures. Il peut aussi être absent ou remplacé par une  tablette simple.
- Une croix simple, nue ou ornementée avec certaines représentations (Vierge à l'Enfant, ostensoir, soleil rayonnant...), ou encore un Christ en croix surmonte le chapiteau ou le tailloir.

- Terminologie [6] – Moulures de références les plus souvent rencontrées
- #Cavet : moulure concave (en creux) représentant un quart de rond.
- #Congé : moulure concave réunissant 2 surfaces de largeurs différentes appelé aussi adoucissement.
- #Doucine : moulure à double courbure, concave en haut, convexe en bas. C’est un cavet raccordé à un quart de rond. Symétriquement renversée, elle se nomme : talon.
- #Bandeau : moulure horizontale large peu saillante ; appelée anneau sur une colonne.
- #Filet : petite moulure plate accompagnant, ou en couronnant une plus grande synonyme de Listel
- #Tore : moulure convexe en demi-rond (appelé aussi boudin)
- #Gorge : moulure concave en demi-rond
- #Scotie : moulure concave reliant deux tores

Dimensions : Toutes les cotes indiquées sont indicatives.

## Liste d'inventaire

### La croix de L'Avotte (La Votte, Lavotte)
- Situation :

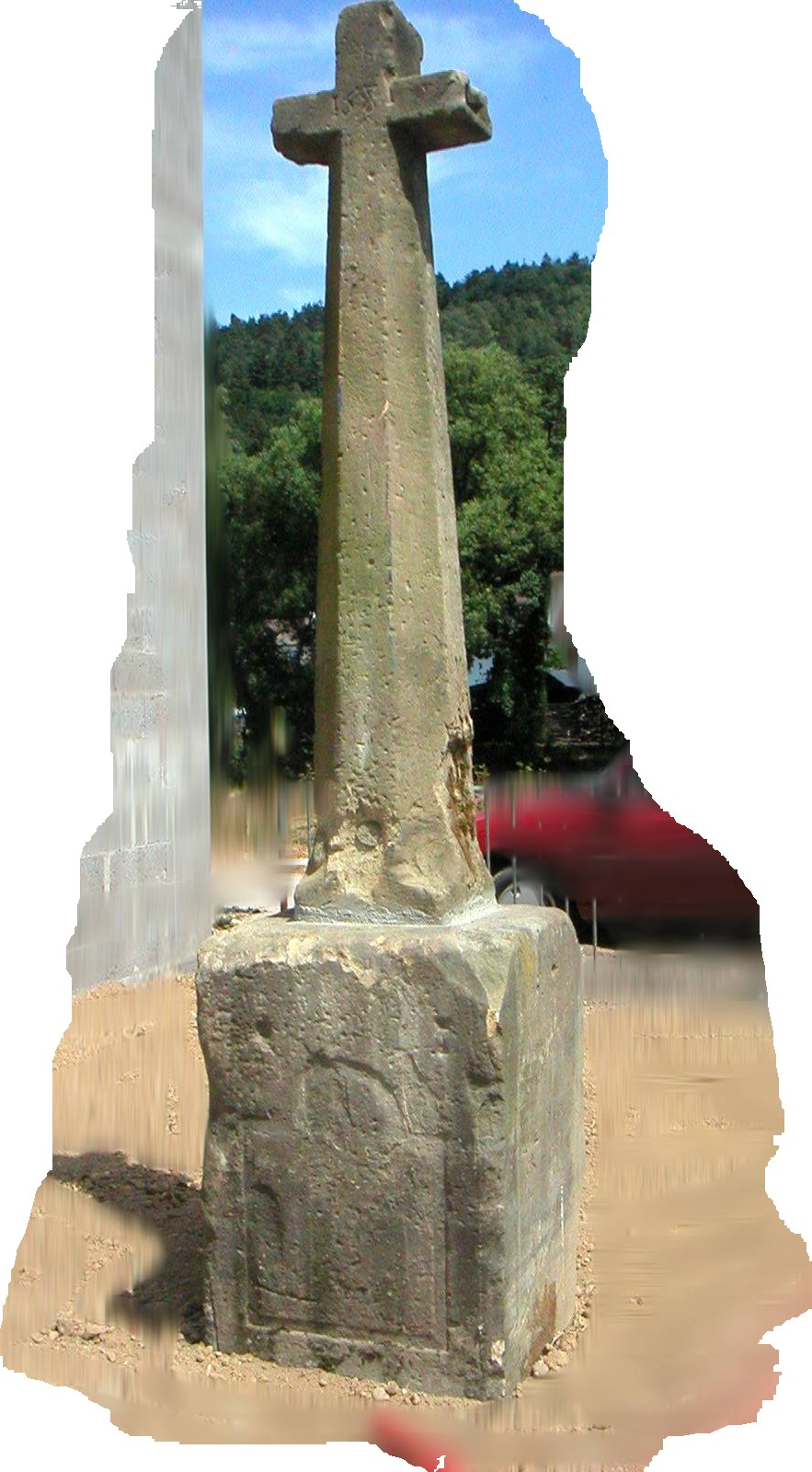
Croix de L'Avotte

Sur la Place de la Libération, à gauche de la montée de la passerelle qui franchit la Meurthe à cet endroit.
- Description :

La croix a été réalisée dans un grès jaunâtre ; elle est fortement corrodée par le temps. Sa face avant était originellement tournée vers le chemin accédant à la passerelle.
Sur un piédestal massif s’élève une croix monolithique. Celui-ci, parallélépipédique, comporte sur l’avant un cartouche carré surmonté d’un demi-cercle plus étroit. Le cartouche est souligné par un double trait gravé ; aucun texte n’est lisible.
Le fût est un prisme de section octogonale se rétrécissant vers le haut et terminé par une croix latine aux branches très courtes. L’ensemble est d’une grande sobriété, d’allure médiévale, gothique. Au centre de la traverse se trouve gravé le millésime :
Chaque extrémité de la traverse possède une cavité rectangulaire ; la branche supérieure de la hampe possède sur l’arrière un curieux bossage ? La base du fût s’élargit par un adoucissement de quatre angles sur huit au contact du piédestal. Aux quatre angles du fût, là où il se raccorde au piédestal, se trouve un bossage arrondi, vaguement en forme de demi sphère, très usé, qu’il n’est plus possible d’identifier.
- Observations :

La maison contre laquelle cette croix était érigée a dû être reconstruite à la suite d’un incendie. Le monument fut démonté et entreposé aux services techniques de la ville, il a été remonté dans le courant de l’année 2003 et implanté au milieu d’un terre-plein créé spécialement. La face avant est tournée à présent vers la Place de la Libération. Le piédestal se trouve dorénavant hors sol.
Il s’agit de la croix datée la plus ancienne de la ville. À cette époque de l’édification de ce monument, il n’y avait pas de passerelle ni de pont, et le franchissement de la Meurthe se faisait à gué, ou sur un ponton.
Sous l’occupation romaine, (époque gallo-romaine) le village de La Neuveville n’existait pas encore. Une voie (bretelle de la voie Langres- Strasbourg ?) franchissait la Meurthe à cet endroit, le chemin arrivait sur la rive gauche en pente douce, franchissait le cours d’eau puis continuait vers le Nord par un tracé passant sous la côte, remontant la rive gauche de la  Plaine recoupant ainsi la Via salinaria(liaison Lorraine-Alsace). La surélévation des berges à cet endroit date sans doute de l’époque du flottage du bois, le port était proche, et l’endiguement des berges nécessaire.
Ce gué était donc important dès l’Antiquité. Un article récent semble établir que le franchissement de la Meurthe par la voie Langres-Strasbourg aurait pu se faire à cet endroit, plutôt que vers les Châtelles. Lorsqu'on connaît bien le terrain, cette hypothèse paraît bien plus vraisemblable.
En 1595, le village de La Neuveville situé sur le territoire appelé Ban de l’abbaye d’Etival ne s’étendait pas jusqu’à ce passage. Il ne comprenait alors que quelques maisons situées des deux côtés d’une courte rue parallèle à la Meurthe, vers le seul pont existant. Peut-être le gué était-il encore utilisé ?
Le toponyme de « Avotte », « La Votte »… que l’on trouve sur des cartes anciennes caractérise un lieu humide, marécageux. Sur la carte reproduite dans l’article de M. Cabasse On peut voir le vocable « Avotte » situé sur la Plaine à sa confluence avec la Meurthe. Aucun document, aucune carte ne prouve que cette croix, à son origine, ait été implantée à cet endroit ; elle a pu aussi être déplacée.
La grande croix « Notre-Dame » que l’on trouve dans le cimetière rive droite et qui date d’environ 1600 possède elle aussi une colonne de section octogonale, forme géométrique couramment utilisée dans l’art médiéval, gothique, et prérenaissant.
Il est remarquable que cette croix ait été préservée et qu’elle ait pu franchir sans dommage les destructions de la guerre de Trente Ans et de la période révolutionnaire.
| Hauteur socle | Hauteur piédestal | Hauteur fût+croix | Hauteur totale | Altitude | Matériaux  | Époque  |
| ------------- | ----------------- | ----------------- | -------------- | -------- | ---------- | ------- |
| enterré       | 900 mm            | 1 930 mm          | 2 830 mm       | 284 m    | Grès jaune | XVIe s. |

### La croix du Pâquis
- Situation :

Sur la Place de la Libération, adossée contre l’angle nord de l’ancienne Usine Amos, devenu actuellement le magasin « Magasold »
- Description :

Le monument est dans un état de dégradation avancée. La pierre utilisée, également un grès jaunâtre, est particulièrement poreuse, gélive et se délite facilement. La pollution atmosphérique joue également un rôle important sur ce type de roche.
Le monument se compose d’un appareil très classique. Un piédestal parallélépipédique sommaire est surmonté d’une corniche rudimentaire, légèrement débordante au profil en doucine inversée, finissant par un bandeau. Le tout est très altéré, la face avant est de couleur vive ce qui prouve que l’érosion de la pierre est toujours en cours. 
Au-dessus du piédestal s’élève un fût prismatique de section rectangulaire surmontant une base et supportant dans sa partie haute un chapiteau. La base est quadrangulaire composée d’un bandeau, suivi d’une moulure en ½ rond. Le fût débute par quelques moulures : filet, gorge, listel, ½ rond. 
La face avant du fût est ornée de différents motifs. Dans la partie médiane se trouve un médaillon en mi-relief largement débordant, de forme ovale. Une épigraphe s’y trouve gravée dans un cartouche en léger retrait. Le pourtour est souligné par une épaisse bordure.
Ce médaillon est relié à la base du chapiteau par un motif traité en bas-relief représentant un entrelacs de cordelettes dont chaque extrémité est terminée par un gland. Sous le médaillon, un cartouche en retrait comprend un bas-relief représentant le triangle divin avec un œil au centre, le tout sur un fond rayonnant.

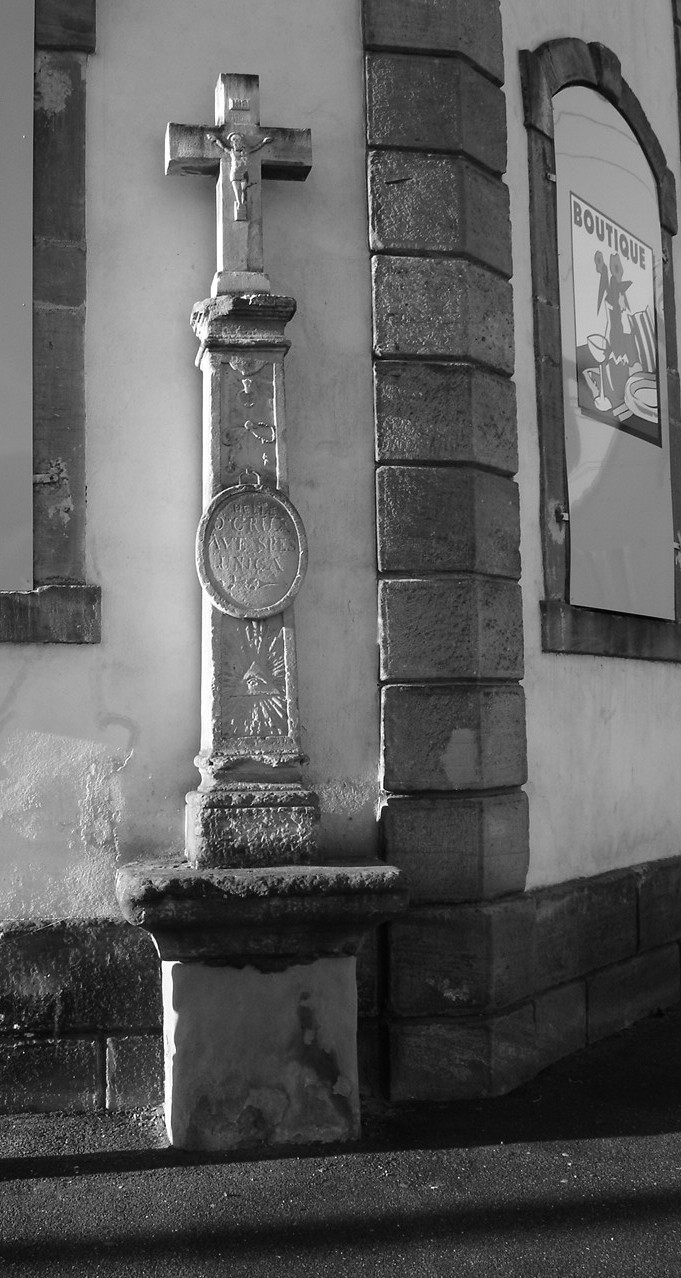
Croix du Pâquis

Le chapiteau comporte plusieurs moulures : listels, bandeau, filets, le tout est fortement endommagé. La croix latine récente, est en pierre blanche, avec un christ en bas relief ; la hampe et la traverse sont chanfreinées. Elle a remplacé la croix d’origine, détruite par la manœuvre d’un camion, il y a une vingtaine d’années. Le responsable s’est occupé de la réfection. Aucune date n’est visible ; peut-être se trouvait-elle sur le piédestal corrodé.
- Observations :

Le style général de cette croix est semblable à celui de la croix du cimetière rive gauche (1811) de la ville, ou à celui de la croix Boura (1859), on peut la dater sans trop de risque d’erreur de la première moitié du XIXe siècle.

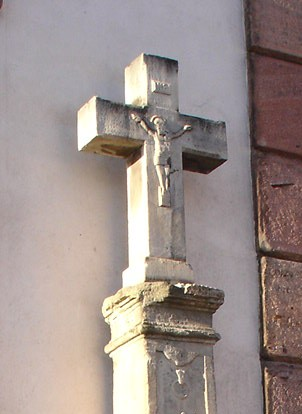
Détails du Crucifix

Le Pâquis, toponyme encore couramment employé par les anciens habitants lorrains rappelle que la place de la Libération fut par le passé une pâture située à la confluence d’un ruisseau descendant de la Haute Neuveville : le Bresselot , et du canal du Moulin dérivé à la Haute Neuveville depuis le ruisseau du Grandrupt. Ce canal alimentant deux scieries à la Haute Neuveville puis, en aval, la retenue d’eau du moulin Mellez. Ce moulin (à grains) se trouvait sur les terrains, dont M. Frédéric Amos se rendra acquéreur pour construire une usine de chaussons à partir de 1873. Le Moulin appartenait à une certaine Caroline Fortier veuve de Charles Mellez (décédé en 1858).
 
Ces deux rus confluent avec un troisième venant par le chemin de Thiaville, et se jettent dans la Meurthe à l’Avotte ; ils passent à présent sous la place. Cette croix se trouvait peut-être initialement non loin du moulin, l'humidité ambiante du lieu pourrait ainsi expliquer l’état de dégradation avancée de la pierre utilisée pour cette croix.
 Le patronyme Mellez… est gravé sur le haut du médaillon. Sur le côté droit du fût quelques simples petites croix latines votives gravées au trait (x4) ainsi qu’un autre patronyme abrégé : POIR ?
| Hauteur socle | Hauteur piédestal | Hauteur fût | Hauteur croix | Hauteur totale | Altitude | Époque  |
| ------------- | ----------------- | ----------- | ------------- | -------------- | -------- | ------- |
| enterré       | 910 mm            | 1 980 mm    | 850 mm        | 3 740 mm       | 284 m    | XIXe s. |

### La croix duJubilé
- Situation :

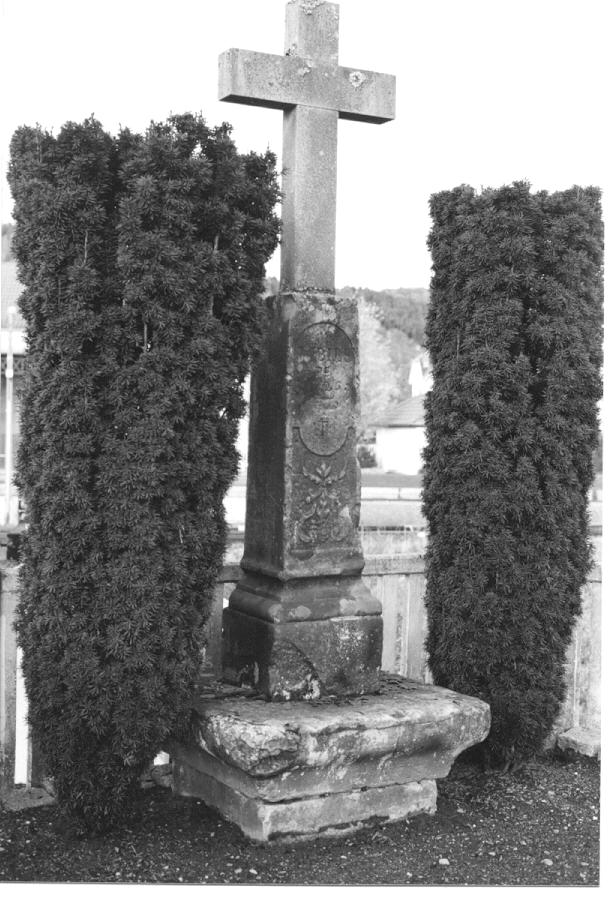
Croix du Jubilé

Après le passage à niveau, au sud de la ligne SNCF, près du carrefour de la route de Raon l’Étape à Rambervillers (rue Gl Sarrail) et la rue de la Grande Belle Orge.
- Description :

Cette croix est taillée dans un grès jaune, très altéré par le temps. Du calvaire d’origine, qui était constitué d’un appareil classique, seul reste le piédestal au 3/4 enterré, ainsi que le fût. Il serait opportun de dégager le piédestal pour le rendre visible. Un socle existe peut-être.
Le piédestal est un parallélépipède simple comportant sur l’avant un cartouche légèrement en retrait, rectangulaire aux quatre angles rentrants en quart de cercle. L’épaisse et très rustique corniche dont il est surmonté, s’élargit par un profil appelée talon.
Dans le prolongement vertical du fût, fixé sur l’arrière de la corniche, une croix latine en ciment moulée sans aucune fioriture ; le chapiteau a disparu. La base du fût est constituée d’un large bandeau surmonté d’une moulure en tore, puis d’un rétrécissement en doucine sur le fût.
Sur l’avant, la partie médiane du fût, comporte un cartouche en relief vers le bas et en retrait vers le haut. Il est de forme rectangulaire prolongé par un demi-cercle centré sur le haut et sur le bas. Il comporte une inscription simple gravée en lettres capitales.
Une petite croix latine gravée, à une date ultérieure, se trouve en dessous du texte. La face avant du fût comporte un cartouche en retrait ou figure un bas relief représentant un assez joli motif finement stylisé d’inspiration végétale. Ce qui reste du monument original a reçu des impacts de projectiles (balles, éclats d’obus) sans doute lors des combats des 25, 26 août 1914 ; une compagnie du 21e Bataillon de chasseurs à pied, protégeait le long de la ligne de chemin de fer, la retraite du Bataillon vers la Chipotte.
- Observations :

Le pape Léon XII qui vient de succéder à Pie VII, veut contrecarrer l’esprit laïque Révolutionnaire (nous sommes encore proches du Premier Empire et de la Révolution) restaurer la foi et la religion, revenir au texte de la Vulgate et condamner les sociétés bibliques alors en plein essor.
 
Par la bulle du 3 mai 1824 il décide d’une année sainte pour Rome. En 1825, Léon XII décide d’étendre ce Jubilé à toute la chrétienté et envoie cette bulle notamment aux Évêques de France sans la faire viser par le Roi, ce qui était contraire aux accords passés. L’ordonnance royale autorisant la publication de la bulle ne sera délivrée qu’en 1826.

Ce « Jubilé de la Restauration » sera la seule Année Sainte du siècle. À cette occasion beaucoup de croix furent érigées par les paroissiens montrant ainsi leur attachement à l’Église. On en rencontre un grand nombre dans la région.

Cette croix n’a pas été déplacée car elle se trouve signalée à cet endroit, sur le cadastre de La Neuveville de 1845, avant l’établissement de la voie ferrée (1864) au carrefour de la route de Raon, Rambervillers, avec le chemin venant du Pâquis et celui montant vers la Hounotte. De plus, une petite portion de terrain, entourée de barrières, a été réservée sur l’emprise de la SNCF.
Sur le cadastre de 1845, tout une parcelle au nord de cette croix porte le toponyme de : « à la Croix Jaune ».
| H. piédestal 1/2 enterré | Hauteur fût | Hauteur croix | Hauteur totale | Altitude | Pierre     | Époque    |
| ------------------------ | ----------- | ------------- | -------------- | -------- | ---------- | --------- |
| 420 mm                   | 1 260 mm    | 950 mm        | 2 660 mm       | 291 m    | Grès jaune | XIX{e}s.} |

### La croix Hanry (Henry?)
- Situation :

À l'angle de la rue Paul Langevin, (ancienne route d’Étival) et du chemin qui va vers le pont Bailey franchissant la Meurthe au terrain de camping, se dresse une croix en grès rose, encore en bon état. Elle est placée devant le pignon d’une maison.
- Description :

Sur un socle de grès repose le piédestal parallélépipédique plus haut que large. La pierre est un grès de couleur très pâle. La corniche, simple et abîmée, qui le surmonte s’élargit par une doucine. Sur l’avant du piédestal, se trouve un cartouche rectangulaire échancré aux quatre angles en quart de cercle, simplement souligné d’un trait gravé, sans aucune inscription ou motifs.

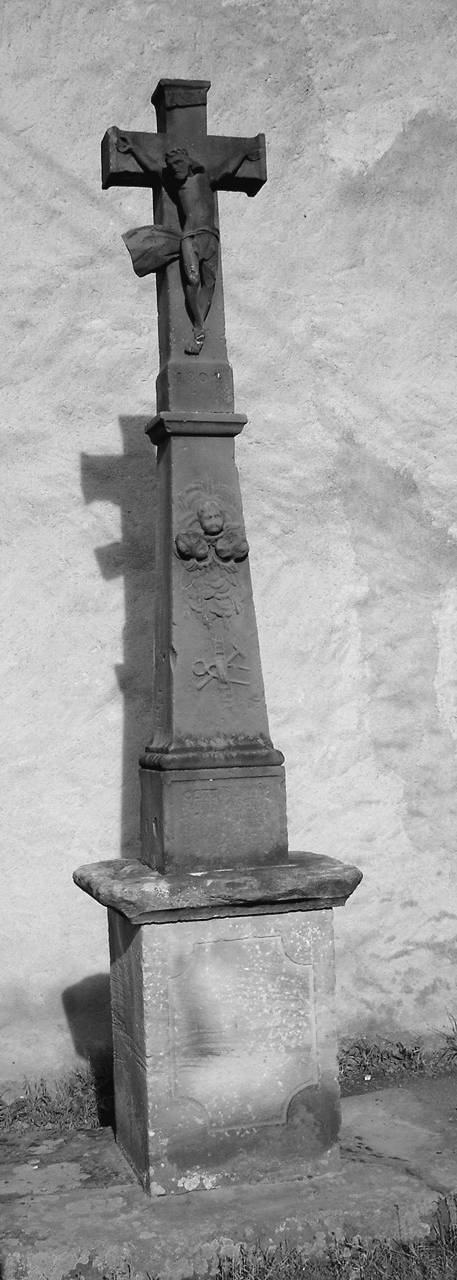
Croix Hanry

Au centre de la corniche s’élève le fût en forme de pyramide tronquée de section rectangulaire commençant par une base presque cubique. Le raccordement de la base et du fût s’effectue par une moulure en tore. La base possède sur l’avant un cartouche rectangulaire traité légèrement en retrait et contenant une épigraphe dont le texte corrodé est difficilement lisible. Un trait gravé encadre le texte.

Un listel sépare le fût de la base. Au-dessus de la base, un motif en bas-relief représente certains des instruments symbolisant la Passion du Christ : échelle, marteau, tenailles, linge. Un peu plus haut un second motif représente sur un fond de nuages rayonnants en bas-relief, trois têtes d’angelots ailés, traités eux en demi-relief.

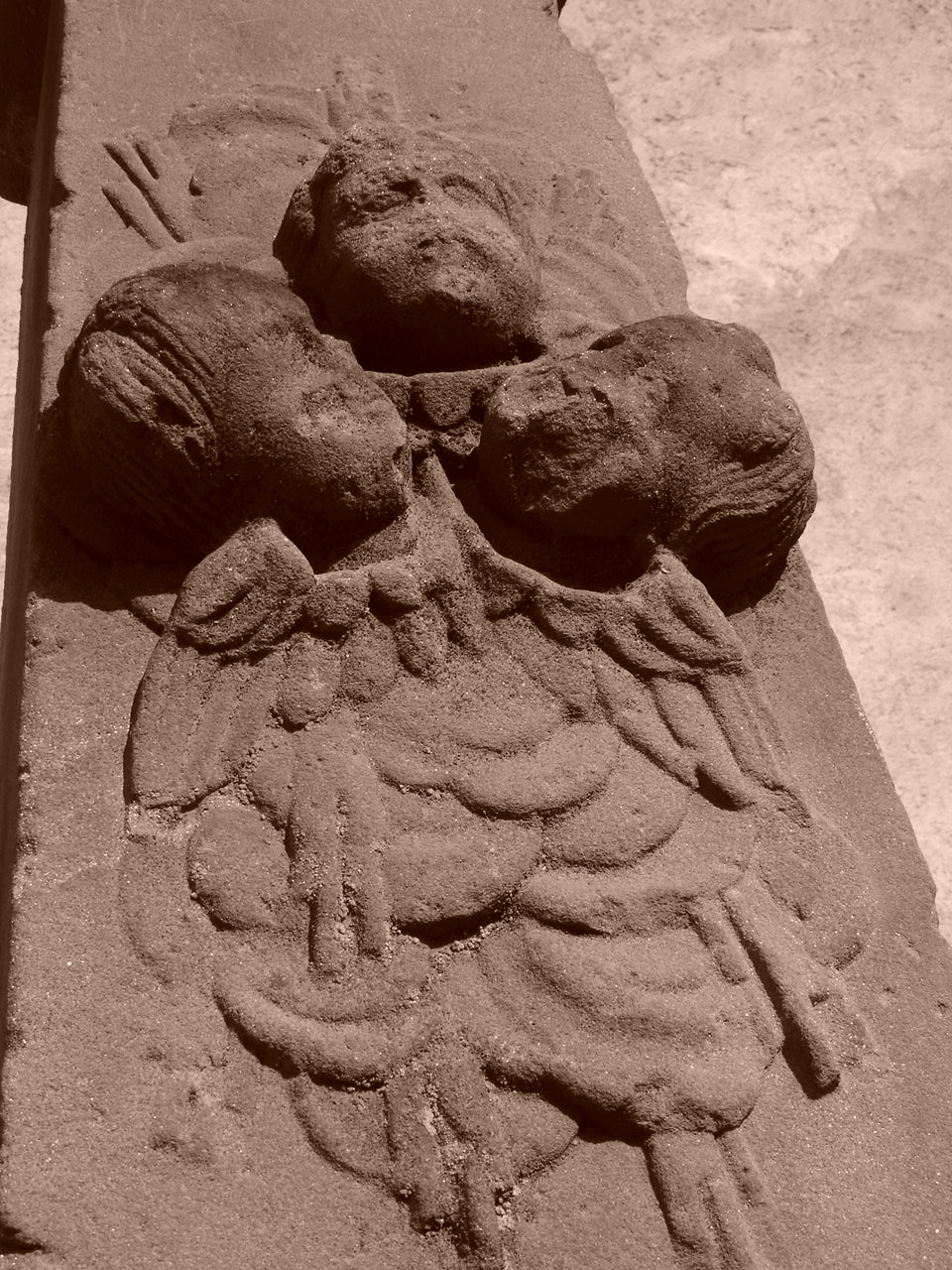
Détail du crucifix

Le haut du fût se termine par un tailloir, il est surmonté d’un crucifix dont le bas de la hampe s'élargit en congé. Le Christ sculpté en haut-relief est de belle facture, il est très travaillé avec un périzonium largement débordant du corps et tenu par une cordelette. 
Les pieds sont croisés ; l'extrémité du pied droit a disparu. La tête du Christ est surmontée de la couronne d'épines. Le millésime « 1804 » est gravé sur le bas du crucifix. Sur le haut de la hampe se trouve sculpté en bas-relief un phylactère avec l'inscription latine « INRI ».
- Observations :

Cette croix, comme beaucoup d'autres, a été reconstituée avec des éléments datant de différentes époques. Le socle, le piédestal sont taillés dans un grès fin de couleur pâle, tandis que la partie supérieure est en grès rouge. Le fût, ainsi que le crucifix de même style, sont datés (1804) ; c’est donc la date de la réfection du monument. Le socle et le piédestal très sobres sont d’un âge plus ancien. Marie Charlotte Henry a sans doute fait relever cette croix en mémoire de son mari Basile Ferry, cinq ans après le décès de celui-ci.
Cette croix a peut-être subi, comme nombre de ses semblables en rive droite, la fureur antireligieuse de l’An II de la République. Contrairement à Raon l'Étape, nous n'avons pas de documents écrits sur des destructions éventuelles dans le village de La Neuveville. Par contre plusieurs des croix de cette commune ont été réparées au début du XIXe siècle, mais rien ne prouve qu'il s’agisse d’actes organisés.
Ce monument, malgré tout resté élégant et demanderait une protection périmétrique empêchant les véhicules de se garer trop près. Quelques plots de fonte ou quelques blocs de pierre devraient suffire.
| Hauteur socle | Hauteur piédestal | Hauteur fût | Hauteur croix | Hauteur totale | Altitude | Pierre    | Époque            |
| ------------- | ----------------- | ----------- | ------------- | -------------- | -------- | --------- | ----------------- |
| 180 mm        | 950 mm            | 1 470 mm    | 1 160 mm      | 3 760 mm       | 284 m    | Grès rose | XVIIIe et XIXe s. |

### La croix Jean Rimbaut (Rimbault, Rebart…)
- Situation :

La croix Jean Rimbaut, appelée encore Reimbart, Rebart… (suivant les différentes sources écrites) se dresse en rive droite de la Meurthe au carrefour formée par l'avenue du Gl de Gaulle et la rue de Viombois. À l’époque de son édification elle se trouvait sans doute isolée à ce carrefour entre la voie principale menant à Baccarat, Lunéville…et un chemin se dirigeant vers la « maladrie », ou « maladrerie ». En ce lieu, lors des épidémies, essentiellement de la peste, les malades incurables, étaient regroupés. On venait leur apporter quelques provisions, peu survivaient; aucun remède n’existait.
- Description :Croix Jean Rimbaut

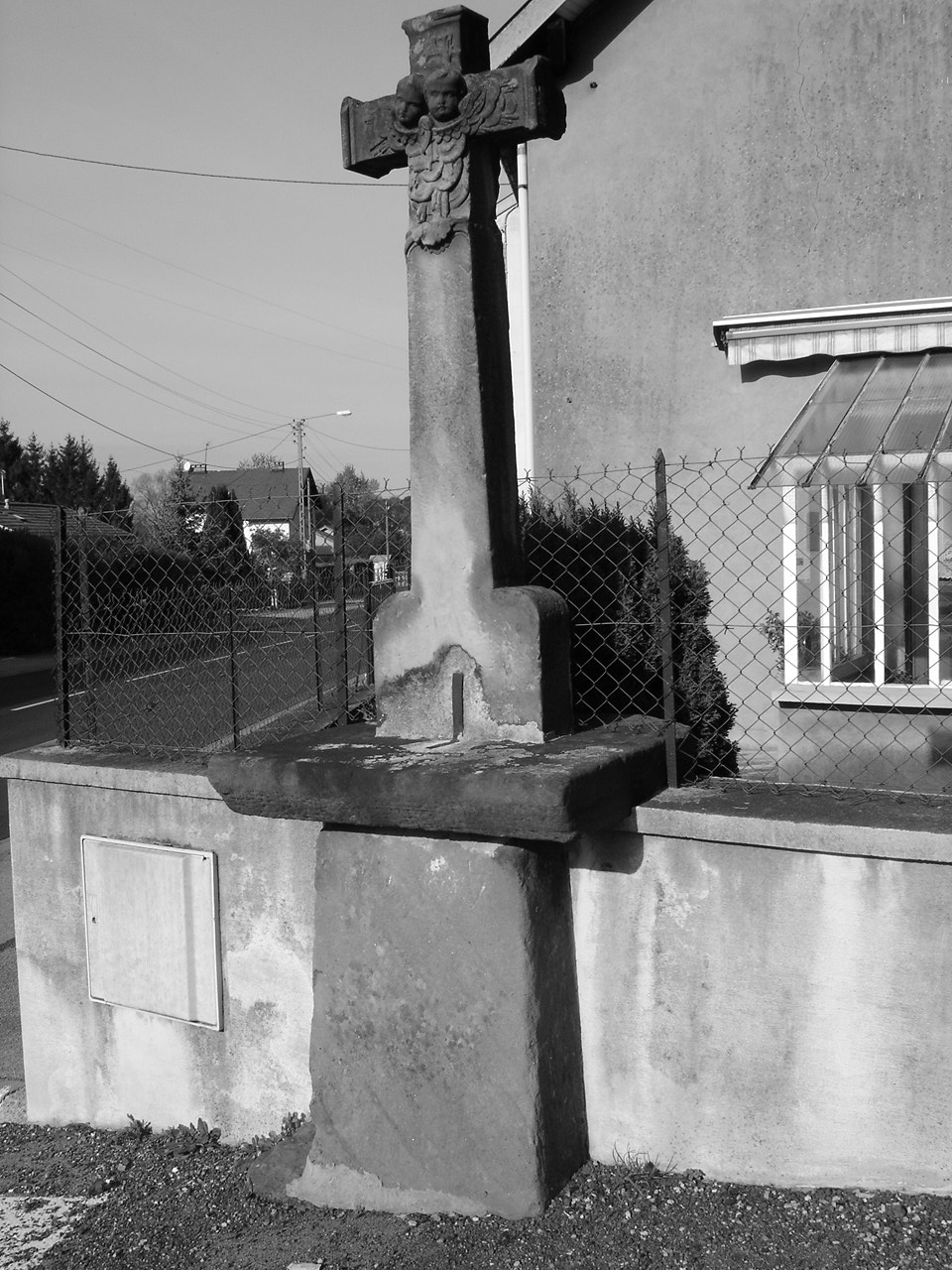
Croix Jean Rimbaut

Le piédestal se trouve pris dans le muret qui entoure la propriété se trouvant dans la pointe de ce carrefour. Le muret a d’ailleurs été aligné à la hauteur du piédestal.
Cette « croix de chemin » est formée de deux parties d'âge différent. En effet la partie inférieure se compose d'un piédestal simple de forme parallélépipédique, légèrement pyramidal surmonté d'un tailloir massif taillé en biseau sur l’avant et débordant largement, le tout dans un grès rose grossier. Ce piédestal repose sur un socle plus large, actuellement recouvert par le bitume, mais que l'on remarque sur d'anciennes photos. Sur la face avant une date semble avoir été gravée elle est à présent illisible.

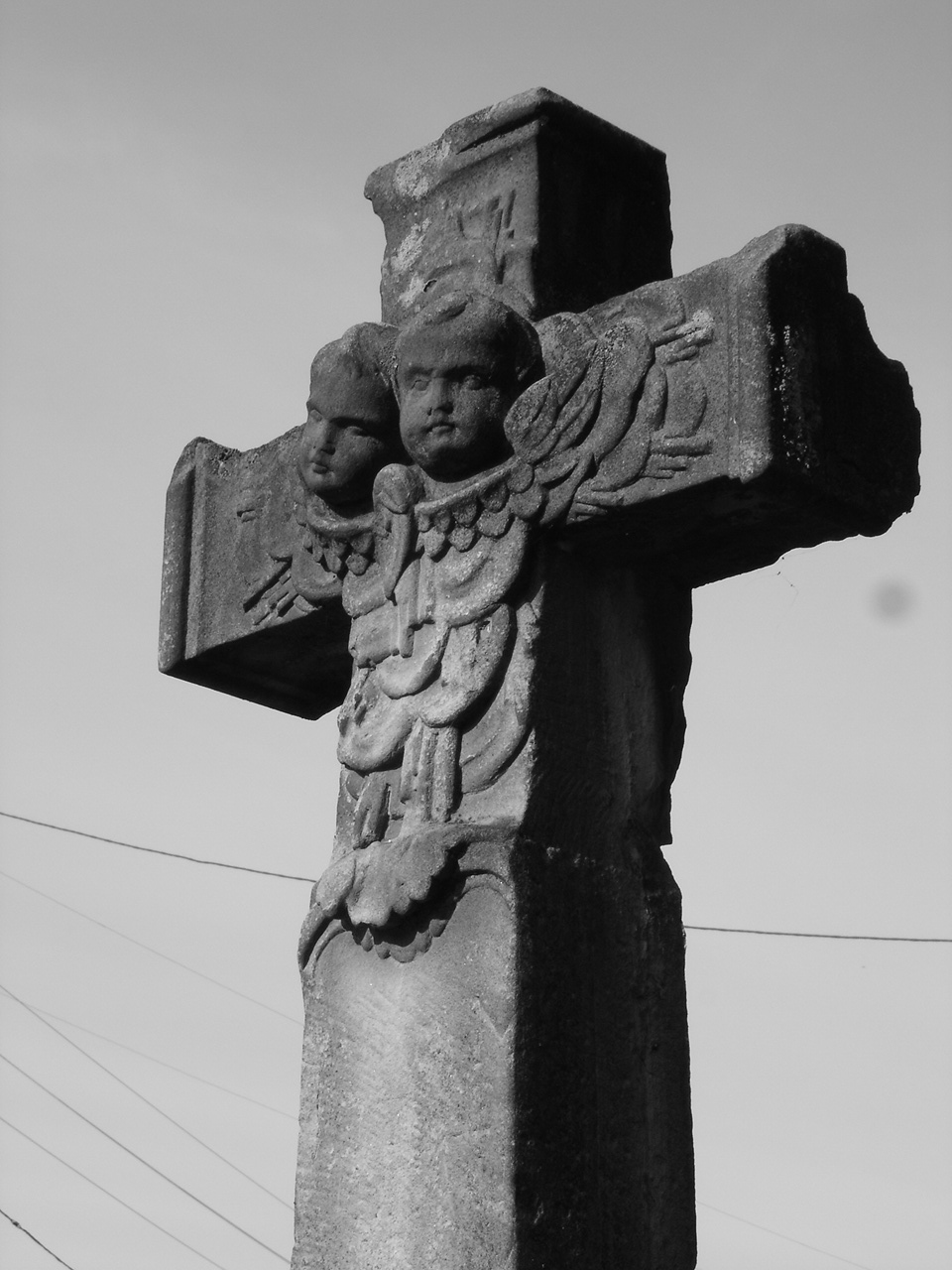
Détail croisillon

La partie supérieure est une croix que l'on peut qualifier de « croix stèle » monolithique ; elle débute par une base rectangulaire simple, se raccordant au fût par deux quarts de rond. Le fût de section rectangulaire se termine par une croix légèrement potencée ; à l'intersection de la hampe et de la traverse se trouve une sculpture en haut-relief représentant deux têtes d'angelots ailés sur un fond de nuages rayonnants. Cette partie a été réalisée dans un grès pâle à grain fin. Il n’y a aucune inscription ni date, des graffitis existent sur le haut du fût. 
- Observations :

On sait que cette croix fut détruite, comme la plupart de celles existant sur le territoire communal rive droite, en l'an II de la République (1794) sur ordre du Maire particulièrement zélé, Christophe Dussourd. La partie supérieure, par la nature du motif, doit dater du XIXe siècle, tandis que le piédestal, sobre, plus « rural » est antérieur à la Révolution. Les archives communales notent en effet :
Dans un des deux mémoires (factures) daté du 27 Fructidor an II , présentés à la municipalité par Jean Baptiste Valentin, tailleur de pierre, recensant ses travaux de démolition des croix et emblèmes religieux, (an II de la République), il est noté entre autres :
S'agit-il de cette croix ? Dans le mémoire aucune croix démolie ne porte le nom de « Reimbart » ou un nom approchant ; il est même fait mention d'une autre croix située également sur la route de Lunéville :
Un doute subsiste quant au nom exact de cette croix. Lors de la réparation du monument et de la pose de la nouvelle croix, deux broches métalliques ont été mises en place afin de renforcer la liaison entre les parties supérieure et inférieure.
| Hauteur socle | Hauteur piédestal | Hauteur croix stèle | Hauteur totale | Altitude | Pierre         | Époque            |
| ------------- | ----------------- | ------------------- | -------------- | -------- | -------------- | ----------------- |
| enterré       | 1 030 mm          | 1 780 mm            | 2 810 mm       | 288 m    | Grès gris-rose | XVIIIe et XIXe s. |

### La croix Chapelier
- Situation :

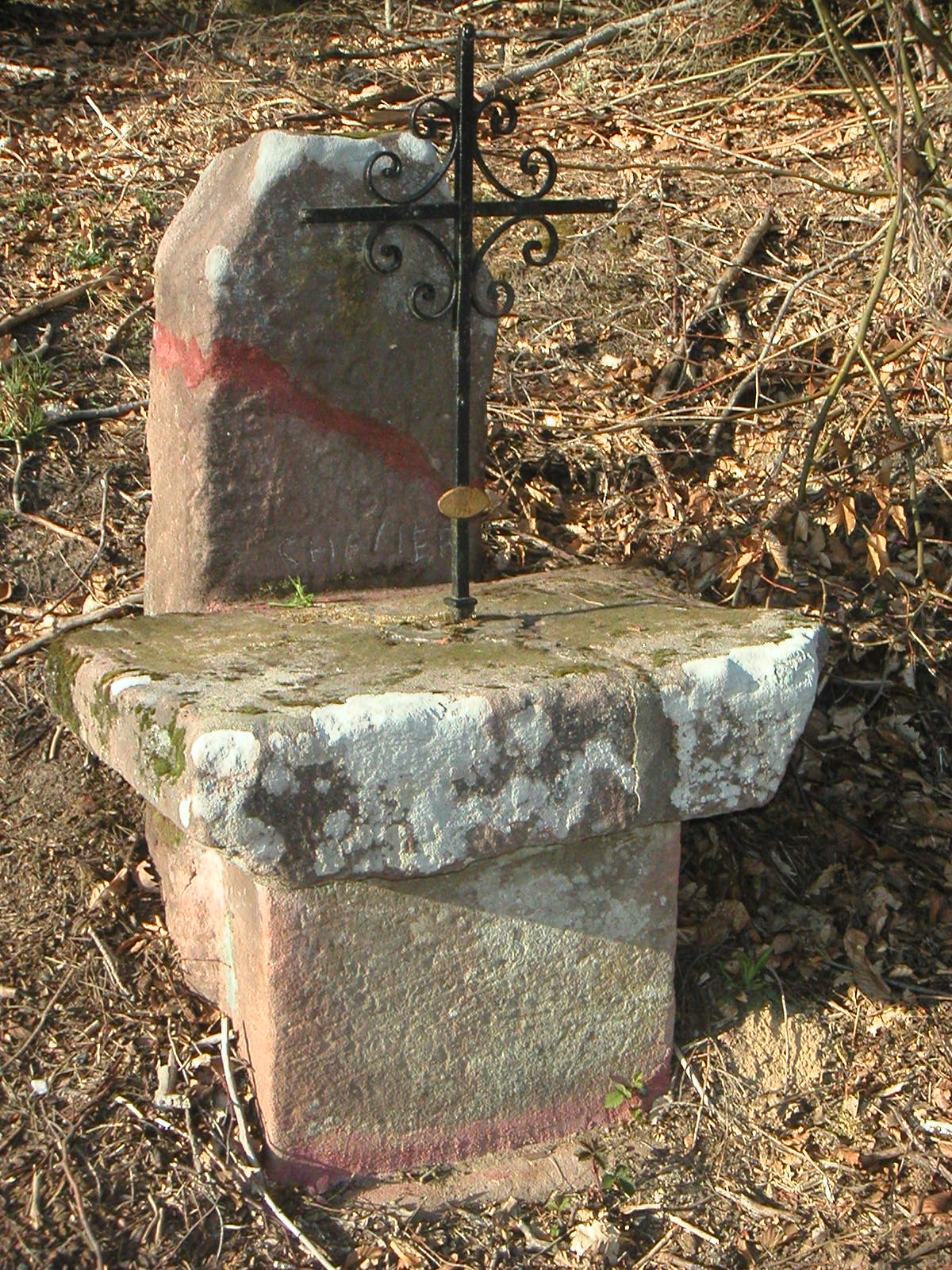
Croix Chapelier

Sur le côté gauche de la route montant vers la Criquette, dans le vallon appelé « la Maix »
peu avant le café-restaurant.
- Description :

Cette ancienne croix rurale a sans nul doute été brisée comme les autres par Jean Baptiste Valentin; le fût et la croix ont disparu. Reste le piédestal grossièrement cubique, surmontée d’un tailloir rudimentaire débordant, massif, sans aucune moulure. L’ensemble repose sur un socle. La pierre utilisée est un grès grossier altéré par le temps, couvert de lichens. L’ensemble indique une origine ancienne, ce qui se vérifiera plus loin. Un texte venant heureusement nous apporter des précisions.
La base de l’ancien fût est toujours en place et forme à présent une sorte de dosseret. Pas de cartouche, ni de motifs, mais un texte gravé dans le bas de manière rudimentaire. Il est pratiquement illisible aujourd’hui. 
Le patronyme paraît être CHARRIER, CHERRIER, CHARLIER, CHAPELIER ?
Au centre, sur l’ancien abaque du piédestal, une croix en fer forgé y a été scellée. La hampe et la traverse sont confectionnées de 2 profilés en fer de section carrée, soudés entre eux. À chaque extrémité se trouve encore un rivet qui devait fixer un petit motif, peut-être une fleur comme on le voit souvent sur des crucifix de métal (roses stylisées?) dont il reste quelques morceaux à la pointe de la hampe.
À l’origine un Christ, devait y être fixé. La base de la croix s’élargit en une petite base comportant un léger renflement sur le dessus. Aux quatre angles intérieurs formés par la hampe et la traverse, se trouve une double volute légèrement asymétrique, en fer plat. Un petit médaillon en fer de forme ovale est fixé sur l’avant de la partie inférieure de la hampe. Un texte y est gravé rappelant sans doute la date de la pose de cette croix.
- Observations :

Auguste Mathieu, dans son manuscrit, nous apporte une précision :
« Il est probable que c’est pour commémorer cette épidémie qu’un nommé Chapelier éleva une croix dans le vallon de la Maladrie (maladrerie) dans cette vallée étroite qui s’étend vers la forêt où les pestiférés de Raon la Tape étaient séquestrés. »
« Jehan vé-t-ein mouri et let Maix »  (Jean va-t’en mourir à la Maix)
La Maix est la dénomination du vallon de la Maladrie en 1617 (Pied terrier C.C.) Au début du siècle dernier, lorsque A. Mathieu écrivait ses lignes, l’inscription devait être nettement plus lisible. Cette croix a donc été élevée peu après les épidémies, et abattue par Jean Baptiste Valentin en 1794 :
« Avoir démolie celle dite à la Maladrie sur le chemin de Neufmaisons… »
puis restaurée en 1899 sous la IIIe République par un inconnu.
En 1994, le piédestal de ce monument a été brisé verticalement en deux parties (accident de voiture, chute d’un arbre, débardage ?) puis réparé par le Club Vosgien et les Services techniques de la Ville de Raon-l'Étape.
| Hauteur socle | Hauteur piédestal | Hauteur fût | Hauteur croix | Altitude | Pierre    | Époque          |
| ------------- | ----------------- | ----------- | ------------- | -------- | --------- | --------------- |
| 100 mm        | 660 mm            | disparu     | 760 mm        | 301 m    | Grès rose | XVIIe et XIXes. |

### La croix Blanche
- Situation

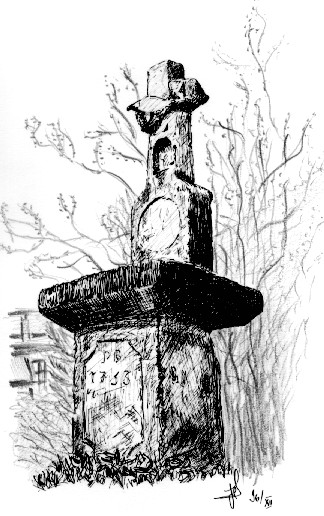
Croix blanche

La croix se dresse au carrefour de la rue Stalingrad (route de Badonviller) et de la rue du Charmois dans un jardin privé. Une haie en bordure la rend à présent difficilement visible.
- Description

Ce monument est entièrement taillé dans un grès blanchi et très altéré par le temps. Il repose sur un socle totalement enfoui. Le piédestal massif, parallélépipédique, est surmonté d’une tailloir massif lui aussi et sans fioritures, débordant, s’élargissant par en biseau et finissant en un épais bandeau, sans moulures. L’angle gauche cassé du tailloir, a été réparé. L’ensemble est d’une facture très rustique. La face avant du piédestal est ornée d’un cartouche en retrait dont les quatre angles sont échancrés en quart de cercle. 
Une inscription simple, deux initiales et le millésime, y sont gravés.
Sur l’arrière du tailloir se dresse une « croix stèle » dont la base s’élargit en congé, formant une croix au fût très court comportant une niche à fond plat et au sommet arrondi. Celle-ci voit son pourtour souligné par un léger renflement. Une petite grille devait protéger la statuette d'un Saint, ou d'une Vierge ; les quatre trous de fixation sont toujours visibles. La face avant de la base comporte un curieux cartouche circulaire trité en léger retrait sans inscription visible. 
Cette croix a peut-être été déplacée du croisement des anciennes voies, lorsque a été tracée la nouvelle route de Badonviller et l'aménagement du carrefour ont été réalisés. Mais aucun document ne le prouve. Elle ne figure pas au cadastre de 1846 de Raon, comme aucune des autres croix.
- Remarques

Ce monument se trouvait à un croisement de voies importantes. Carrefour de la voie venant du Ban de Raon et partant vers Badonviller, et la voie allant vers Vèzeval (ancien village situé sur le ban du même nom ayant pour origine un ermitage de l’abbaye de Moyenmoutier détruit pendant la guerre de Trente Ans.)
La croix cassée était de forme latine. Elle avait été posée sur le fût il y a encore une dizaine d’années, elle est à présent disparue ; la dégradation de ce monument est très avancée. Datant d’avant la Révolution, il a été relevé avec tous ses éléments à une date indéterminée, peut-être sous le Ier Empire, comme beaucoup d’autres. 
« P » étant le prénom, « B » signifie peut-être « BLANCHE » nom de celui ou celle ayant fait ériger cette croix ?
Dans notre région on nomme souvent les croix, les lieux, de cette façon : croix Bretzner, croix Boura, croix Brignon… Lorsqu’il s’agit d’un qualificatif, comme la couleur par exemple, celui-ci est placé devant le nom : le Rouge Vêtu, les Noirs Colas, les Rouges Eaux… reliquat sans doute, de la syntaxe de notre passé germanique.
Jean Baptiste Valentin dans son mémoire, écrit :
« avoir détruit la Blanche Croix...et non la Croix Blanche
ce qui ferait pencher pour la 1re solution. Cette croix est bien blanche d’apparence… Une tradition orale dit aussi que cette croix était peinte en blanc. On peignait souvent les croix en grès ainsi que les linteaux et entourages de porte, de fenêtre, qui étaient aussi fait en grès. Sur la pierre, les traces de peinture demeurent généralement très longtemps, mais là, je n’en ai pas retrouvées. Remarquons également que cette pierre est très blanchâtre…
- Observations

On trouve un certain Pierre Blanchard (PB), né le 30 décembre 1721 censier à la Trouche ; il avait 37 ans lors de l’édification de ce monument. Des recoupements ultérieurs, la découverte d’autres documents apporteront peut-être des éléments complémentaires.
| Hauteur socle enterré | Hauteur piédestal | Hauteur croix stèle | Hauteur totale | Altitude | Pierre       | Époque  |
| --------------------- | ----------------- | ------------------- | -------------- | -------- | ------------ | ------- |
| 630 mm                | 940 mm            | 1 400 mm            | 2 970 mm       | 297 m    | Grès blanchi | XVIIes. |

### La croix de Vèzeval
- Situation :

Sur la gauche de la route menant du carrefour de la croix Blanche à la Trouche. La croix aurait été élevée sur l’emplacement de l’ancienne église Saint Léger du village de Vèzeval (à l’origine un ermitage de l’Abbaye de Moyenmoutier Xe siècle). Au cadastre le lieu-dit se nomme « l’Ermitage ». Le hameau a été entièrement détruit pendant la guerre de Trente Ans. Vèzeval se trouvait en rive droite de la Plaine, au débouché de la voie venant de Lorraine et qui, traversant la rivière, coupait la voie de Langres à Strasbourg et continuait via Saales vers l’Alsace.
- Description :

Le monument est entièrement réalisé dans un grès rose. De bas en haut on peut voir : un socle composé de 2 dalles de grès superposées. Vient ensuite le piédestal lui-même, débutant par un petit piètement composé d’un bandeau auquel succède un rétrécissement en biseau. Le piédestal est un parallélépipède dont les quatre faces sont galbées. Il se termine dans la partie haute par un évasement en biseau. Une corniche massive couronne le piédestal. Sobre, elle comprend de bas en haut : un élargissement en cavet, un large bandeau, puis elle se rétrécit par un autre cavet inversé.

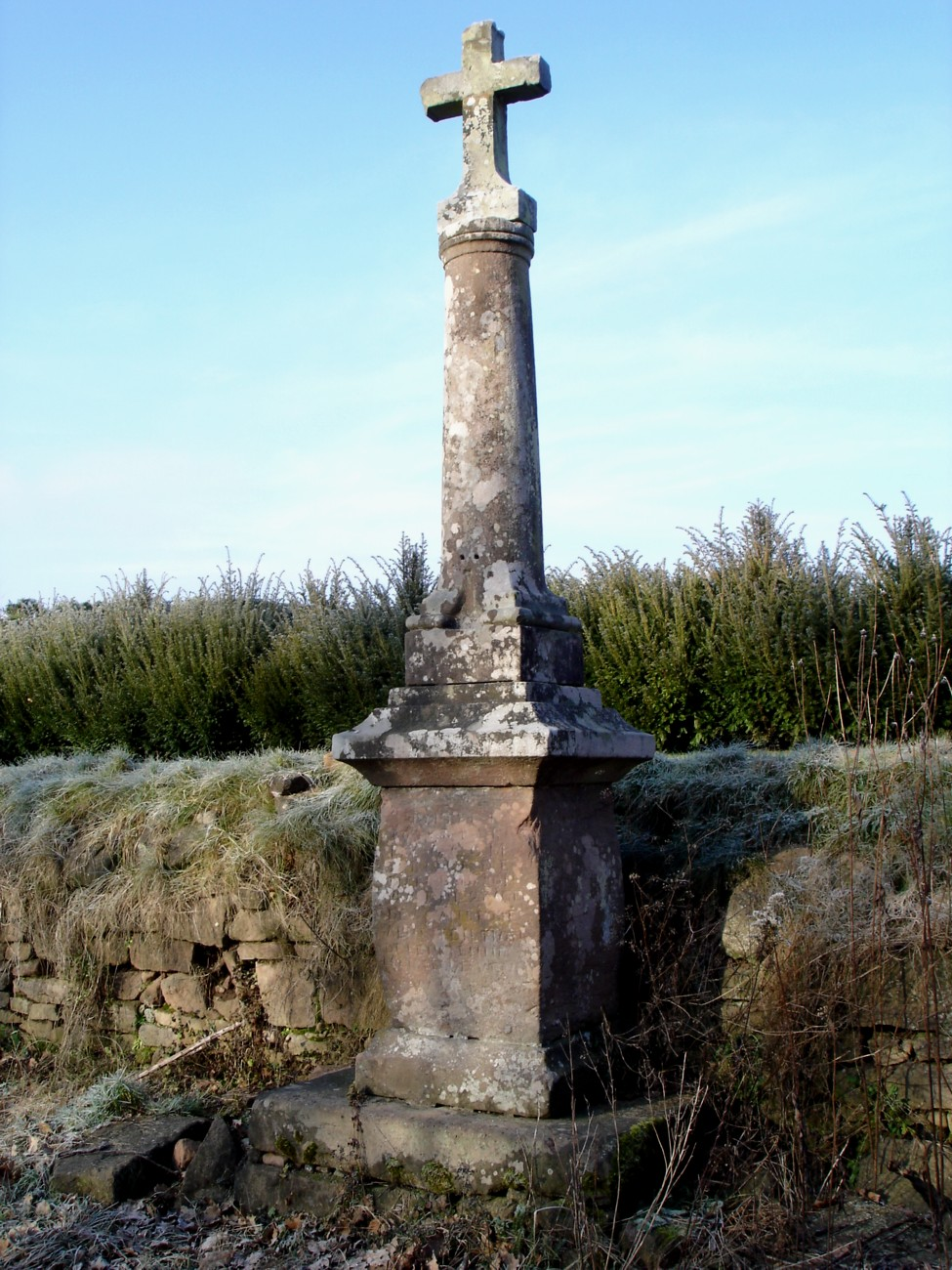
Croix de Vèzeval

La colonne est portée par une base parallélépipédique composée de 2 bandeaux dont le second est très haut, surmontés d’une moulure convexe en ½ rond. Le fût est un prisme cylindrique qui débute par un piètement à quatre faces se rétrécissant. Sur la face avant et au centre du piétement se trouve une petite niche à fond plat qui devait contenir la statuette d’un saint. Deux trous de section carrée situés au-dessus de cette niche indiquent qu’il existait à l’origine une protection (petite grille ou barreaux…)
La colonne a un diamètre de 300 mm, elle s’amincit légèrement vers le haut où se trouvent quelques moulures simples : un bandeau plat associé à un listel forment. Le chapiteau (ou le tailloir) est sans doute disparu.
La croix qui surmonte le monument est sobre, petite, disproportionnée par rapport à celui-ci. Ce n’est sans doute pas la croix taillée par François Yocom. Elle devait sans doute être plus travaillée, avec des dimensions plus importantes. L'actuelle est une croix latine avec pied, simple, sans Christ. Le haut de la hampe possède un phylactère comportant l’inscription INRI. Sur la face avant du piédestal une inscription est gravée.
- Observations :

À son emplacement existait avant la Révolution une autre croix, commémorative, détruite par Jean Baptiste Valentin et dont il ne reste rien. François Yocom a peut-être repris le texte qui se trouvait sur celle-ci en ce qui concerne « l'ancienne église de Vèzeval» ?
Cette croix commémorative est unique, par son style, sur le territoire la commune de Raon l'Etape et dans les environs immédiats : un piédestal convexe sur ses 4 faces, ainsi qu’un fût constitué d’une colonne avec niche. En revanche, l’inscription gravée, simple, rudimentaire, sans cartouche, détonne par rapport à l'ensemble. La famille Yocom est originaire du Tyrol ; un ancêtre Hans Yocom baptisé à Missich en 1654 est arrivé à La Neuveville comme tailleur de pierres. 
Il a sans doute fait partie de ces populations immigrantes appelées sous Louis XIV et le duc Henry IV à repeupler la Lorraine dévastée par la guerre de Trente Ans et les épidémies. Il s’est marié en 1689 ou 1690 avec Marguerite Maubre. Il est décédé en 1710. 
Dans sa descendance on trouve des maçons tailleurs de pierres, dont un François Yocom baptisé en 1776 et décédé en 1843 à Raon l’Etape. Il s’agit sans doute du sculpteur auteur de la croix de Vèzeval ; en 1823 il avait 46 ans.
| Hauteur socle | Hauteur piédestal | Hauteur fût | Hauteur croix | Hauteur totale | Altitude | Pierre    | Époque   |
| ------------- | ----------------- | ----------- | ------------- | -------------- | -------- | --------- | -------- |
| 200 mm        | 1 280 mm          | 1 650 mm    | 800 mm        | 3 930 mm       | 293 m    | Grès rose | XVIIIes. |

### La croix Boura
- Situation :

En rive gauche du ruisseau du Charmois, dans les marais ensablés, créés par le cours d’eau. Un ancien chemin d’exploitation venant du Banbois (bois du Ban) passe à gué rejoignant une ancienne voie venant de la « chapelle du Bon Dieu ». La croix a été élevée à ce carrefour. À la limite des communes de Raon l’Étape (88) et Neufmaisons (54).
- Description : (état en 1996)

L’ensemble du monument est taillé dans un grès de couleur blanchâtre. L’appareil est très géométrique, taillé finement. La croix a disparu de longue date, il reste en place le socle comportant trois degrés sur lequel repose un piédestal parallélépipédique (600x510x630 mm) Sur la face avant un texte y est gravé, difficilement lisible aujourd’hui.

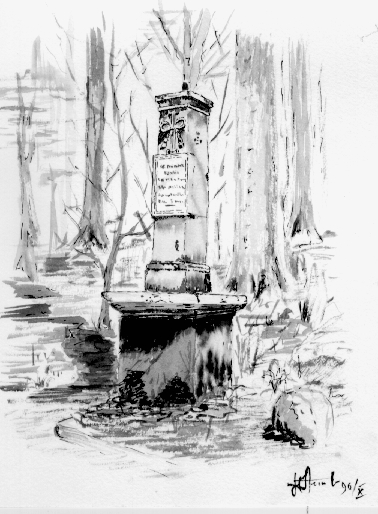
Croix Boura

Le piédestal est surmonté d’une corniche (760x720x130 mm) composée de bas en haut d’un bandeau étroit, d’une doucine inversée, puis d’un second bandeau plus large. 
Le fût de section rectangulaire (340x330 mm) débute par une base surmontée d’une gorge fine, d’une moulure convexe en ½ rond, puis d’un listel suivi d’un léger rétrécissement.
Le fût est un prisme légèrement pyramidal, se terminant dans sa partie haute par un listel, surmonté d’un chapiteau simple (ou tailloir) composé d’un cavet et d’un bandeau. Demeure au centre du chapiteau, la broche de fixation verticale en métal, sur laquelle venait se placer la croix.
Sur la face avant du fût se trouve un médaillon rectangulaire imposant et débordant en largeur. Des entrelacs de ruban gaufré, sculptés finement en bas-relief relient ce médaillon à la moulure supérieure. Au centre de celui-ci se trouve un cartouche rectangulaire souligné dans son pourtour par une fine moulure convexe. Au centre une épigraphe y est gravée.
- Observations :

Il s’agit sans doute de Christophe Boura né en 1820, père de Clément Boura né en 1840 à Angomont. C’est donc une croix commémorative, élevée sur l’emplacement où cette personne est décédée.
Ce monument s’est hélas, effondré. Le fût est à présent tombé, fracturé en deux parties, seul le piédestal (avec la base du fût) est encore en place. Il est encore possible de relever ce qui reste, mais il y a urgence car l’humidité du lieu ne se prête pas à une bonne conservation des éléments à terre.

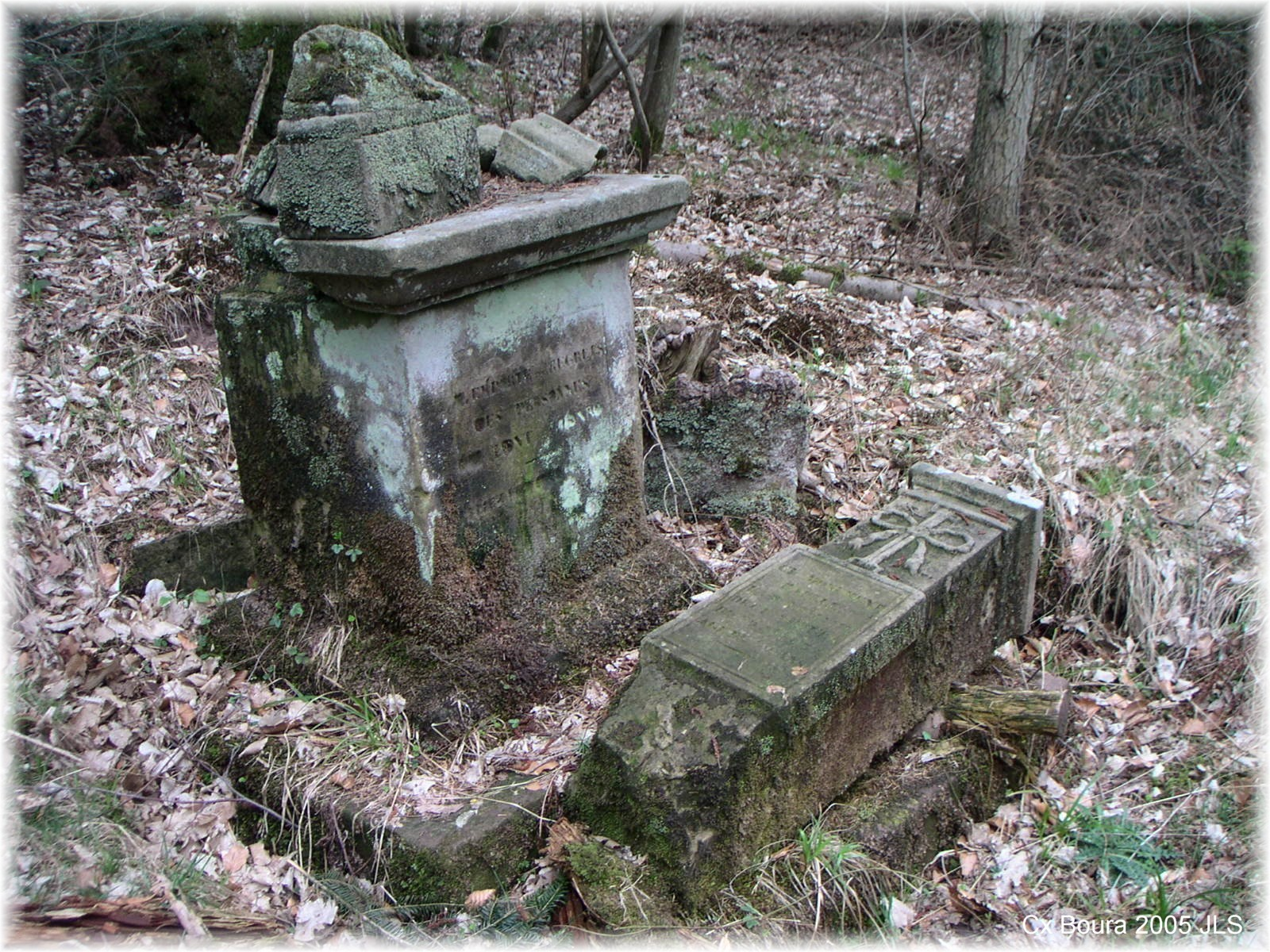
État Actuel (2005)

| Hauteur socle | Hauteur piédestal | Hauteur fût | Hauteur croix | Hauteur totale | Altitude | Pierre   | Époque  |
| ------------- | ----------------- | ----------- | ------------- | -------------- | -------- | -------- | ------- |
| 400 mm        | 730 mm            | 1 380 mm    | disparue      | 2 510 mm       | 311 m    | Grès fin | XIXe s. |

### La croix Bretzner
- Situation :

À droite sur la D53 (avenue du 21e BCP) en direction de Celles-sur-Plaine, 100 m après le magasin Leclerc, là ou se trouvait l’entrée des anciennes casernes du 21e BCP.
- Description :

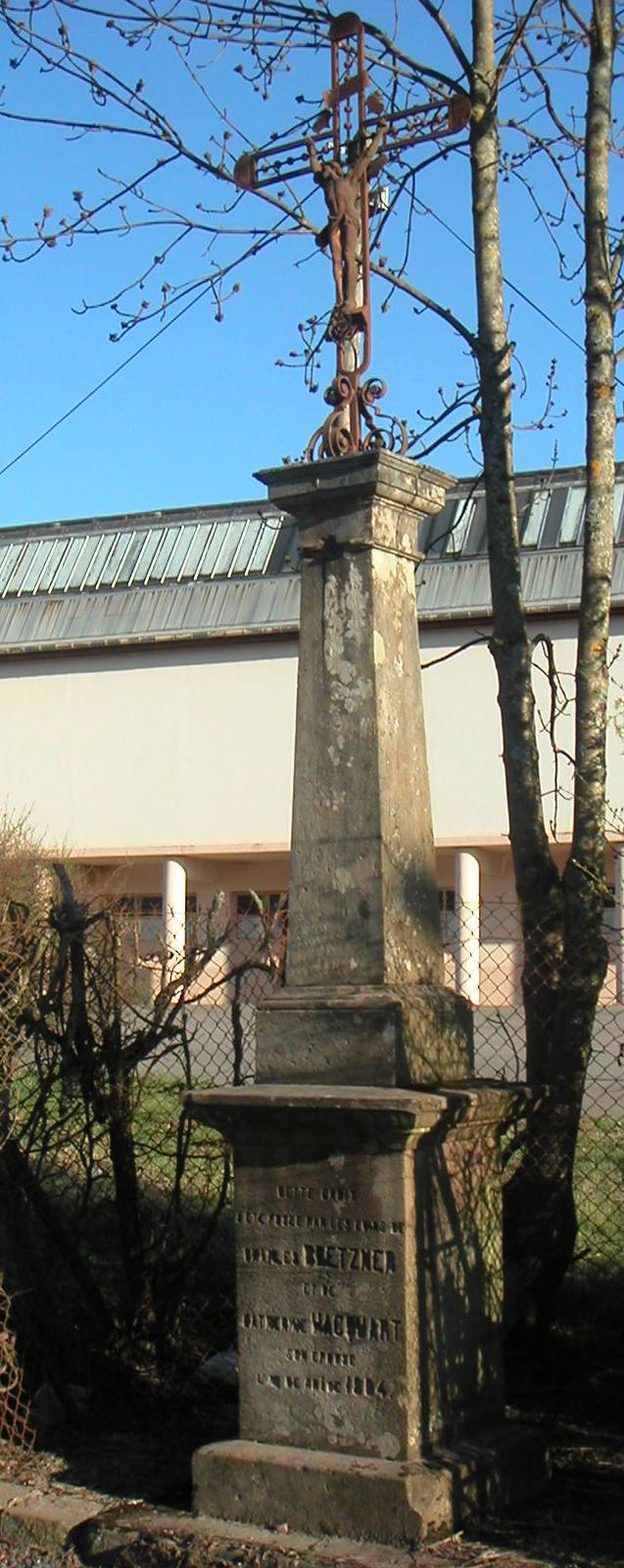
Croix Bretzner

Hormis la croix en fer forgé, l’ensemble du monument est taillé dans une pierre grise, blanchâtre, sans doute un grès à grain très fin. 
Le piédestal parallélépipédique, sans ornementation, est posé sur un socle composé d’une dalle lourde et épaisse. Ce piédestal est surmonté d’une corniche débordante s’élargissant par quelques moulures : cavet, listel, doucine et bandeau.
Sur la face avant se trouve un texte en lettres capitales profondément gravé.
Le pilier ou fût, de style classique s’élève au centre de la corniche ; c’est un prisme de section carrée, nettement pyramidal, aux quatre faces lisses, sans ornementation.
Il est surmonté d’un chapiteau imposant et fortement mouluré. Se succèdent de haut en bas : un listel, une moulure convexe en ½ rond, un bandeau s’élargissant en congé, deux listels, un élargissement en ¼ de rond, un bandeau étroit, une doucine et un filet. Ce chapiteau est profondément fendu verticalement et un angle est prêt à tomber. 
La croix métallique est un crucifix imposant (H =1 400 mm). La hampe verticale et la traverse sont ajourées et constituées de profilés en fer de section carrée formant le cadre de la croix. À chaque extrémité des branches supérieures se trouve soudé un ½ cercle en tôle. La hampe et la traverse sont traversées d’un bout à l’autre par un motif fait de perles métalliques disposées régulièrement sur un fer rond. À chaque angle intérieur de la croix un motif en forme de cœur, en tôle, y est fixé. Le Christ est en métal moulé, le périzonium largement débordant. La tête est fortement inclinée vers la droite, les bras sont étirés presque à la verticale, les mains « clouées » sur la traverse.
Les deux pieds reposent côte à côte sur une tablette de métal ; en dessous se trouve une jolie rose avec une tige fixée sur le bas de la hampe. Le pied de la croix est un feuillard plat, épais, scellé au centre du chapiteau.
Quatre doubles volutes asymétriques verticales et inversées, en fer plat, scellées sur le chapiteau et formant un angle de 90° l’une par rapport à l’autre, entourent et renforcent le pied.
- Observations

Ce monument est d’un style très sobre et aux lignes géométriques, assez représentatif du style du Ier Empire. C’est une croix de dévotion ou votive, coûtant déjà un certain prix car réalisée par un sculpteur professionnel. Les croix métalliques commençaient à se répandre à cette époque. Le chapiteau nécessiterait une intervention rapide car il est très endommagé, le reste du monument est en bon état. La croix métallique nécessiterait un décapage suivi d’une remise en peinture.
Charles Bretzner et Catherine Hacaquart tenaient un commerce à Raon ; leur tombe se trouve au cimetière de la Haute Chapelle. 	
Sur le cadastre le secteur porte le nom de « La croix Bretzner ».
| Hauteur piédestal | Hauteur fût | Hauteur croix | Hauteur totale | Altitude | Pierre   | Époque  |
| ----------------- | ----------- | ------------- | -------------- | -------- | -------- | ------- |
| 1 210 mm          | 1 860 mm    | 1 450 mm      | 4 520 mm       | 296 m    | Grès fin | XIXe s. |

### La croix de la Poterie
- Situation :

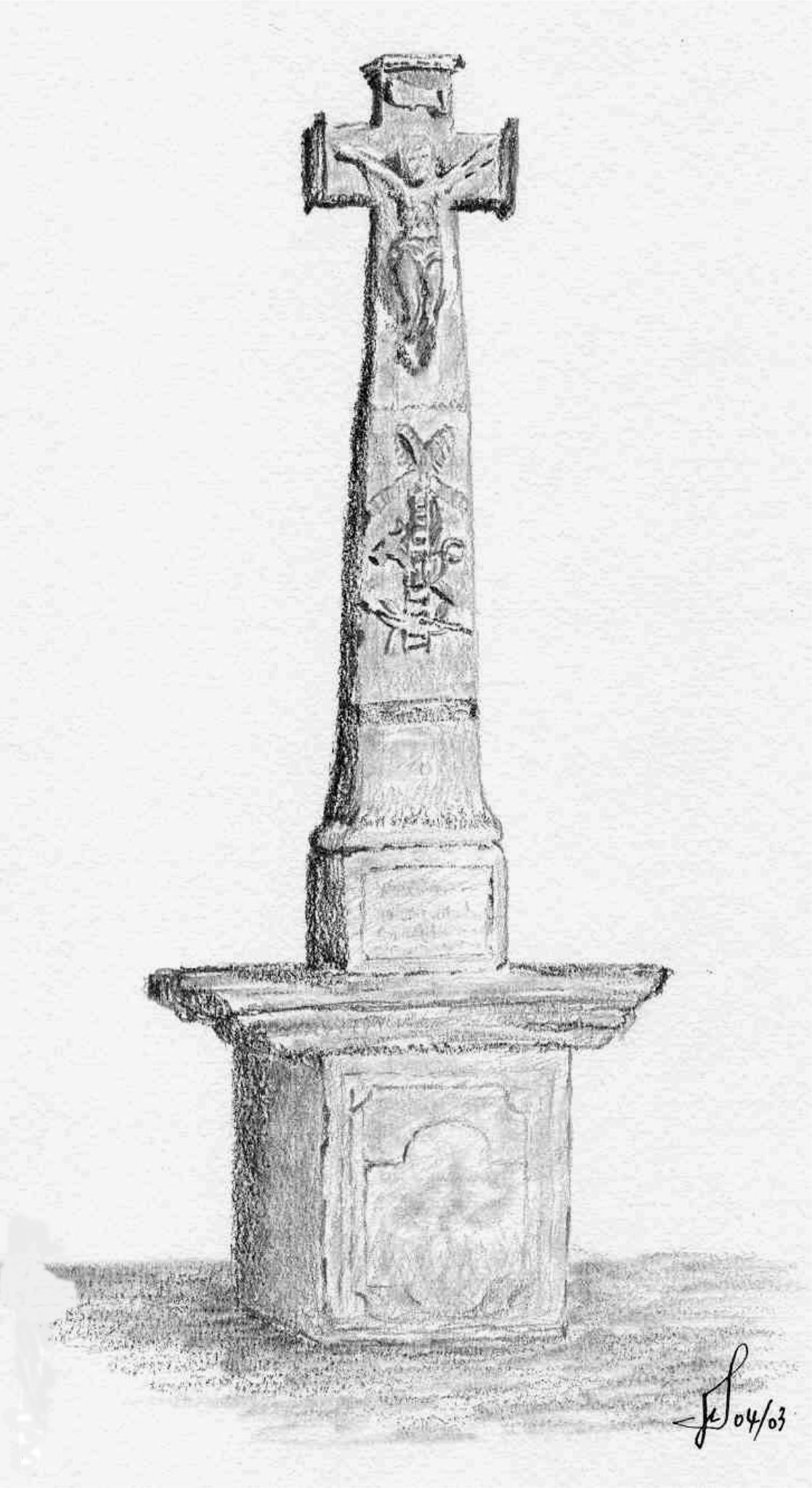
Croix et Fût

Cette croix s’élève dans la pointe d’une propriété située à l’embranchement des routes menant à Saint-Blaise (ancienne route de Saint-Dié) et de celle menant à Chavré. « La Poterie » est le toponyme de cet endroit. (carte IGN de 1966).
- Description :

Le piédestal parallélépipédique voit sa face avant ornée de trois cartouches emboîtés les uns dans les autres ; de l’extérieur vers l’intérieur : un premier rectangle souligné d’un trait gravé ; un deuxième rectangle gravé vient entourer de près le cartouche central, les deux côtés verticaux se confondant. Le cartouche central est formé d’un rectangle possédant deux demi-cercles accolés en haut et en bas, sans texte apparent. Il est traité en léger bas-relief. Les quatre angles du cartouche intérieur sont ornés d’un motif en courbe concave puis convexe (doucine) les raccordant au rectangle extérieur. Cette croix peut être datée du XVIIIe siècle. Aucune date n’est visible. Le piédestal est surmonté d’une corniche largement débordante, composée d’un large bandeau, surmonté d’une doucine. Sur celui-ci s’élève le fût commençant par une base quadrangulaire surmontée d’une moulure convexe en ½ rond puis d’un filet. Sur l’avant de la base, un cartouche rectangulaire souligné par un cadre gravé ; à l’intérieur une épigraphe y est inscrite :
Le fût est un prisme de section rectangulaire s’amincissant vers le haut. Dans le tiers inférieur un cerclage en feuillard métallique a été posé pour le renforcer. Au centre, un motif traité en bas-relief symbolise les instruments de la Passion : marteau et tenailles croisées sur une échelle, avec un linge posé sur un barreau de celle-ci. Un rameau d’olivier vertical s’entrelace dans cet ensemble. Le tout est relié par un entrelacs de ruban gaufré.

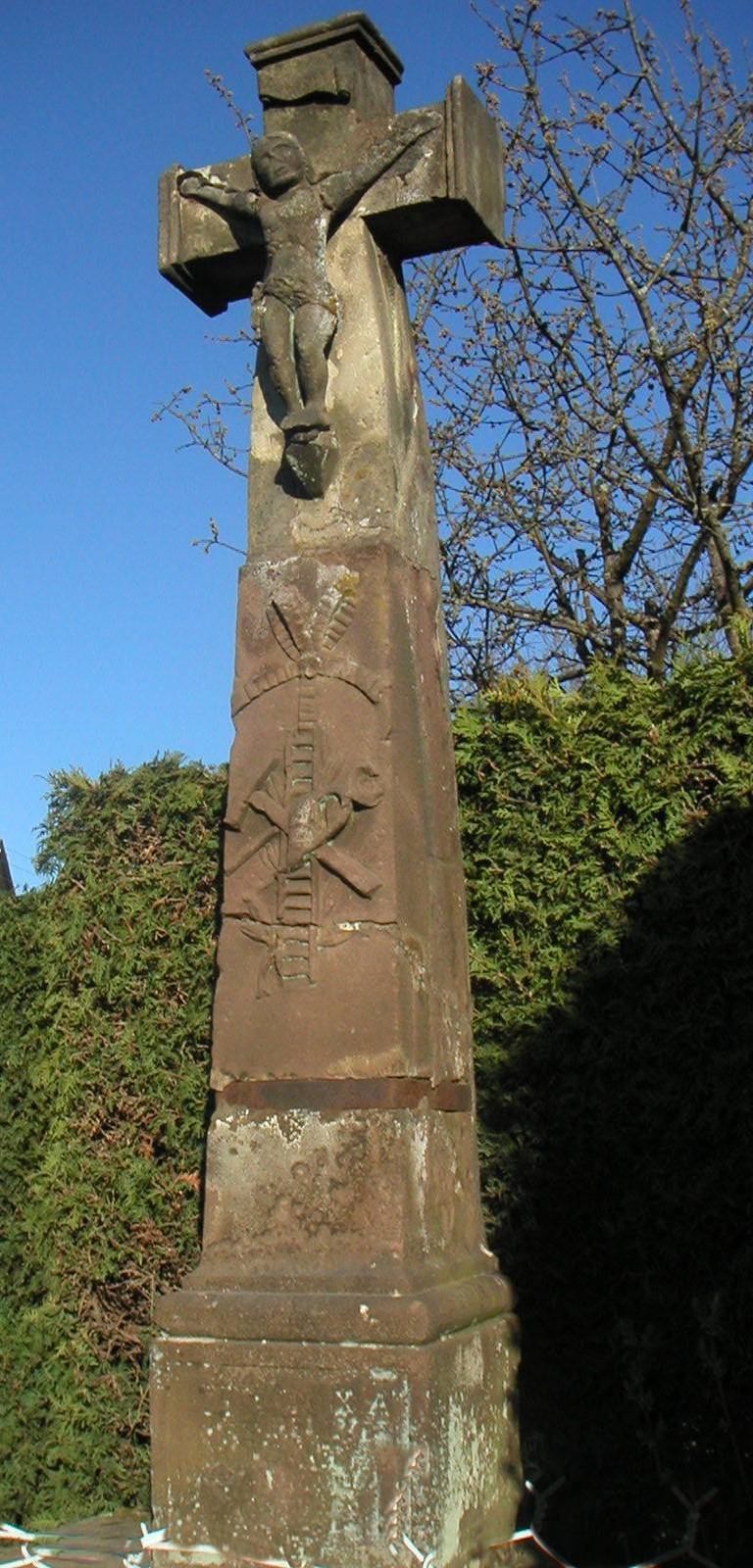
Détails du bas-relief de la croix et du fût

Le crucifix qui surmonte le fût a été réparé ; un chapiteau existait peut-être originellement. Le Christ est sculpté en haut relief, les bras étirés presque à l’horizontale ont été réparés. Les pieds sont croisés. Les reins sont ceints d’un linge (périzonium). La tête, assez expressive, porte une longue chevelure et une barbe courte. Le tout est d’une facture assez archaïque. Les extrémités du croisillon s’élargissent par deux filets carrés (croix potencée). L’inscription latine INRI figure sur un phylactère en haut de la hampe. 
Plusieurs variétés de grès sont utilisées, ce qui prouve la réparation de cette croix. Le piédestal avec sa corniche, ainsi que la croix sont dans un grès très clair, éléments provenant sûrement de la croix originale datant d’avant la Révolution. Le fût, sans chapiteau, en grès rouge a été refait lors du relèvement.
- Observations :

Jean Baptiste Valentin, a abattu cette croix en 1794, Elle a été relevée par Mmes Michel et Birker comme l’indique l’épigraphe, sans doute au début du XIXe siècle. En 1939 elle était toujours en place car Jean Marie Janot en parle dans sa monographie. Cette croix, retrouvée brisée dans le caniveau de la route, a été une seconde fois réparée et remontée par les soins de M. et Mme Chiron lors de la construction de leur maison. Ils la connaissaient sous le nom de « croix des Compagnons ». Le monument apparaît sur le cadastre de 1846, sur le côté gauche de l’ancienne route de Saint-Dié, quelque 30 m plus loin.
| Hauteur socle | Hauteur piédestal | Hauteur fût | Hauteur croix | Hauteur totale | Altitude | Pierre        | Époque  |
| ------------- | ----------------- | ----------- | ------------- | -------------- | -------- | ------------- | ------- |
| 200 mm        | 1 100 mm          | 1 570 mm    | 850 mm        | 3 520 mm       | 296 m    | Grès fin rose | XIXe s. |

### La croix du cimetière de l'ancien Village de La Neuveville[26]
- Situation :Croix du cimetière Rive gauche

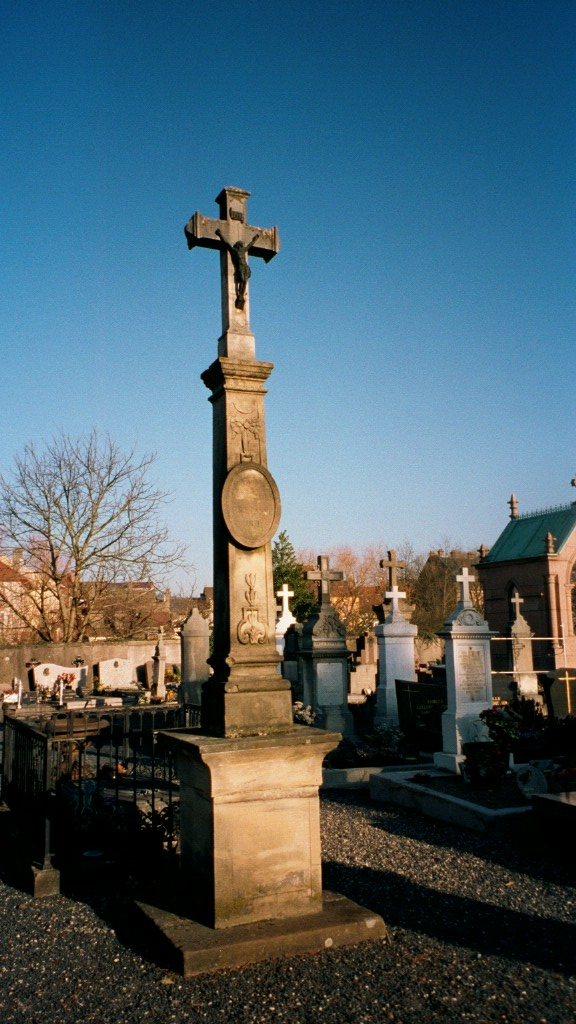
Croix du cimetière Rive gauche

Cette croix se trouve dans le cimetière rive gauche de Raon l’Étape, ancien village de la Neuveville. Elle se dresse face à l’entrée principale. À l’origine le cimetière se trouvait derrière l’église saint Georges ; en application de l’ordonnance du 9 avril 1823 (Louis XVIII) il fut déménagé du centre du village pour cet endroit situé, à cette époque à l’extérieur du bourg. La croix étant de 1811 on peut donc supposer qu’elle provient de l’ancien cimetière.

- Description :

La face avant du piédestal parallélépipédique, est ornée de deux cartouches emboîtés ; de l’extérieur vers l’intérieur : un rectangle simple légèrement en retrait, un deuxième rectangle s’inscrit à l’intérieur du premier. Le cartouche central est formé d’un rectangle aux deux angles supérieurs échancrés en quart de cercles, sans texte apparent. Une lourde et sobre corniche épaisse va en s’élargissant par une doucine classique.
Au centre de cette tablette s’élève un fût, prisme de section carrée qui s’amincit vers le haut et comporte une base parallélépipédique surmontée d’une série de moulures classiques ; de succèdent de bas en haut : tore, filet, cavet, filet, tore.

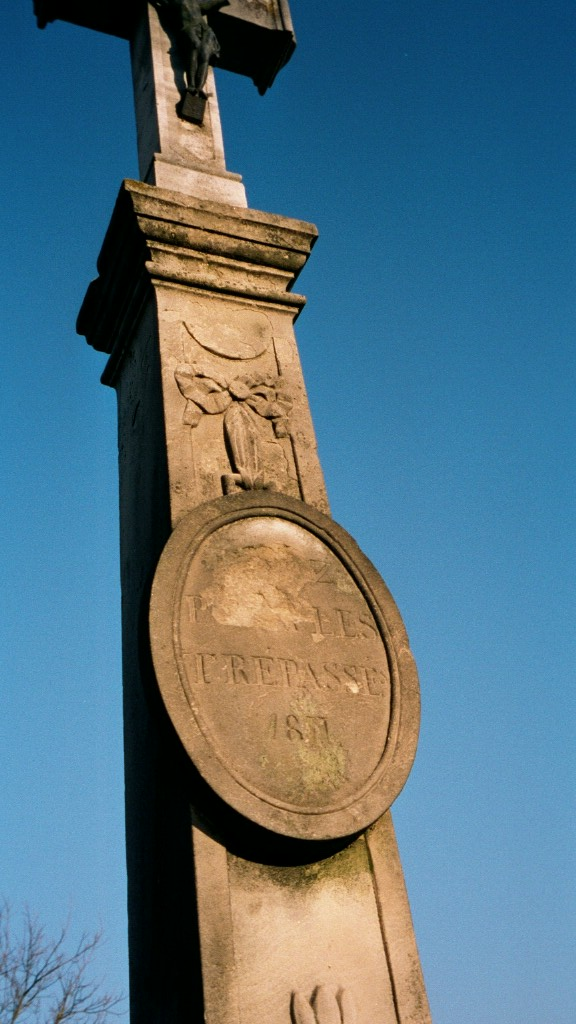
Détail Médaillon

La face avant de ce fût possède sur toute sa hauteur un cartouche en retrait terminé dans le haut par un demi cercle concave. Deux motifs en relief viennent enjoliver ce fût. Au-dessus de la base du fût le premier motif est un bas-relief très stylisé composé d’une feuille d’acanthe enroulée et surmontée verticalement de trois palmettes superposées sur le même axe. Une sorte de cadre en relief, de forme géométrique, entoure la moitié inférieure de ce bas-relief.
 
Dans le milieu, se trouve un médaillon en demi-relief, ovale et débordant dans sa largeur. Celui-ci possède un cartouche ovale en léger retrait, souligné à l’intérieur par un listel en demi-rond. Au centre, un texte y est gravé.

Les mots « PRIEZ » et « POUR » ont disparu, emportés par des impacts de balles, ou des éclats d’obus. Le médaillon se trouve relié au tailloir par un entrelacs de ruban gaufré
Un filet associé à un ½ rond termine le fût et souligne le tailloir. Celui-ci est lui-même composé d’une succession de moulures : filet, deux quarts de rond superposés, bandeau étroit.
La croix posée sur le chapiteau est une croix latine potencée. Elle semble plus récente que le monument lui-même. Plus haute que large, l’extrémité des trois branches se termine par un élargissement mouluré. Un bossage termine chacune d’elles. La base de la hampe s’élargit en congé. Un Christ en fonte moulé est fixé sur la croix. Le bandeau « INRI », également en fonte, est posé sur le haut de la hampe.
- Observations Complémentaires:

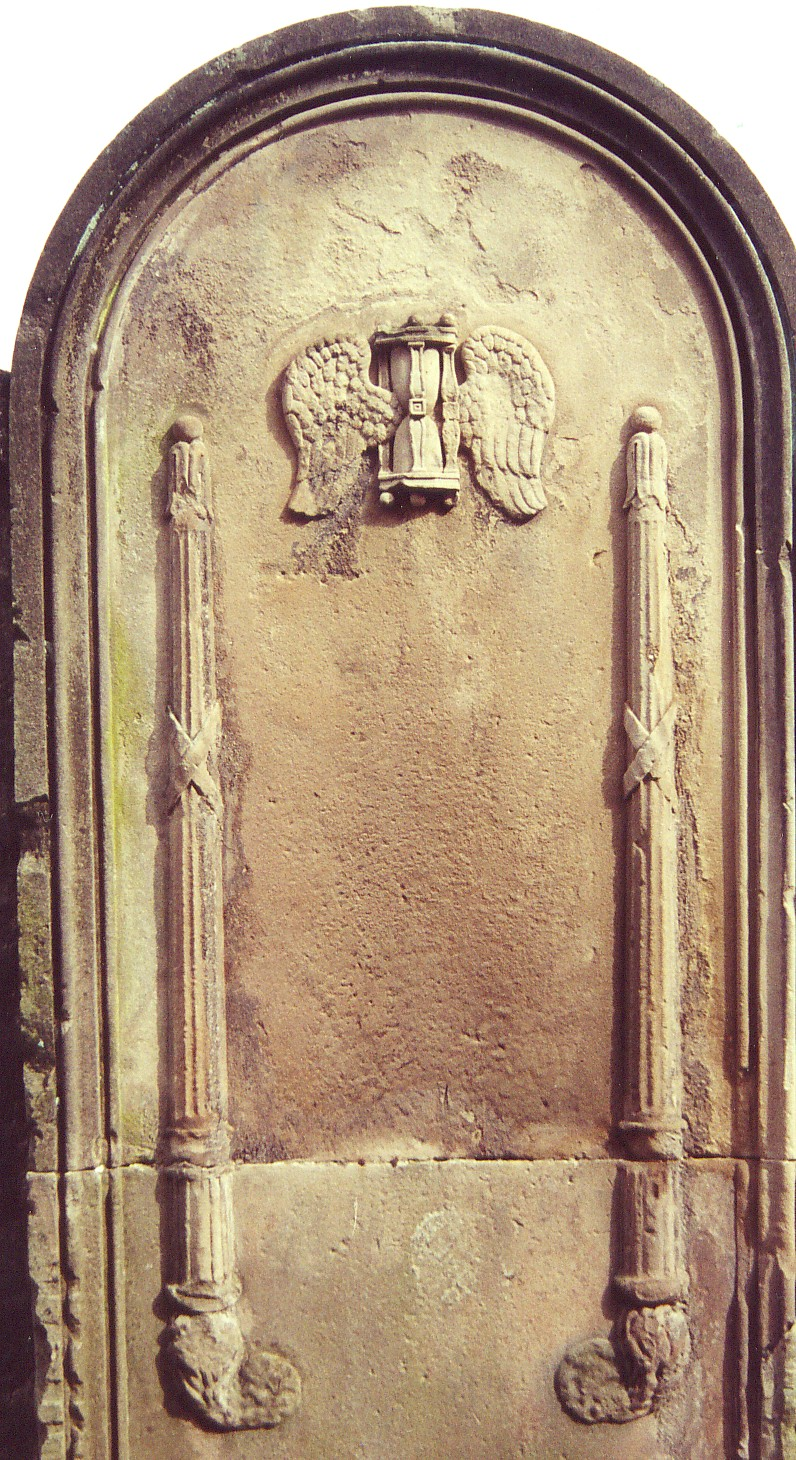
Meneau d'entrée

Les deux meneaux qui encadrent le portail d’entrée du cimetière sont très intéressants. Très large (600 mm) leur pourtour est souligné par une bordure moulurée. Les deux meneaux symétriques possèdent des sculptures traitées en demi-relief à vocation symbolique. Chaque meneau est surmonté d’un demi-cercle symbolisant le ciel ; en dessous un sablier ailé rappelle le temps qui s’enfuit, (memento mori). Les deux flambeaux, flammes vers le bas : symbolisent la possibilité, l’attente d’une autre vie. La flamme dressée est toujours, du moins en Occident, un symbole de vie.

| Hauteur socle | Hauteur piédestal | Hauteur fût | Hauteur croix | Hauteur totale | Altitude | Pierre     | Époque  |
| ------------- | ----------------- | ----------- | ------------- | -------------- | -------- | ---------- | ------- |
| 100 mm        | 900 mm            | 2 150 mm    | 1 100 mm      | 4 160 mm       | 290 m    | Grès jaune | XIXe s. |

### La croix monumentale de l'ancien cimetière Notre-Dame

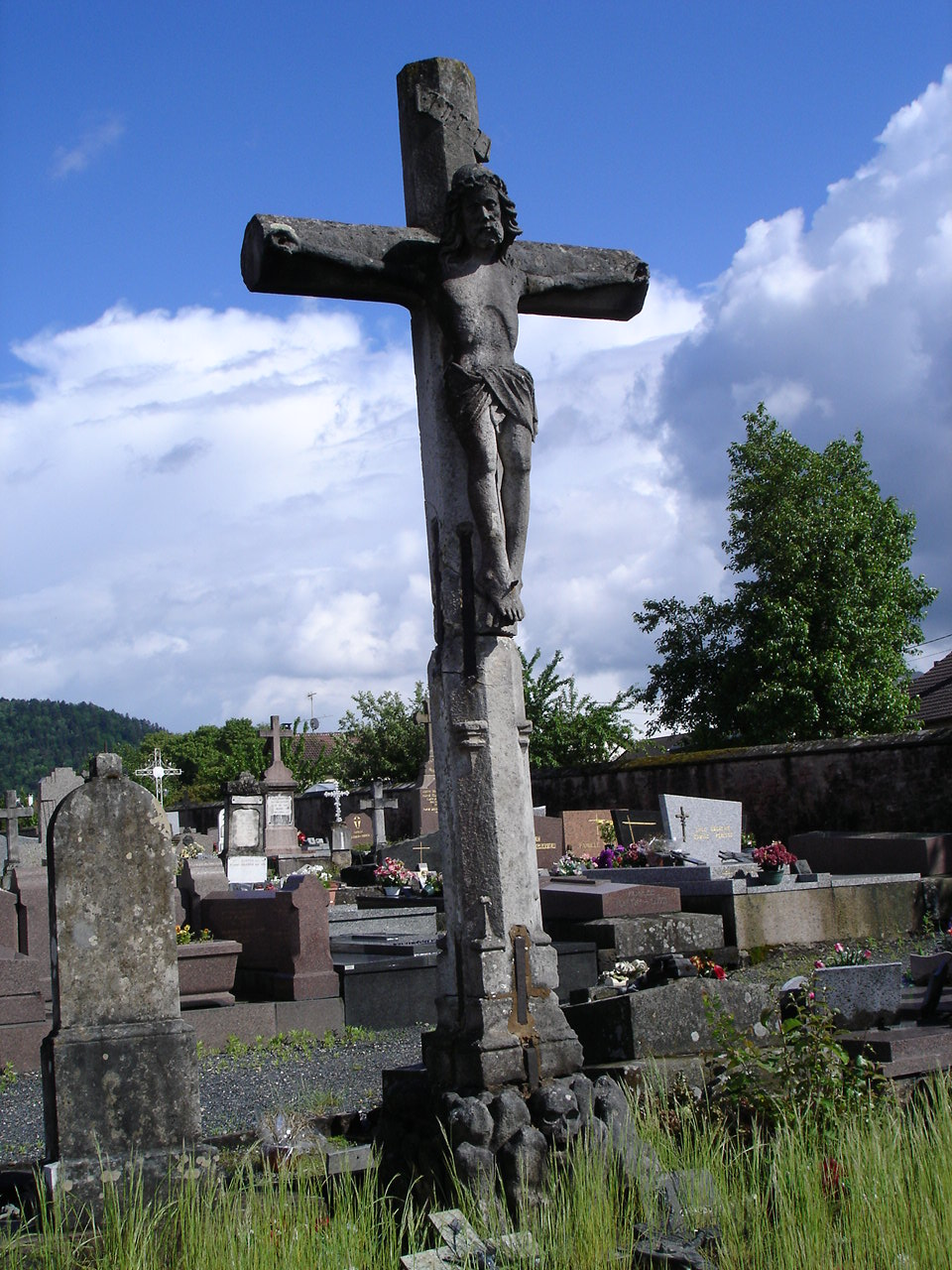
Croix monumentale

Cette croix, monumentale, d'une hauteur totale de 4,20 m avec le socle, se trouvait à l'origine dans le cimetière de la Chapelle Notre-Dame, attenant à l'hôpital du même nom. Ce dernier existait depuis le Moyen Âge, hors les murs de la ville de Raon. L'hôpital, la chapelle et le cimetière se trouvaient dans le territoire limité par la boucle que fait la rivière la Plaine avant sa confluence avec la Meurthe, à l’emplacement où seront construites, où seront édifiées vers 1830, les écoles de garçons. Dans ce même espace, il existait également un couvent, tenu par des Cordeliers. XVe siècle.

#### L’Environnement historique
- Une charte du Moyen Âge

Dans une charte datée de 1279 et signée conjointement entre le duc de Lorraine Ferry III et Alexandre abbé de Moyenmoutier ; dans ce document, une phrase fait déjà mention d'un hôpital, mais sans préciser exactement son emplacement :
« ...la maison de Ravon entièrement, les jardins et les meises et le propris et l'ospitaul de Ravon, le clos et le siège dou leu entièrement… »
Dans cet acte, d'une grande importance pour l'avenir de Raon, le duc et l'abbé créent une seigneurie en indivision. La ville appartient pour moitié aux deux signataires, chacun désignant pour un an, et à tour de rôle, le maire et les institutions de justice.
 
Au duc de Lorraine le château de Beauregard, qui devient propriété du duché, le droit de pâturage sur toutes les terres du Ban de La Neuveville, le droit d'usage dans les bois du Ban pour l'entretien du château, des « fauchées de pré » mais après le prélèvement de celles dues à l'abbé. Le duc devient ainsi l'avoué du Ban de Raon, en plus des avoueries du Ban de Vèzeval et du Ban d'Étival…

Quant au monastère de Moyenmoutier, il garde le village de Vèzezal, les vallées, le droit de pâturage pour les bovins et les porcs, ainsi que le droit d'usage dans les bois du Ban, et des « fauchées »...L'abbaye a bien entendu l'autorité spirituelle, et s'occupe de l'église, de la chapelle du château, elle en touche les droits et les dîmes et garde dans la ville une maison, les jardins et les enclos ainsi que l'hôpital :
Aucun autre document (connu à ce jour) ne vient apporter de précisions supplémentaires concernant cet hôpital, avant 1436. Il semblerait que cet édifice ait disparu au cours du XVIe siècle ou ait été abandonné ou détruit. Une période de peste et de famine règne jusqu'au milieu du siècle. Un conflit oppose l'évêque de Metz, Adhémar et le duc de Lorraine Raoul, la conséquence est que chaque partie s'efforce de ravager les territoires de l'autre. Une bataille oppose les armées des deux seigneurs près de Bertrichamps. Les constructions situées hors l'enceinte de la ville ont pu souffrir de ce conflit.
- Amincus de Sprès : création de la chapelle Notre-Dame et d’un cimetière

En 1433, deux femmes de Raon rétablissent cet hôpital. L'abbé nomme Amincus de Sprès à la tête de l'établissement. Celui-ci crée une chapelle, consacrée à Notre-Dame ainsi qu'un cimetière attenant. L'hôpital, la chapelle, ainsi que le cimetière sont respectivement approuvés, consacrés et bénis par une bulle du pape Eugène IV le 9 mars 1437.

Le duc de Lorraine René 1er ou (René d'Anjou), dans « le Règlement pour les Hôpitaux de Lorraine », daté du 28 juin 1438, parle de l’Hôpital de Ravon, lui donnant : 

« ...un demi muid de sel le prendre et avoir chacun an à toujours mais perpétuellement en nos salines de Dieuze ».
 
Ainsi le cimetière Notre-Dame existe, et sans doute, comme le veut la coutume religieuse, une grande croix est érigée, a une date indéterminée, au milieu des sépultures. Une autre question est de savoir s’il s’agît de la croix que nous pouvons encore contempler aujourd’hui.

Voyons les causes qui concourent pour une origine plus récente, car deux périodes de l’histoire de la ville vont être fatales à bien des constructions, et notamment à ce qui se rapporte à l’Église, ses emblèmes et à son patrimoine.
La ville vit alors une période de prospérité économique : développement des métiers liées à l'exploitation du bois : bûcheronnage, sciage, flottage du bois sur la Meurthe et ses affluents ; création de métiers, d’ateliers : four, moulin banal, un battant à écorces, verrerie, un foulant ou moulin foulon), brasserie… La taxation (la Tappe) des produits de commerce qui transitent par Raon rapporte beaucoup d’argent. Raon devient une ville prospère, bourgeoise.
- La guerre de Trente Ans

Toute cette activité florissante va malheureusement, en quelques décennies, se trouver totalement réduite à néant. Les populations de La Neuveville et de Raon vont pratiquement disparaître. Le village de Vèzeval, dont l’origine est antérieure à Raon, sera ruiné et jamais rebâti.
À partir de 1618 commence ce que l’on a appelé la guerre de Trente Ans. Ce conflit, au départ d’ordre religieux, à la suite de la réforme protestante, va enflammer les états germaniques. Il dégénère vite en conflits politiques et va petit à petit gagner toute l’Europe. Autriche, Hongrie, Bavière, Palatinat, Saxe, Danemark, Pays-Bas et Provinces Espagnoles, Suède, et pour finir la France vont se trouver entraînés dans cette guerre, chacun y voyant ses intérêts. Le duché de Lorraine, depuis 962 est fief du St Empire, en 1048 avec Gérard d’Alsace, il devient duché héréditaire. Il est en conflit régulier avec le royaume de France qui aimerait créer un passage libre vers le Rhin. Les ducs se considèrent comme princes du Saint Empire. Charles IV soutient l’Empereur germanique. À partir de 1631 les Français occupent la Lorraine de manière permanente.
 En 1635 la région de « Ravon » est tour à tour occupée par les troupes suédoises et françaises. Une bataille se déroule même sous les murs de la ville en 1636. Un malheur n’arrivant jamais seul, sur une population affaiblie, affamée, plusieurs épidémies de peste viennent s'ajouter à ce triste cortège. Le constat est lourd en pertes humaines et en destruction. Chacun des belligérants détruisant tout ce qu'il peut sur son passage pour ne rien laisser à son ennemi. C’est la politique de la « terre brûlée ».
« Les terribles bandes de la Guerre de Trente Ans vivent sur le pays et le mettent à sac, les Français et leurs alliés les Suédois, aussi bien que les soldats lorrains eux-mêmes. Le pillage, la débauche, sont les récompenses de la bataille, tous les excès sont tolérés »
Dans cette tourmente l'hôpital disparaît définitivement, la chapelle et le cimetière sont détruits. Le château de Beauregard est brûlé, ainsi que les industries et les principaux commerces. Il parait très difficile de croire que cette grande croix, un emblème religieux de cette taille, en soit sortie indemne… On peut bien sûr supposer qu'elle fut abattue et les morceaux récupérés et remontés ultérieurement. Mais cette croix, assemblage de plusieurs parties, est intacte. Une chute brutale l’aurait fracturée en de multiples morceaux inégaux. L’examen actuel ne montre rien de tel. Aurait-elle été démontée et cachée, en attendant des jours meilleurs ?
En 1697 au traité de Ryswick la Lorraine redevient indépendante et Léopold en devient le duc. entre 1733 et 1736 la France occupe de nouveau la Lorraine. Stanislas Leszczynski devient Duc de Lorraine en 1737, tandis que Antoine-Martin Chaumont de La Galaizière en est le chancelier et le garde des sceaux. À la mort de Stanislas le rattachement de la Lorraine, et du Barrois à la France est définitive.
Raon va retrouver une ère de prospérité. Avec un repeuplement, commencé sous Louis XIV (en favorisant l’immigration d’artisans, de métiers en rapport avec le bâtiment) un programme de grands travaux (routes, ponts, reconstruction des villages et des bourgs…) mené de front avec un allégement des impôts, vont permettre au commerce de reprendre assez rapidement, et à Raon, de renaître. Toute cette « réanimation » de la région va continuer une fois la Lorraine rattachée définitivement à la France. Que deviennent le cimetière et la chapelle Notre-Dame ?

En 1716, Didier Bugnon, géographe du duc Léopold parcourt la Lorraine et dresse les plans des villes principales. De Raon il ne fait que quelques relevés rapides, mais néanmoins suffisant pour se faire une représentation de la ville et de ses fortifications. Sur ce plan l’église Notre-Dame entouré de son cimetière apparaît.
En 1729, sous Léopold 1er, la réfection de l’église Notre-Dame est entreprise à la place de celle demandée pour l’église Saint-Luc qui se trouve, elle, dans la ville (accolée à l’hôtel de Ville). Refonte est faite des trois cloches ainsi que l’achat d’une quatrième. L’église est dotée d’une tour de 2,60 m x 2,60 m et d'une hauteur de 2,50 m, elle-même surmontée d’une flèche de 6,00 m de hauteur. La croix du cimetière aurait-elle été commandée à ce moment-là ? Aucun texte connu à ce jour ne le mentionne.

Sur le cadastre de 1766 l’église et le cimetière figurent en bonne et due place. La Révolution est proche, et même si pour Raon les événements ne furent pas très violents, cette période fut importante pour l'histoire des croix et des emblèmes religieux de notre cité.
- La Révolution française

17 Brumaire An II de la République à la suite de l’arrêté (pris à Strasbourg, par les représentants du peuple) précisant entre autres, que « tout signe extérieur d’opinions religieuses quelconques disparaîtraient des rues, des places et des chemins publiques », Christophe Dussourd, alors maire de Raon, s’empresse d’ordonner la destruction des croix de chemin ainsi que des armoiries de l’hôtel de ville, de l'aigle et de la couronne situés sur la grande fontaine, enfin de tout ce qui peut rappeler aux citoyens, l'Ancien Régime et surtout la religion. La liste de ces destructions, confiées à un maçon, Jean Baptiste Valentin a été conservée dans les archives communales ; c'est un mémoire, une facture adressée à la commune de Raon. Aucune mention n'est faite au sujet de cette grande croix.
La plupart des croix démolies, furent relevées ultérieurement, une fois les passions retombées. Dans le cimetière Notre-Dame, 40 petites croix furent détruites.
« De plus avoir arrachés quarante petites croix en pierres dans le cimetière de Raon à vingt sous l'une fait somme de quarante livres ».
Il s'agit, sans erreur possible de croix de sépultures. Ce Christ en croix aurait donc, pour des raisons inconnues été épargné ? Je pense qu'il devait être tentant d'abattre cette croix monumentale et de facturer au juste prix, sans nul doute plus de 20 sous !
Raymond Picard dit :
« ...épargnée au moment de la destruction des croix en l'An II de la République… »
Sur quoi se fonde-t-il ? Sans doute tire-t-il également sa conclusion de la lecture du mémoire du citoyen Jean Baptiste Valentin qui n’en fait pas mention, et de l'examen du monument qui ne montre pas de traces de fractures, hormis celles dues du temps ?
L’An IV, à la suite de la loi du 7 vendémiaire, d’autres destructions ont lieu : ainsi disparaissent la chapelle sainte Barbe et celle de saint Quirin, toutes deux situées sur la route de Saint Dié, puis l’église Notre-Dame. Ne reste plus alors que le cimetière entourant l’édifice.
- Du début du XIXe siècle à nos jours.

Une nouvelle église est construite en 1832. En 1822 le conseil municipal décide de choisir un autre emplacement pour le cimetière de la ville, le cimetière Notre-Dame devenant trop exigu. Une parcelle est achetée lieu-dit « la Haute Chapelle » où se trouvait la Chapelle Saint Quirin. Le déménagement a lieu en 1827.
Enfin une certitude ! Cette croix a été photographiée dans le nouveau cimetière. Louis Sadoul, écrit :
« Cette église, fort ancienne, fut démolie à la fin du XVIIIe siècle et remplacée par une chapelle qui disparut à son tour, quand on supprima le cimetière Notre-dame et qu’on transporta en 1827, les ossements dans le cimetière actuel, ainsi que la vieille croix que l’on voit encore au cimetière entre deux thuyas. »
Depuis cette date, on peut admirer cette « croix monumentale » qui se trouve dans le cimetière Rive Droite, sur la droite en remontant depuis l'entrée principale. Pourquoi n’a-t-on pas replacé cette magnifique croix au centre du nouveau cimetière ? Sans doute la municipalité de cette époque voulait-elle une croix plus « moderne ». Une délibération du conseil municipal de Raon l’Étape du 17 août 1828 autorisait la pose d’une nouvelle grande croix. Elle est toujours en place dans l'allée centrale, elle n'a aucun intérêt artistique.

#### Description de la croix

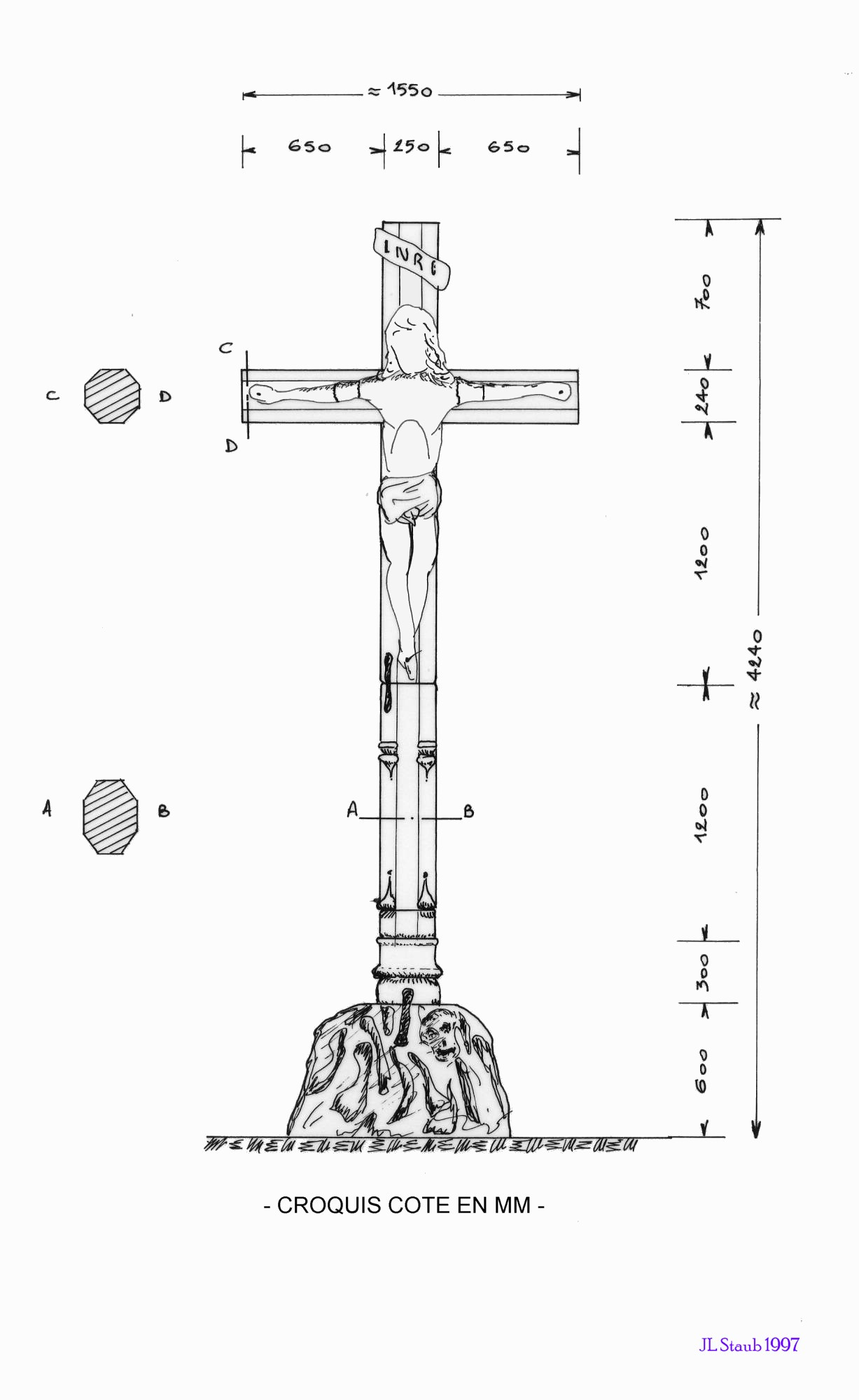
Cotes générales

- Les cotes de la grande croix (en mm)

Ce grand crucifix est un assemblage fait de diverses parties ; il a sans doute été fabriqué non loin du lieu d’extraction de la matière première, (pierre calcaire), puis transporté et assemblé sur le lieu de son implantation : le cimetière Notre-Dame. D’autres croix de ce style artistique et de cette construction doivent sans doute exister par ailleurs. Il s’agit d’une technique très élaborée, n’ayant rien à voir avec nos croix rurales.

##### Composition du monument de bas en haut
- Le socle : largeur = 700 mm - hauteur = 600 mm

Cette masse imite la rocaille ? Avec deux crânes sculptées une vers l’avant, l’autre située sur le côté gauche). Également deux « tibias ». Ce symbolisme peut représenter : le mont Golgotha, lieu d’exécution utilisé par les Romains et où avaient lieu à Jérusalem les crucifixions, qui étaient la forme d'exécution utilisée par l'autorité romaine pour les condamnés à mort.
Mais également le royaume des morts,
- Le piédestal : (ou plutôt la base du fût)

Celui-ci est court (hauteur = 300 mm), mouluré, commençant par un bandeau (hauteur = 120 mm) surmonté d’une gorge, se rétrécissant par un congé. Une moulure vient souligner le haut de cette partie. Quatre agrafes de fer, une sur chaque face, rattachent le piédestal au socle.
- Le fût : ou (hampe), vertical prismatique, régulier de section octogonale, forme géométrique très employée depuis l’époque gothique.

Il est lui-même divisé en trois parties :
- - Le tronçon inférieur : (hauteur = 1 200 mm):

Celui-ci commence par une série de moulures. Aux quatre angles de cette base (H : 300 mm) un motif sculpté du type « cul-de-lampe » inversé. Le fût se prolonge sans aucun motif. Dans la partie terminale, un motif en, « cul-de-lampe », est sculpté à chaque angle avant de la colonne.
- - le tronçon central : (hauteur = 1 200 mm):

C’est la partie la plus ouvragée puisqu’elle comprend le corps du Christ (des pieds jusqu'à la tête) sculpté en haut-relief, formant un seul volume avec la hampe, le tronc en largeur étant limité aux épaules. La tête est volumineuse par rapport au reste du corps. Le corps est maigre. La poitrine est marquée par le relief du diaphragme ; sur le côté droit du torse, la cicatrice du « coup de lance » donné par le soldat romain. (évoqué dans les Évangiles).
Les deux pieds croisés sont « cloués » sur le fût vertical par un clou en fer forgé, pied droit sur pied gauche.
- - le tronçon supérieur : (hauteur = 700 mm) :

C’est un prisme octogonal prolongeant et terminant la hampe de la croix, fixé au centre de la traverse. Sur la face avant un bandeau disposé en diagonale : le phylactère), porte gravé les 4 lettres « INRI ».
- La branche transversale (ou traverse) :

C’est également un prisme octogonal (largeur = 1 550 mm). Chaque côté, droit et gauche comporte l’avant bras et le bras se raccordant aux niveaux des épaules du corps du Christ. La pièce horizontale est fixée sur le tronçon inférieur du fût. Chaque main est transpercée par un long clou, une broche, en fer forgé. Sous chaque main, apparaissent des gouttes de sang, traitées en bas-relief

##### Conclusion & historique du classement
- Classement au titre du patrimoine historique

Il s'agit d'une œuvre réalisée par un artiste ; bien loin des représentations habituelles : croix des chemins, croix rurales que l'on peut voir dans la région ; et qui sont taillées dans du grès. La pierre dans laquelle est sculptée cette crucifixion, ne semble pas être locale. D’après un morceau détaché du fût vertical (cryoclastie) que j’ai recueilli, il s’agit d'un calcaire. Une analyse de cet échantillon par un géologue permettrait de déterminer la provenance exacte de ce calcaire, et peut être, la carrière d'où il a pu être extrait.
Ce monument est fissuré à plusieurs endroits ; notamment au niveau des agrafes métalliques qui relient les divers tronçons, et il serait grand temps de le renforcer. De plus, des lichens crustacés couvrent une grande partie de la surface des éléments, fragilisant la pierre.
Au sujet de l'intérêt que représente cette croix monumentale :
Je cite, M. Daniel Sautai conservateur régional des monuments historiques dans un courrier adressé à M. Blanc, architecte des bâtiments de France en 1998 :
« La croix est intéressante pour son fût octogonal aux congés et culs de lampe prismatiques qui rappelle l’art de la première moitié du XVIe siècle. Mais le socle avec les crânes et le piédestal avec sa mouluration (….) paraissent plutôt référer à la fin du XVIe siècle, ou au début du XVIIe siècle »... « une protection au titre des objets serait une solution plutôt satisfaisante »
La réunion de la délégation permanente de la commission régionale du patrimoine et des sites a eu lieu, à Metz, le 25 janvier 2007.
Cette croix fait partie du patrimoine historique, religieux de notre ville ; de par son style, son histoire elle mérite d’être connue des Raonnais, des touristes de passage et des amateurs d’art. À la suite d'une délibération du conseil municipal de Raon l'Étape, et dans le cadre de la Communauté de Communes de la Vallée de la Plaine, les crédits ont été votés.

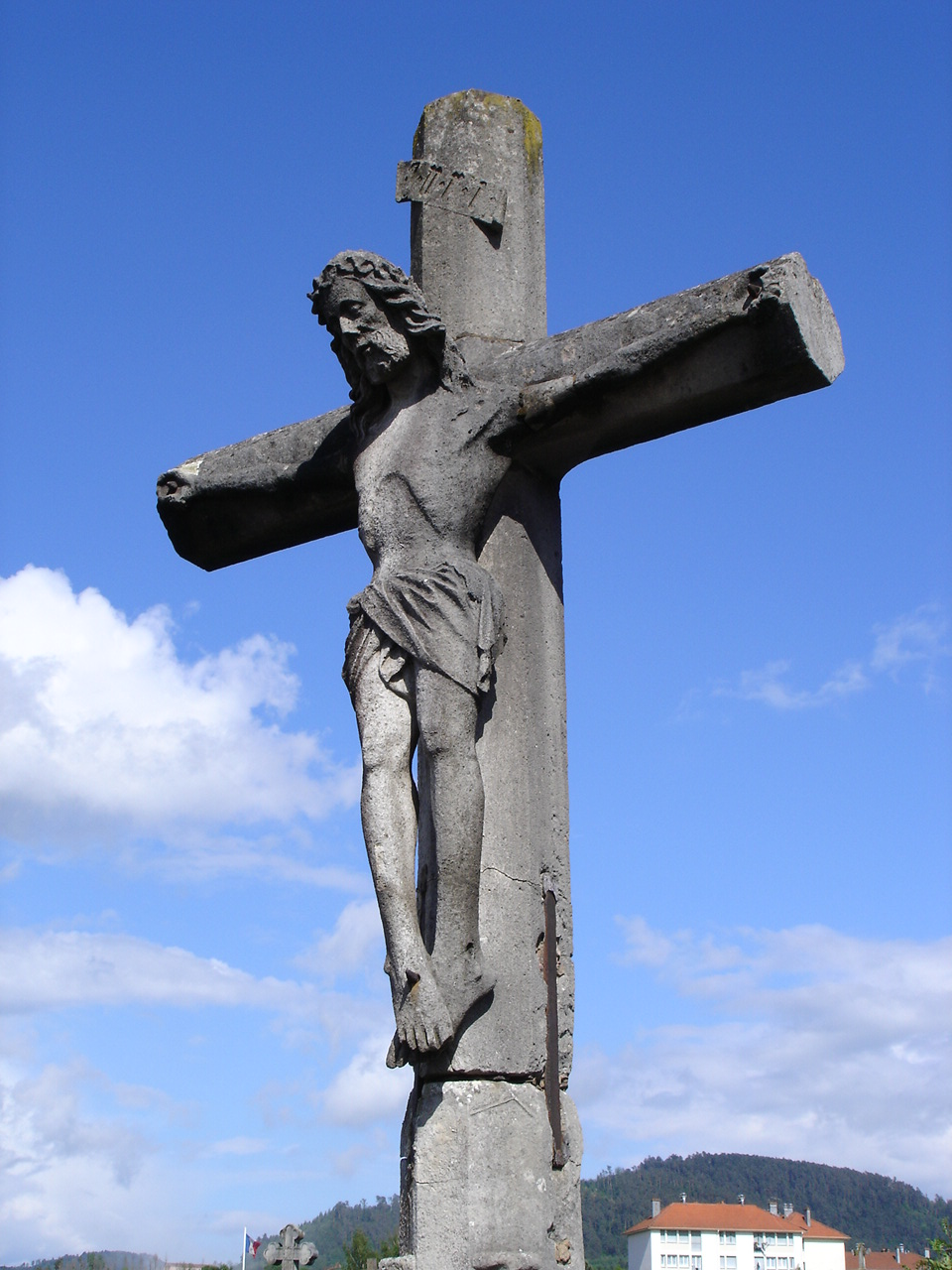
Croix de Raon l'Etape
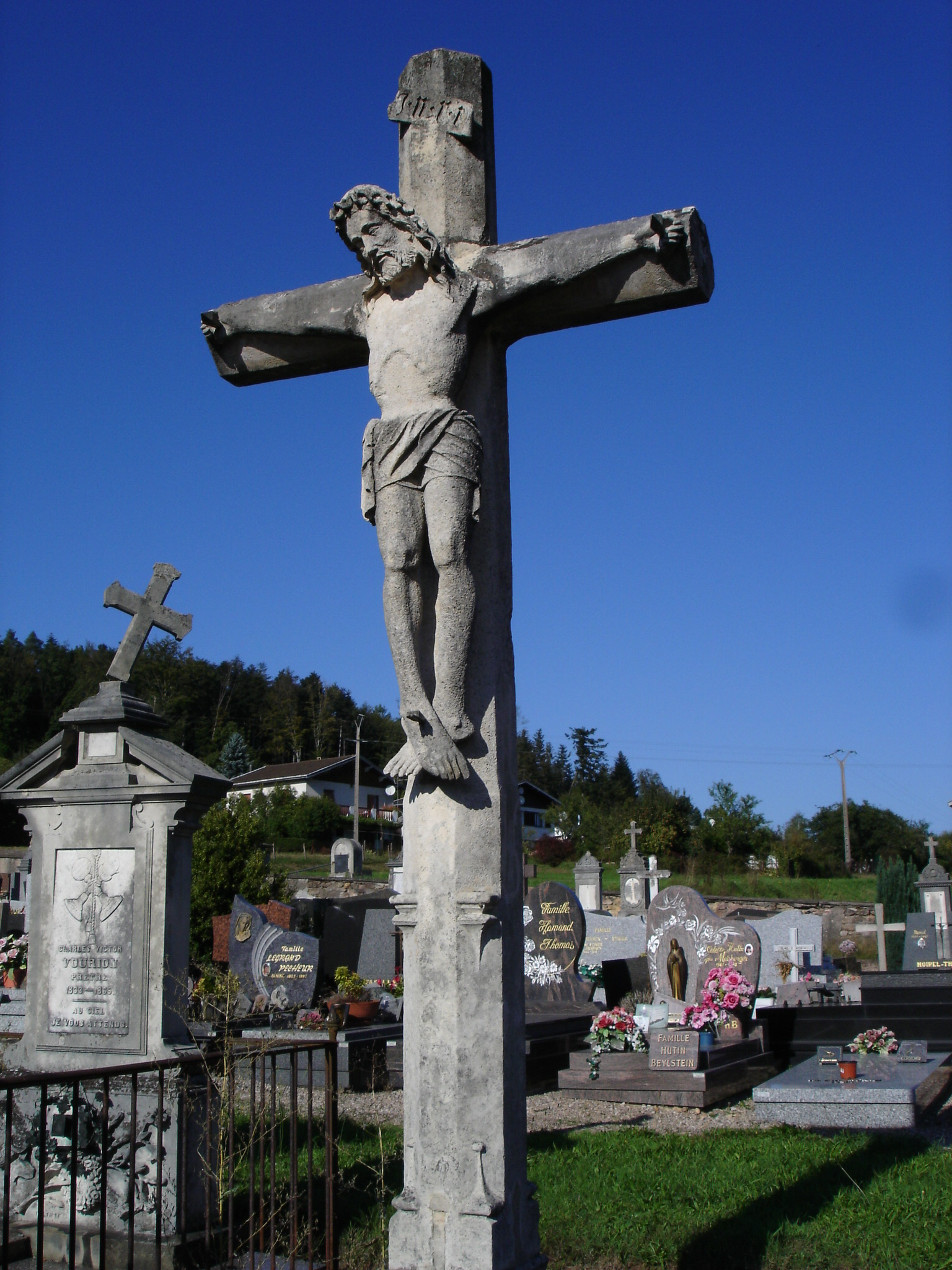
Croix de Bertrichamps

- Un fait nouveau

En septembre 1999, M. Michel Humbert, maire de Raon l’Étape, me signale avoir reçu de son homologue de Bertrichamps une carte postale représentant une croix qui lui rappelait fortement celle du cimetière Notre-Dame.
Je me rendis dans le cimetière de cette commune. Très vite m'apparut une copie conforme de la croix Notre-Dame. Examinant en détail le monument, je ne pouvais que conclure : un même artiste, (ou un même « atelier ») avait réalisé ces deux grandes croix.
Tout était semblable : le style, le fût, le piédestal, le socle, le christ. L’allure générale du monument donne une impression d'être plus trapu, cela est dû à une hauteur du fût et à une largeur de la traverse moindres. Le visage, le périzonium, les motifs du tronçon inférieur (culs de lampe) sont également légèrement différents. 
Un détail supplémentaire, de grande importance, vient apporter une preuve sur la date d’édification du monument. Sur le côté droit de la base du fût, à l’intérieur d’un petit cartouche rectangulaire, se trouve gravé le millésime en écriture gothique : 1600. Ainsi, une incertitude d’importance se trouve levée. La croix du cimetière Notre-Dame date bien de cette période : fin du XVIe siècle. À quelques années près… 
Un document sur la croix de Bertrichamps que l’on m’a transmis, et vraisemblablement écrit par un connaisseur en sculpture, conclut que cette crucifixion est de style gothique flamboyant, du XVe siècle, il précise plus loin que ce style était encore exécuté localement, par certains sculpteurs, tout au long du siècle suivant. Cette analyse vient conforter celle effectuée sur la croix monumentale Raon-l'Étape.

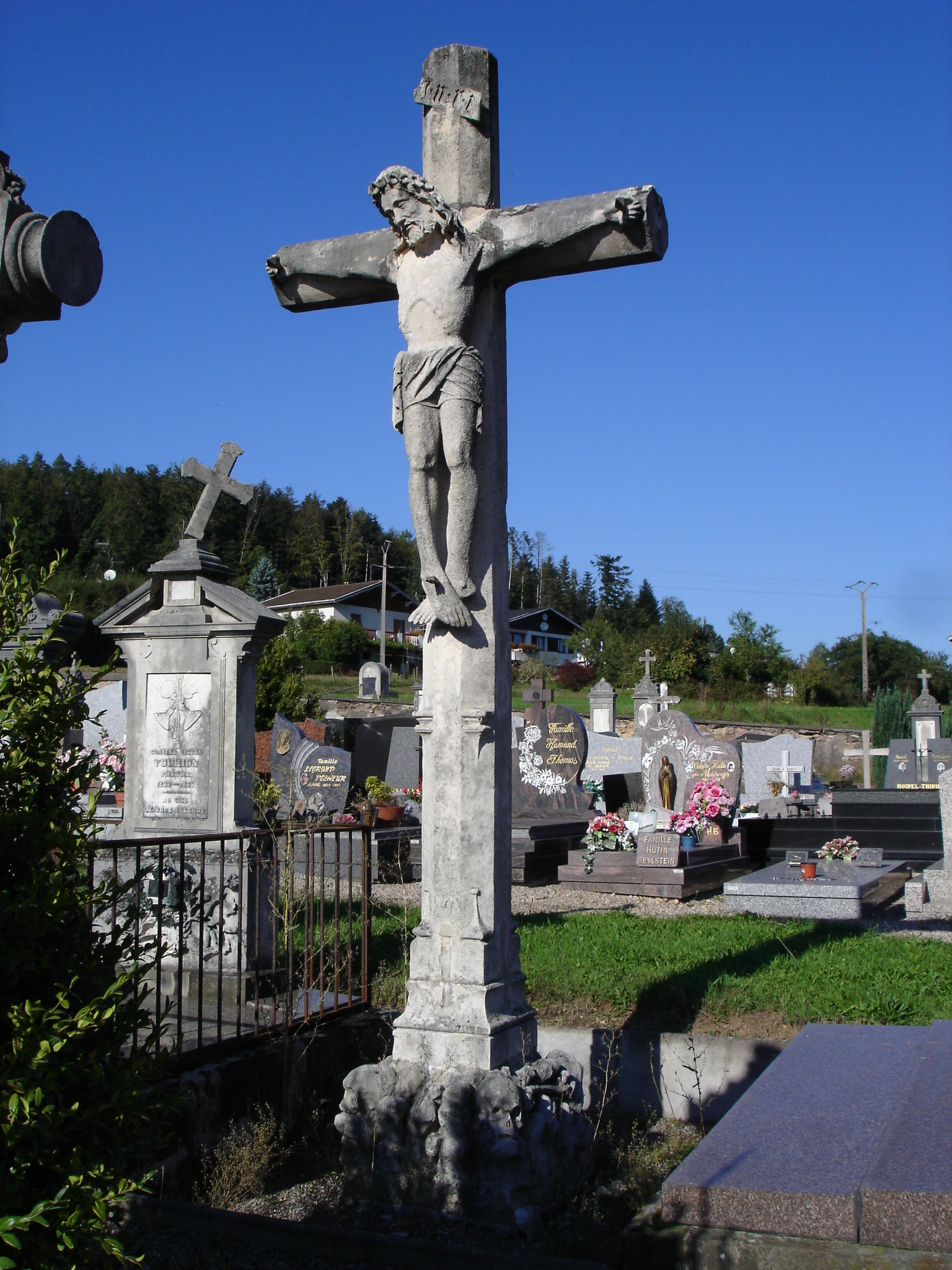
Bertrichamps Croix monumentale
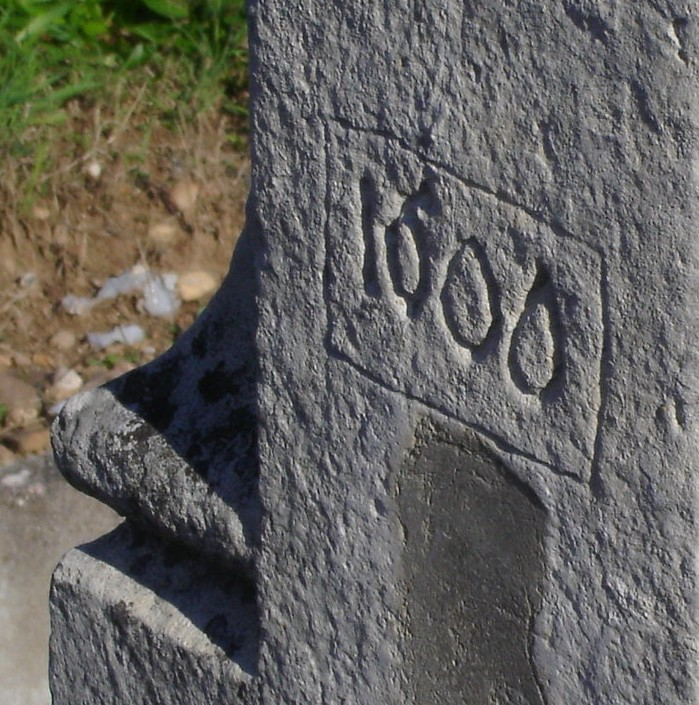
Bertrichamps Millésime dans son cartouche
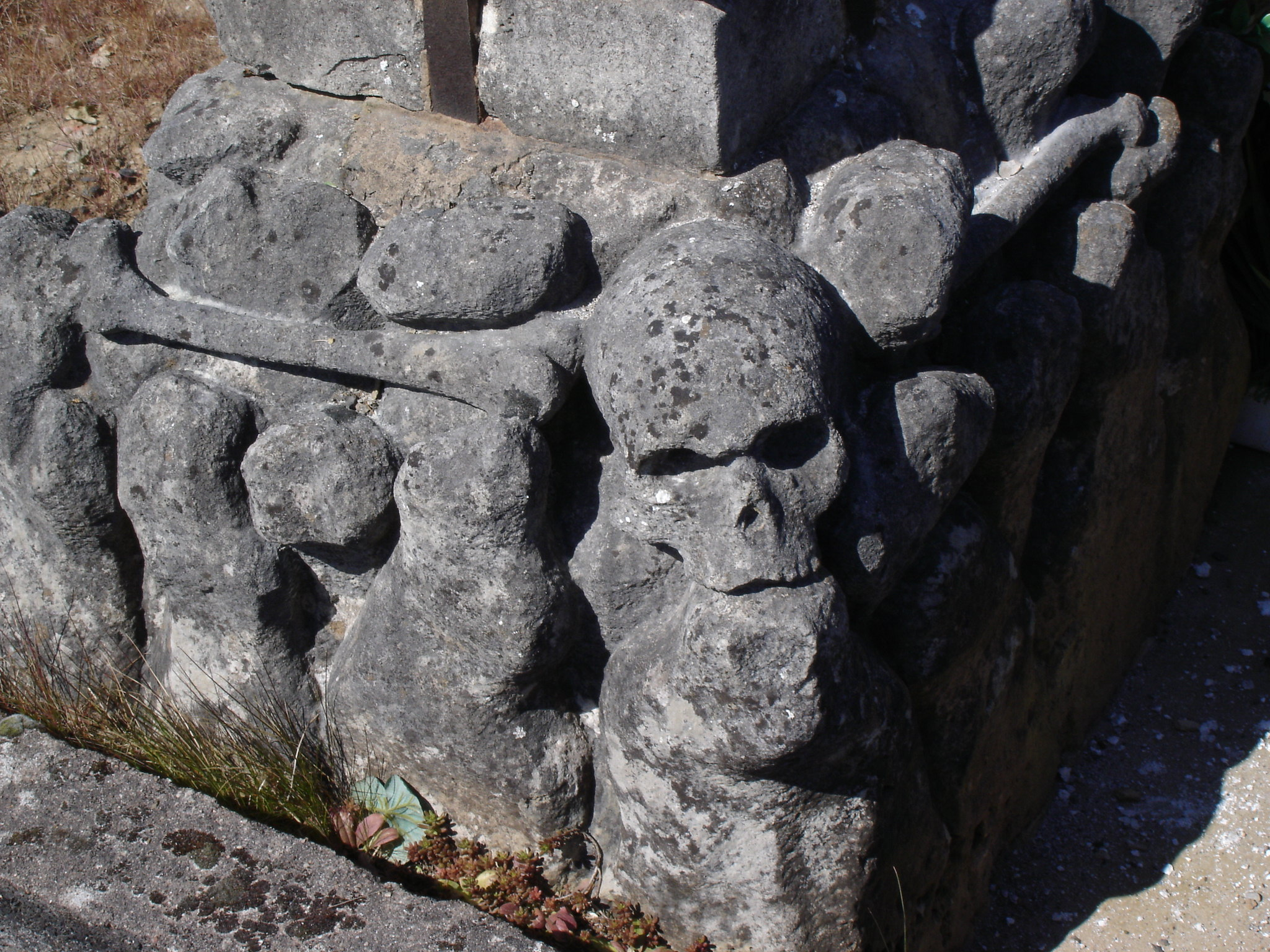
Raon-l'Etape Détails du Socle
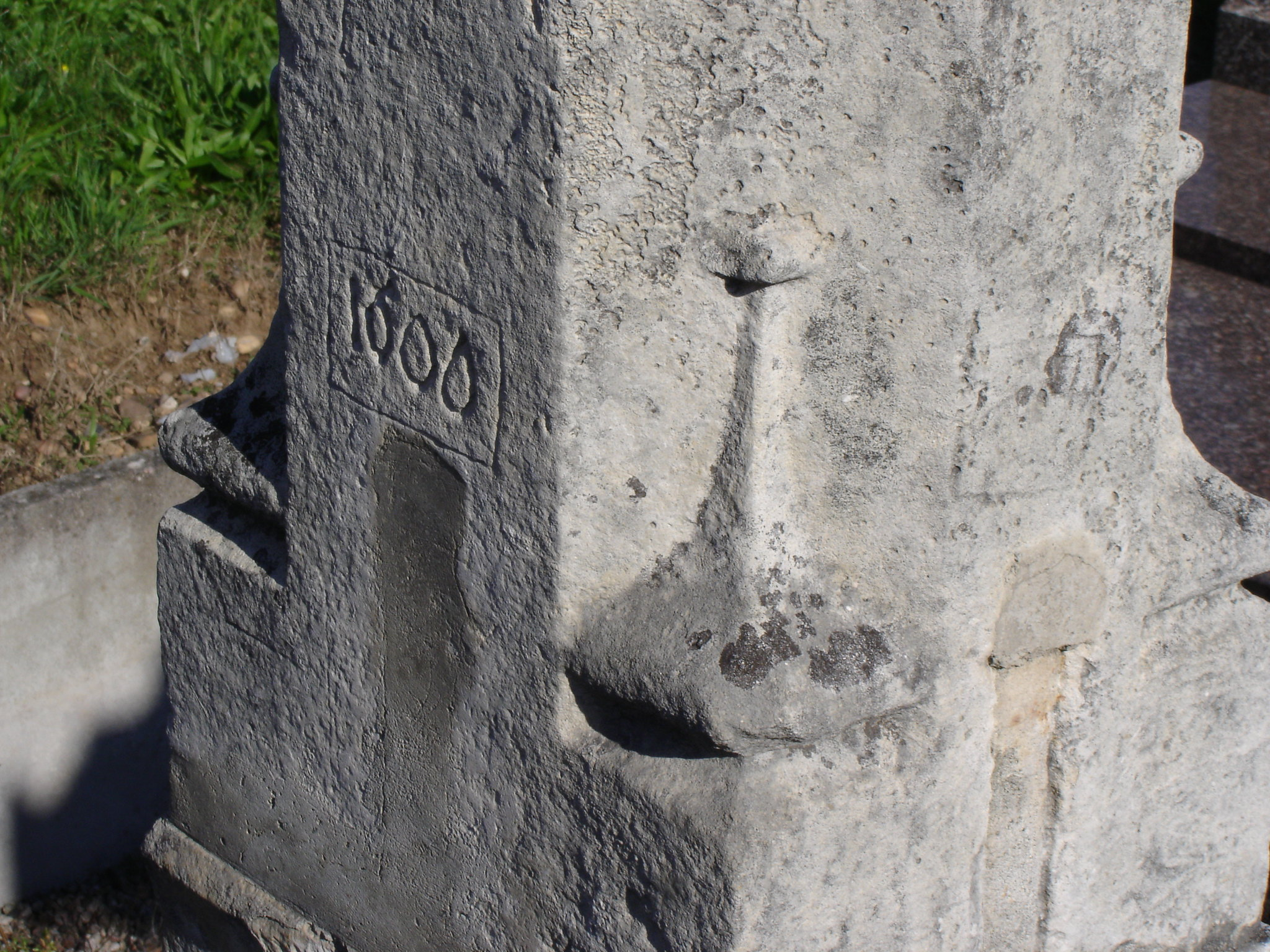
Bertrichamps Détails Base

Par arrêté préfectoral du département des Vosges, no 3 623/2008 en date du 18 novembre 2008, cette grande croix est inscrite à l'inventaire supplémentaire des monuments historiques.

##### La résurrection du monument
En novembre 2009 la croix est démontée par une entreprise spécialisée dans la réfection de sculptures anciennes dirigée par Patrick Rosenstein et agréée par les monuments historiques, transportée dans ses ateliers à Toul. Entièrement restaurée pendant l'hiver elle a été réimplantée à son nouvel emplacement, l'entrée principale du cimetière, sur un socle constitué de dalles de grès rose. Une plaque explicative sera prochainement installée à proximité.

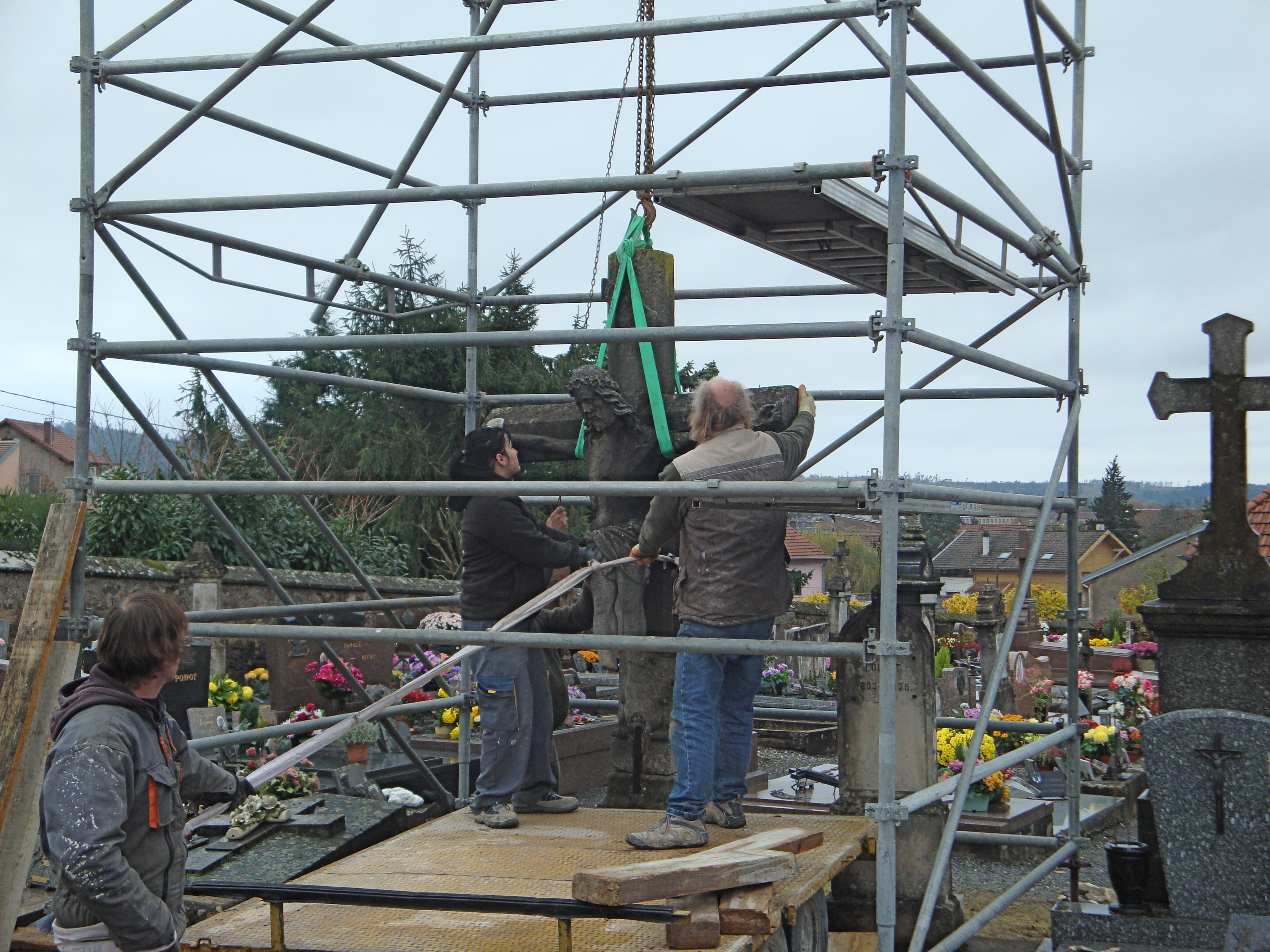
Dépose novembre 2009

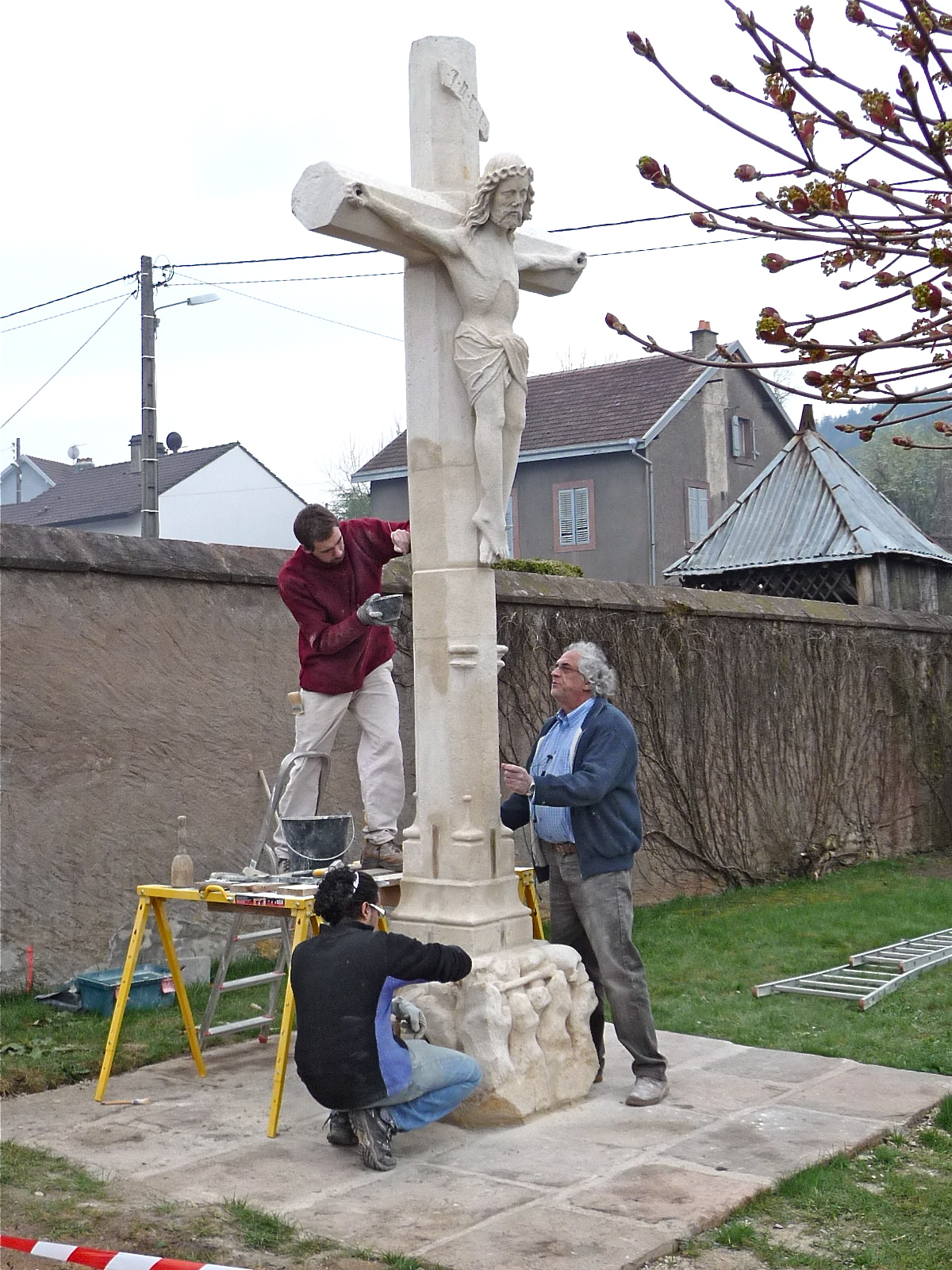
Repose avril 2010

##### Inauguration officielle
Lors des Journées européennes du patrimoine, le samedi 18 septembre 2010 à 11h00 eut lieu la présentation et l'inauguration officielle de la croix Notre-Dame installée à son nouvel emplacement. En présence du maire de Raon-l'Étape, d'un représentant de la C.C.V.P. (maître d'ouvrage) de M. représentant la Fondation du patrimoine, de M. le curé, et d'une nombreuse assistance. M. Jean-Luc Staub, auteur des recherches alors président du Cercle d'histoire Louis Sadoul, fit la présentation historique et artistique du monument. À l'issue de la cérémonie, une plaque commémorative et explicative fut dévoilée. Cette rénovation a été financée par La Fondation du patrimoine, l'État, le conseil général des Vosges, ainsi que par une souscription publique.

### La croix Jean Bouquot
- Situation :

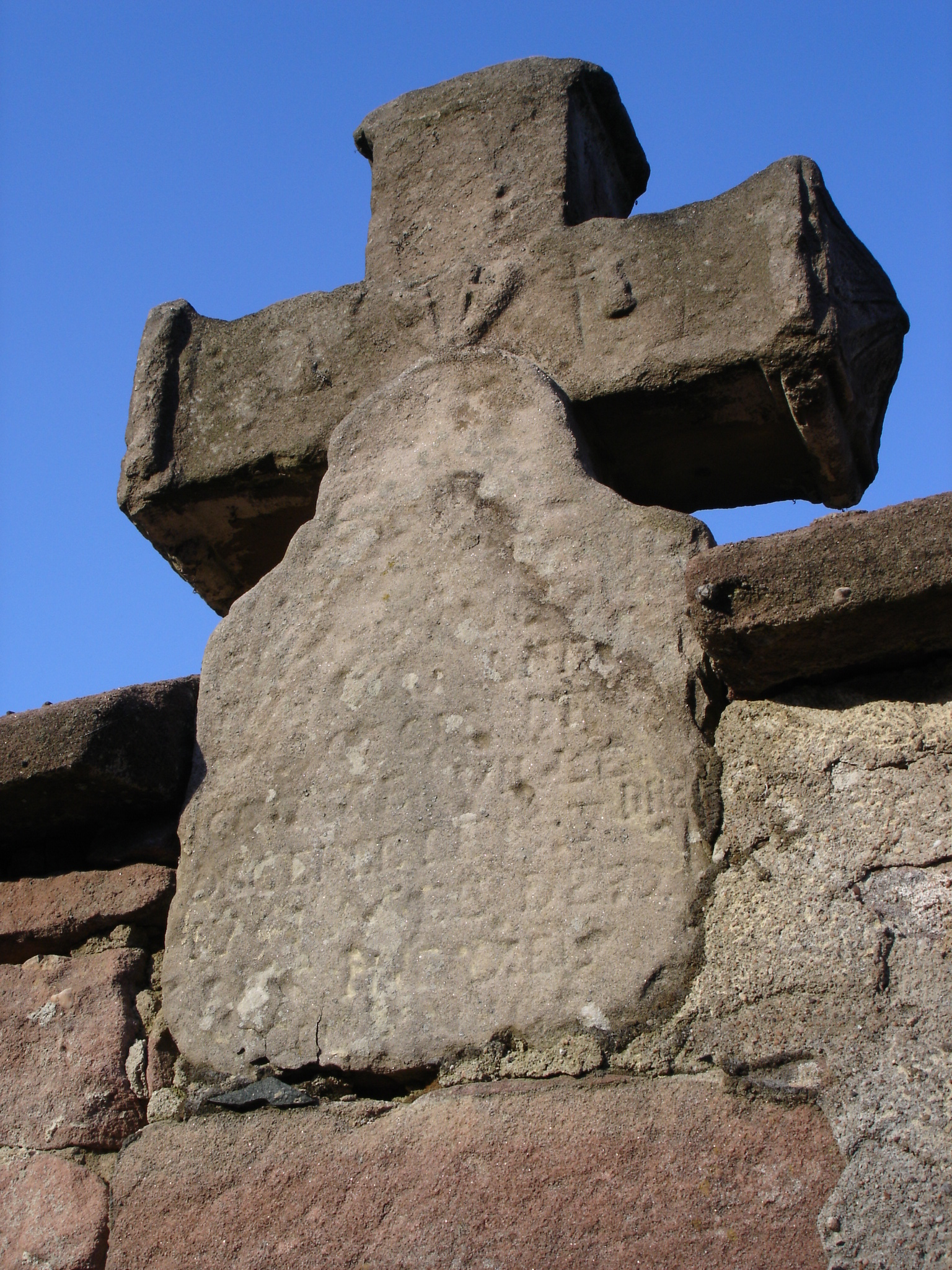
La croix Jean Bouquot

Cette croix de sépulture se trouve encastrée dans le mur qui longe la rue Aristide Briand, quelque 10 mètres après l’entrée principale du cimetière rive droite limite de la propriété de Mme Meyer. La croix, taillée dans un grès très clair, dépasse le sommet du mur d’enceinte.
- Description :

Petite croix légèrement potencée la hampe s’élargissant vers le bas de manière à former un cartouche au pourtour souligné par un petit bourrelet. Au centre du croisillon sont disposés, en léger éventail, trois clous symboliques. L’extrémité des trois branches est garnie de palmettes traitées en bas relief. Dans le cartouche, une épitaphe y est gravée dont le texte est devenu pratiquement illisible. 
« CI GIT LE CORPS DE RICHARDE BOUQUOT VIVANT EPOUSE AU Sr FRANCOIS LITAIZE BOURGEOIS DE CETTE VILLE DECEDEE LE 14 7bre 1751 AGEE DE 32 ANS. PRIE DIEU POUR SON AME »
Sur la face postérieure de la croix un autre cartouche contient une autre épitaphe : celle de Jean BOUQUOT.
« CI GIT LE CORPS DE Sr JEAN BOUQUOT VIVANT ANCIEN MAIRE ET RECEVEUR DE CETTE VILLE. A DECEDE LE 8 Janvier 1758 AGE DE 78 ANS. PRIE DIEU POUR SON AME »
Jean Bouquot a été maire successivement en 1723, 1724, 1727 et 1729.
Le crépi ayant disparu vers le bas du mur, une partie du fût et du piédestal, en grès jaune apparaît. À droite de ce monument, se trouve un ancien cartouche de belle facture, scellé également dans le mur, d’une forme identique à celui de la croix précédente. Même époque, autour de 1750, et concernant la même famille bourgeoise de Raon.

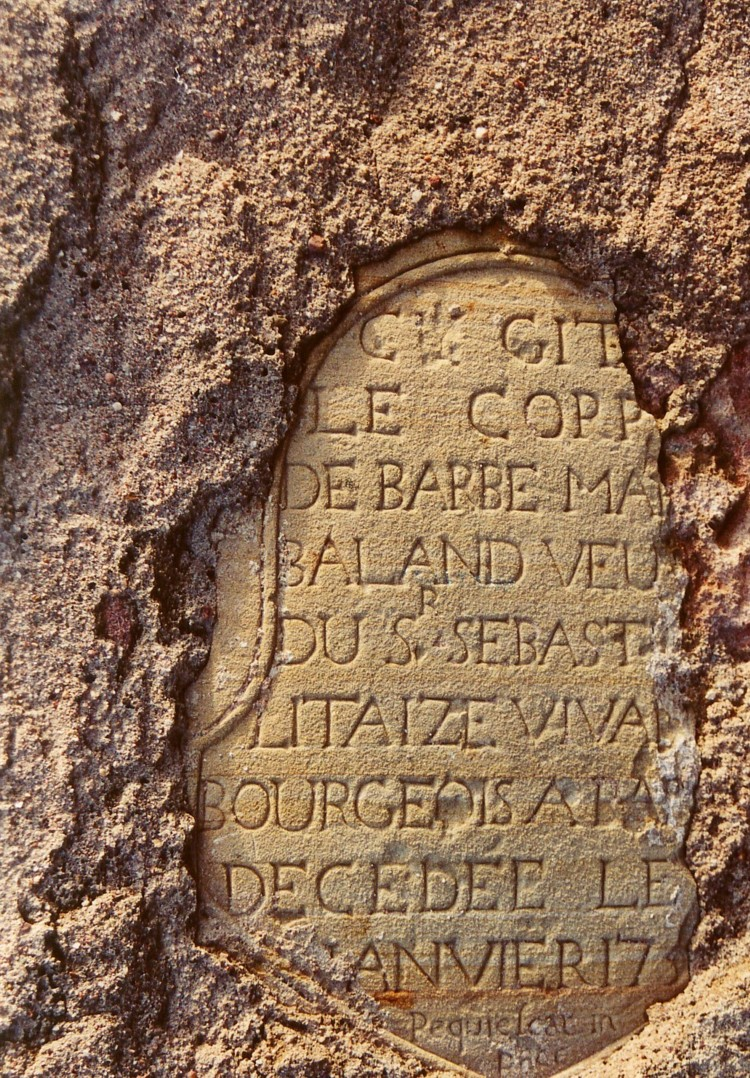
La Croix Litaize

« CI GIT LE CORPS DE BARBE MAR ? BALAND VEUVE DU Sr SEBAST ? LITAIZE VIVAN BOURGEOIS A RAO ? DECEDEE LE ? Janvier 175 ? - requielcar in pace »
- Observations :

Ces quelques éléments sont sans doute ce qui reste des « 40 croix » détruites dans l’ancien cimetière Notre-Dame en 1794.
« de plus avoir arraché quarante petites croix dans le cimetière de Raon à vingt sous l’une fait somme de quarante livres… »
Mais Jean Baptiste Valentin parle dans son mémoire d’une autre croix, distincte des 40 croix détruites dans l’ancien cimetière de Raon ?
« …avoir démolie la croix de pierres, dite la Croix LITAIZE, pour douze livres… »
Pourquoi JB VALENTIN, dans son mémoire différencie la croix Litaize et les « quarente petites croix en pierres dans le cimetière de Raon… » qui se trouve alors au centre du bourg.
Les appellations Jean Bouquot et croix Litaize ne désignent peut être qu’une seule et même croix, la confusion venant des deux patronymes, différents, gravés sur les cartouches des deux faces de cette croix ?
JM Janot, dans son article déjà cité plus haut, pense que la croix Litaize a été relevée et a été renommée croix de la Poterie. Il parle bien plus loin, de la croix encastrée et dépassant le mur d’enceinte mais il ne cite aucune épitaphe ?

### La croix «encastrée»ou croix du Pont sous la Côte?
- Situation :

Au début de la rue Stalingrad, au no 29 exactement, se trouve une croix en grès encastrée dans le muret de moellons de la terrasse de la maison.
- Description :

La croix de forme latine est simple, se résumant au croisillon. Aucune sculpture ou gravure n'est apparente.
- Observations :

D’où provient-elle ? C’est sans doute une réutilisation, comme on le constate souvent un peu partout, d’une ancienne croix de chemin démolie et dont on a récupéré la croix. On peut d’ailleurs voir ici ou là des calvaires remontés avec des parties disparates provenant de divers monuments : socle, fûts, chapiteaux, croix… de styles différents
La face avant « paraît » avoir été burinée, une vague silhouette semble se profiler, destruction du christ existant à la démolition du calvaire par JB. Valentin ? JM Janot ne semble pas avoir connu cette croix encastrée.
JM Janot cite dans son article « une croix encastrée dans le mur de la maison Gilot, 12, rue du Port (rue Victor Brajon) Hauteur avec son fût …h=1m85 » ? La propriétaire m’a assuré que cette croix était toujours en place mais masquée par le crépis de la façade qui a été refait après 1939. Voici la description qu’il en fait :
« croisillon prismatique de section carrée, aux bras courts, orné d’un christ en haut relief dont il subsiste la silhouette (…) soigneusement bûché par JB Valentin » peut faire supposer qu’il s’agit de ce qui reste de la croix qui se dressait près du pont sous la côte » 
Le pont cité être pourrait être celui qui franchit la Plaine au bas et qui fait communiquer la rue Ch. Clavières à la place des Martyrs de la Résistance. Au cadastre le lieu-dit « Sous la Côte » représente la portion de terrain qui va de la place jusqu’au bas de la rue Stalingrad.

### La croix du cimetière de la Haute Chapelle après restauration (en rive droite)
- Situation :

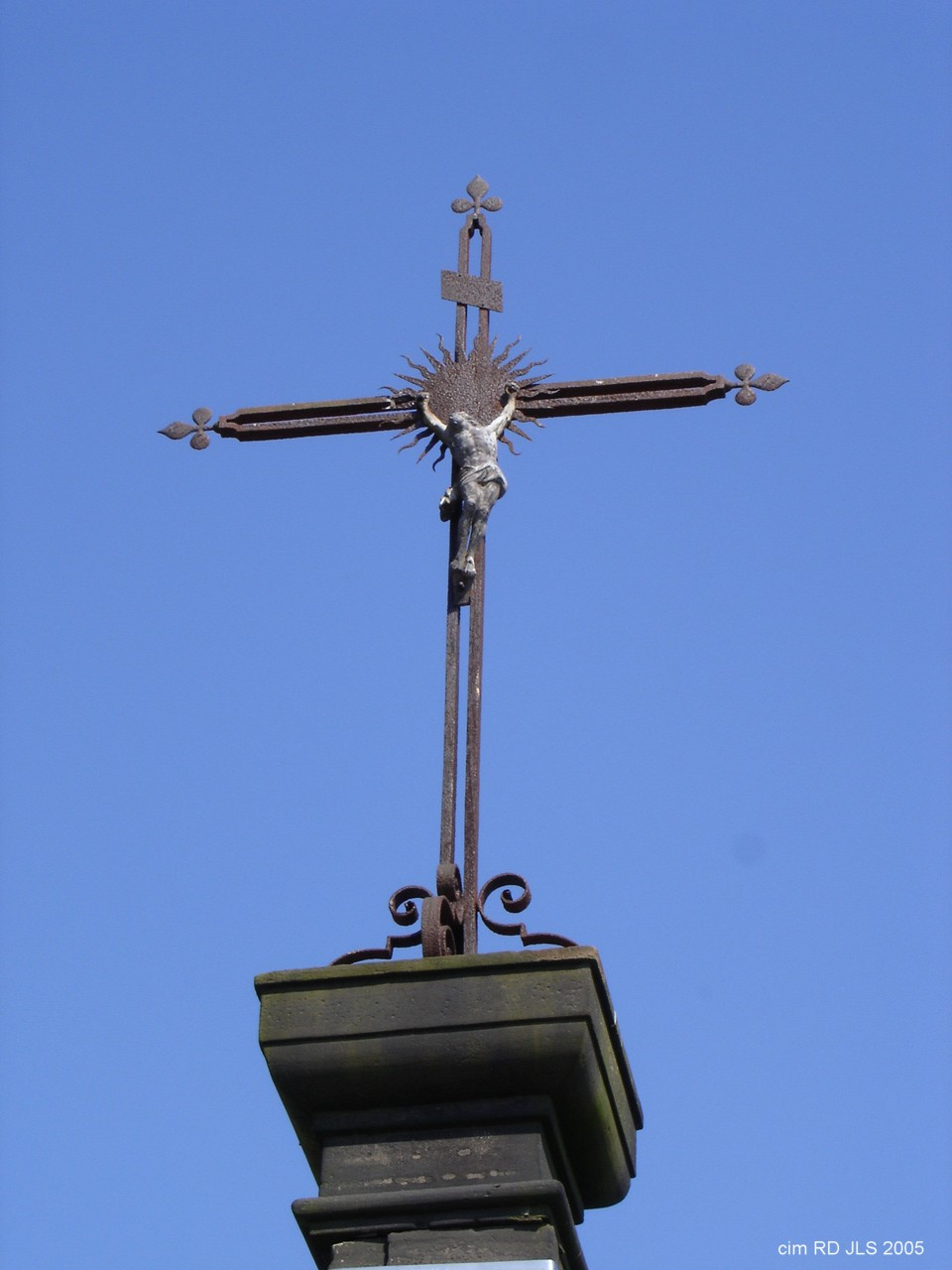
Crucifix sommital

Cette grande croix se trouve dans l’allée centrale est-ouest au centre du cimetière rive droite. Très haute, environ 7,00 m elle surplombe les tombes et les monuments. Le cimetière ayant été transféré en 1827, la construction de cette nouvelle croix fut décidée lors d’une réunion du conseil municipal le 17 août 1828 et approuvée par le préfet des Vosges le 28 août de la même année. 
- Description :

Sur un socle fait de pavés de grès rose et comportant trois degrés, une grosse dalle de 200 mm d’épaisseur également en grès rose sert de base au piédestal. Celui-ci est massif de couleur blanchâtre, parallélépipédique, sobre, sans ornementions ni texte.Débordante par une doucine puis surmontée d’un bandeau, une corniche vient couronner le piédestal. La base du fût comporte quelques moulures classiques : bandeau, listel, demi rond, filet. Le fût, lui-même, est un long prisme de section carrée allant en se rétrécissant vers le haut. Il prend naissance sur la corniche par un léger rétrécissement en congé.

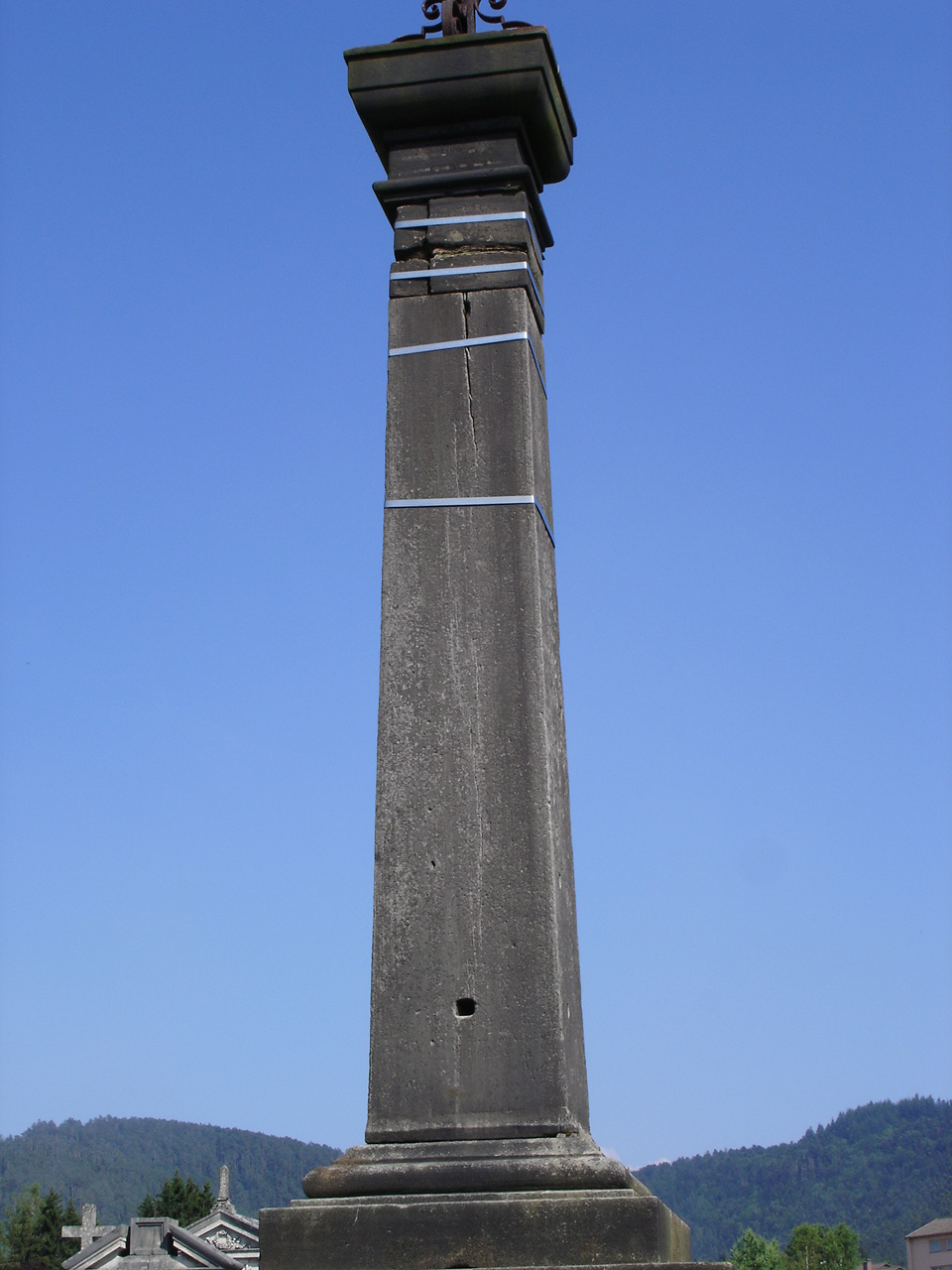
Fût et chapiteau

Le haut du fût se termine par un chapiteau simple composé de divers éléments classiques. Tout d’abord un bandeau très épais, aussi haut que large, puis successivement, un filet légèrement en relief, une moulure saillante à profil en demi rond, un autre bandeau, un listel ; puis un quart de rond un bandeau et un listel viennent coiffer le tout débordant très largement la base du chapiteau. Celle-ci, fissurée dans les deux sens, a été renforcée par deux cerclages de métal.
L’ensemble de la croix du cimetière est taillé dans un grès, à grains fins. Le crucifix qui se trouve sur le chapiteau est en fer forgé. La croix latine supporte un Christ petit, le corps arqué, aux bras verticalement étirés ; au-dessus, un phylactère. À l’intersection des branches se trouve un soleil rayonnant. Les extrémités de la hampe et de la traverse se terminent par une fleur de lys stylisée. Peut-être est-ce dû au fait que sa construction est réalisée sous le règne de Charles X (1824–1830) ?
Le pied du crucifix est fixé sur le chapiteau, renforcé par quatre fers plats enroulés en forme de doubles volutes asymétriques inversées.
- Observations :

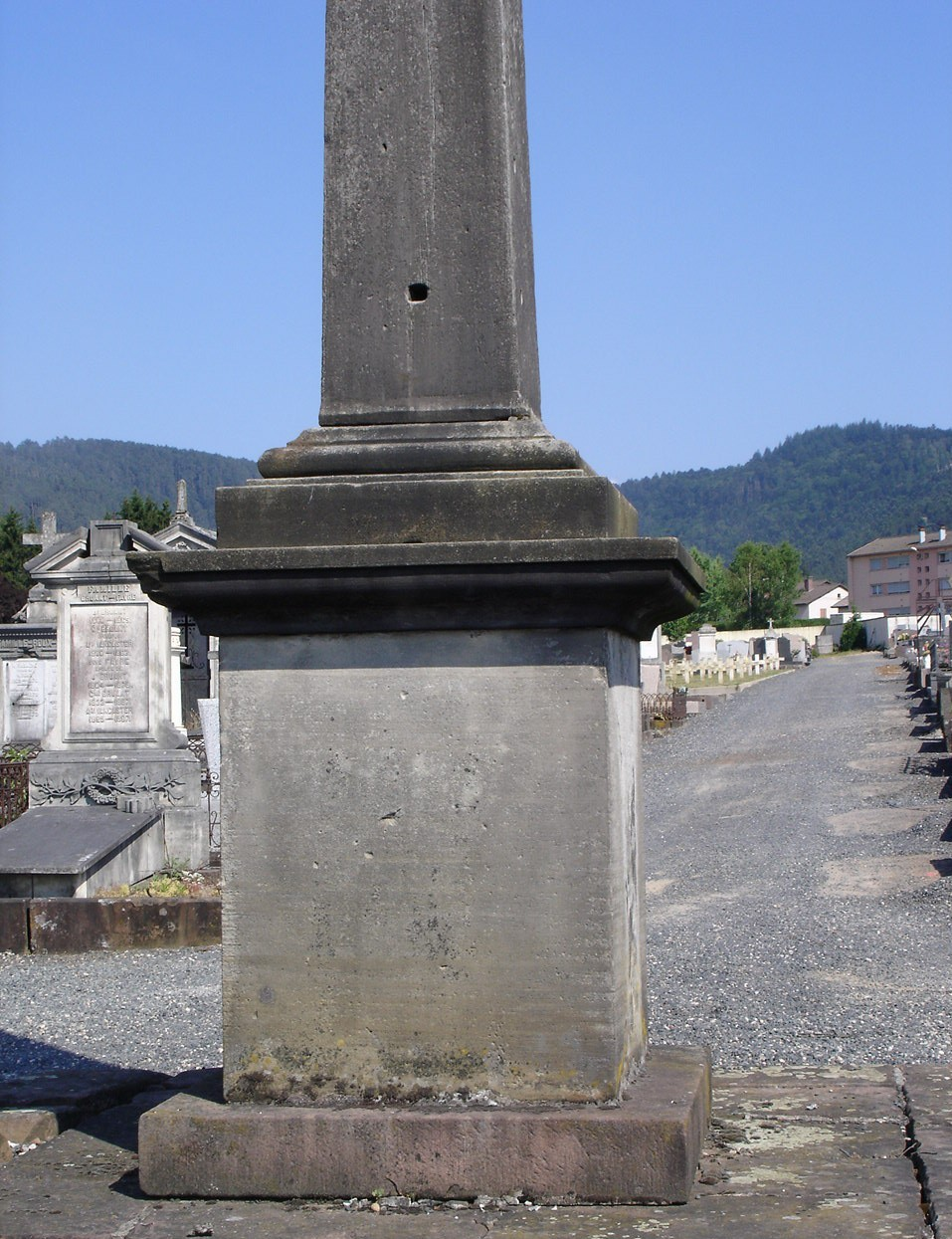
Socle, piédestal et corniche

La croix de l’ancien cimetière Notre-Dame, fut déménagée également mais réimplantée à l’écart, la municipalité de l’époque n’ayant pas jugé bon de la replacer au centre du nouveau cimetière.
Avril 2008, la commune de Raon-l'Étape a entrepris la restauration de cette grande croix, faisant ainsi apparaître la couleur rose de ce grès. Il est à noter également que le fût a été légèrement raccourci. Les mesures qui suivent ont été faites sur le monument restauré. La hauteur de la croix métallique a été estimée.

| Hauteur socle | Hauteur piédestal | Hauteur fût | Hauteur croix | Hauteur totale | Altitude | Pierre     | Époque  |
| ------------- | ----------------- | ----------- | ------------- | -------------- | -------- | ---------- | ------- |
| 540 mm        | 1 330 mm          | 3 480 mm    | 1 500 mm env. | 6 800 mm env.  | 302 m    | Grès jaune | XIXe s. |

- Étant donné la hauteur de ce monument, les mesures du chapiteau et de la croix sommitale, ont été estimées par trigonométrie.

### L'oratoire du Bon Dieu
- Situation :

Cet oratoire se trouve sur le territoire de la commune de Neufmaisons (54), juste en limite Vosges/Meurthe et Moselle, en rive gauche du ruisseau le Charmois, non loin de l’ancienne maison forestière disparue.
- Description :

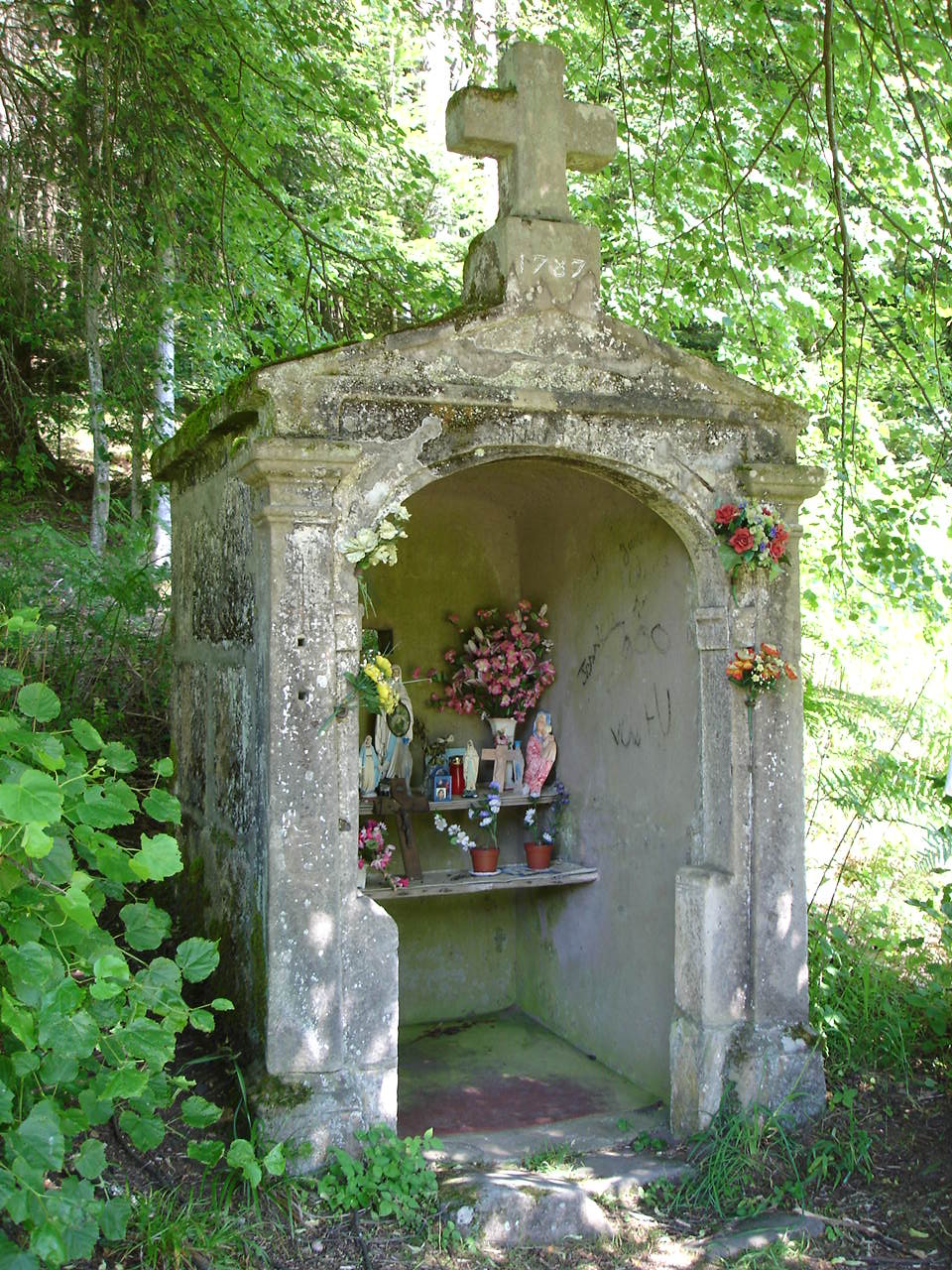
Oratoire du Bon Dieu

C’est une petite chapelle construite en moellons dont l’ouverture est encadrée par deux pilastres décoratifs surmontés de chapiteaux angulaires, comportant chacun un rétrécissement dans la partie inférieure. Le linteau est voûté en arc de cercle, légèrement mouluré. Une porte ou une grille de protection existait à l’origine, comme sur beaucoup d’oratoires, car sur les deux meneaux verticaux on trouve des anneaux en métal, et à d’autres endroits des encoches. Le fronton surmontant le linteau est de forme classique, triangulaire.
 
La croix de forme latine qui surmonte, à l’avant, le toit de pierres de l’oratoire, porte gravé sur sa base le millésime 1787, date de son édification. Construite deux ans avant la Révolution, elle aura donc échappé aux destructions.
Au fond, contre le mur se trouvent 2 tablettes superposées.
sur celles-ci se trouvent déposés de nombreux objets pieux : Statuettes, croix, médailles, photos, fleurs en plastique, souvenirs de pèlerinages à Lourdes, chapelets… Certains sont sans doute déposés tel des Ex-voto.
- Observations :

Cet oratoire de plus de 200 ans d'âge, est relativement en bon état et doit être régulièrement entretenu par de « bonnes âmes », car lorsqu'il m'arrive de passer sur le site, je constate certains changements dans les objets déposés ; mais l’endroit reste toujours propre…

| Hauteur bâtiment | Largeur bâtiment | Longueur bâtiment | Hauteur croix | Hauteur maximum | Altitude | Pierre   | Époque    |
| ---------------- | ---------------- | ----------------- | ------------- | --------------- | -------- | -------- | --------- |
| 1 850 mm         | 1 500 mm         | 1 650 mm          | 520 mm        | 2 370 mm        | 337 m    | Grès fin | XVIIIe s. |

### La chapelle des Pestiférés
- Situation, description & observations :

Sur le territoire de l’ancienne commune de La Neuveville, au-dessus de la Haute Neuveville. Les ruines de la chapelle sont situées en lisière d'un bois sur un pré descendant vers un ruisseau coulant en contrebas. Tout le secteur porte le toponyme de « À pestiféré »

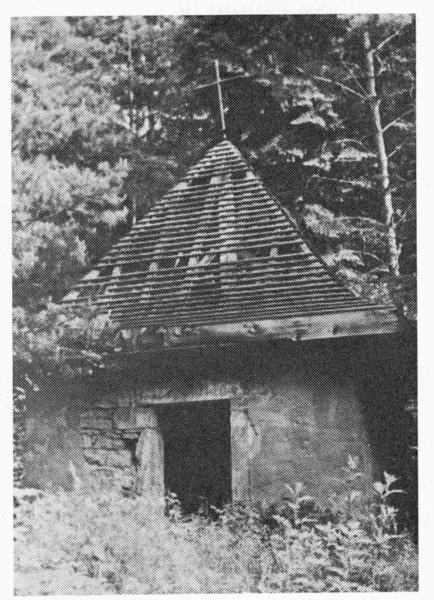
Chapelle dans les années 1980

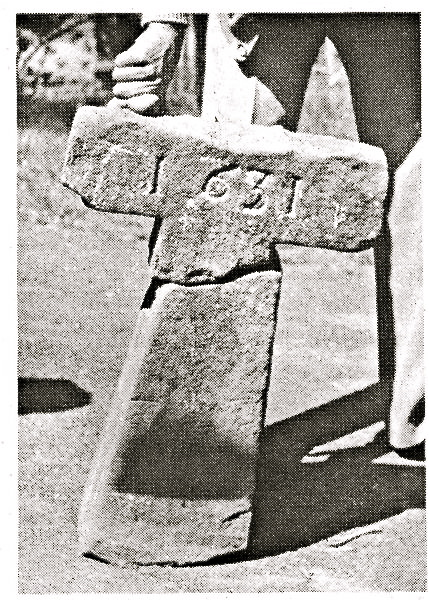
Croisillon de la croix

Ces photos sont déjà anciennes et ne sont plus d’actualité. Jusqu'aux années soixante-dix l'ouvrage était entretenu et en relatif bon état. De la chapelle des Pestiférés, il ne reste plus à présent que les 4 murs et l'embrasure de la porte que la végétation envahit au fur et à mesure que les années passent. La croix est disparue, il y a une vingtaine d'années. On peut voir sur cette ancienne photo, le croisillon avec, gravé au centre le millésime :
 
Le toit à l'origine était à quatre pans, et recouvert de tuiles. Il fut d'ailleurs, à différentes époques remis en état, par des associations de bénévoles : Scouts, Club Vosgien…
Les murs construits en moellons de grès. Une ouverture tournée vers l’ouest, était fermée par une porte composée de planches verticales épaisses.
 
Sur celle-ci, à droite dans le tiers supérieur, on pouvait voir une tête d’ange ailée en fonte moulée sous laquelle se trouvait une ouverture protégée par des barreaux métalliques verticaux. Dans le tiers inférieur, une ouverture ronde d’un diamètre d’environ 25 cm. Une clenche en fer, simple, permettait de fermer la porte. Cette dernière imitait celle qui devait fermer originellement le baraquement abritant les malades.
La croix date de 1631, les premières épidémies de peste eurent lieu, en Lorraine, en 1610, 1623, 1625 et 1629 ; elles ont été très intenses en 1630, 1631 puis de 1633 à 1636. À La Neuveville comme à Raon, les ravages furent énormes, comme dans la plupart des villages lorrains. Les malades étaient mis à l’écart des agglomérations ; la plupart décédaient et étaient enterrés sur place. La paroisse a sans doute fait élever ultérieurement une croix sur ce cimetière. La chapelle fut construite plus tard englobant la croix. Celle-ci avait une hauteur d'environ 2,00 m (je cite de mémoire) construite en grès rose, elle se trouvait à l’intérieur au centre du petit bâtiment. Elle comportait à la base du fût, et au-dessus du piédestal un bénitier.

Dimensions des ruines : longueur : 3,70 m - largeur : 3,70 m - hauteur des murs : 2,30 m - embrasure porte : 0,82 x 1,77

### Oratoireet grotte de laVierge Marie(grottedeLourdes)

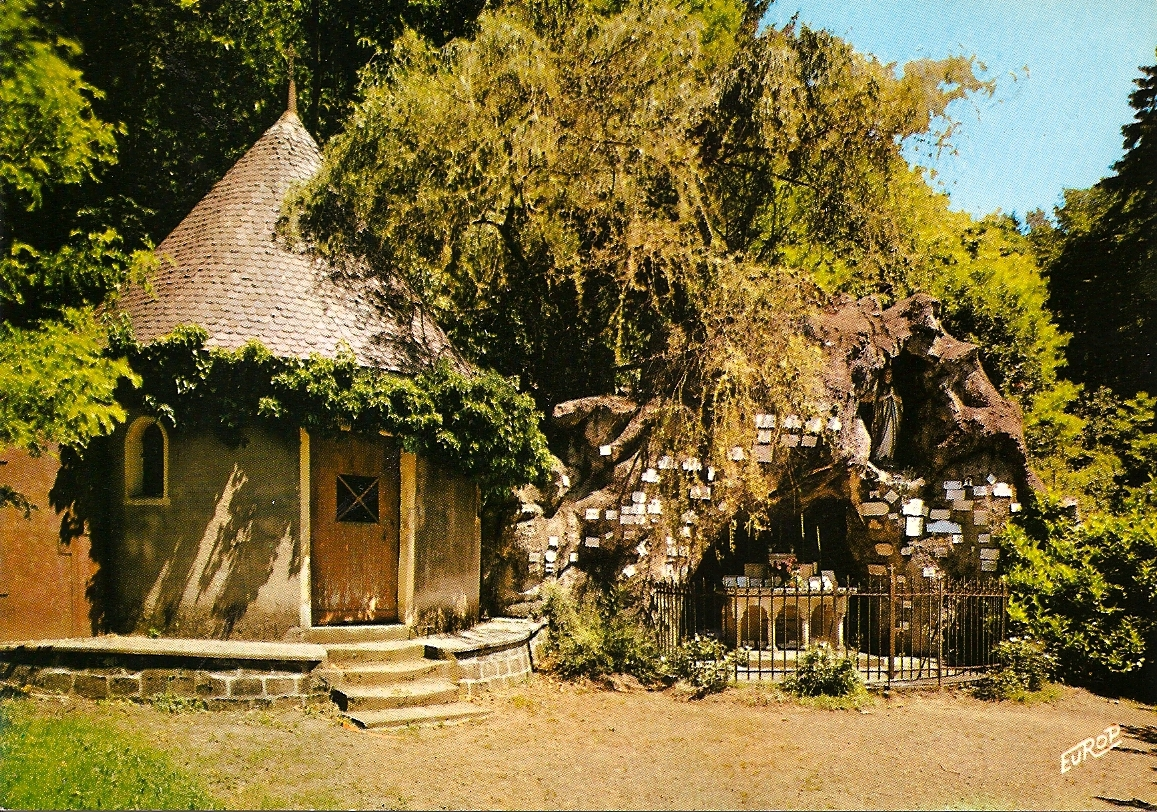
Chapelle et grotte de la Vierge Marie

Peu après les apparitions de Lourdes, dans bien des villages, bourgs et villes de France, les autorités religieuses ou les fidèles eux-mêmes, par souscriptions, ont fait édifier des oratoires imitation de la célèbre grotte où se sont déroulés des apparitions de la Vierge Marie.

#### Situation
- L'ensemble est situé rue Émile Marande (anciennement appelé Haut-Chemin) dans un terrain entouré de jardins au pied de la Côte Beauregard.
- Le terrain étant en élévation on y accède par un escalier de quelques marches fermé par une porte métallique actuellement fermée pour cause de vandalisme.

#### Description & historique
- La famille Job, propriétaire du terrain, y a fait construire une chapelle-oratoire de forme circulaire en 1842[34].
- Le chanoine Jean Baptiste Hilaire[35] a fait l'acquisition du terrain en 1895. La grotte et les rocailles ont été réalisées cette même année par Monsieur Joseph Claudel, (1846-1940), jardinier paysagiste. Les années passant de très nombreuses plaques[36] (Ex-votos) ont été accrochés sur les parois de la grotte. Une grille en fer forgé ferme l'entrée de la grotte dans laquelle se trouve un autel. Une statue de la Vierge se trouve dans une cavité en haut à droite de la paroi. Des bancs ont été installés dans l'espace situé devant la chapelle et la grotte.
- Il y a encore quelques années des fidèles y allaient individuellement et des processions étaient organisées chaque année depuis l'Église paroissiale, notamment à l'Assomption.

### Statue deNotre-Damede laLibération

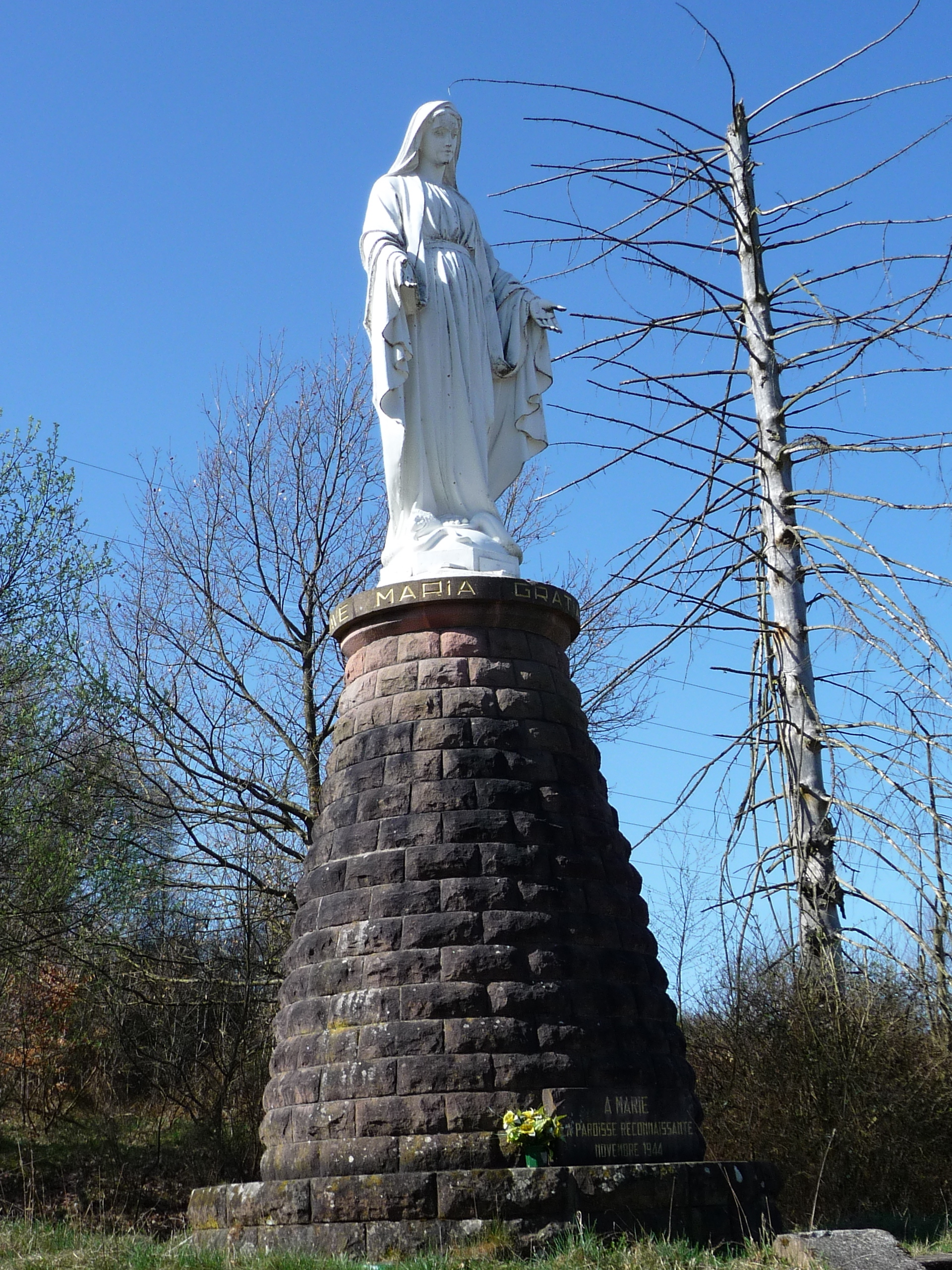
Statue de Notre-Dame de la libération

- La statue se dresse au sud de la ville de Raon-l'Étape sur une légère éminence terrassée, au pied de la côte de Repy, à une altitude de 317 m.
- Le 15 août 1944, le curé de la paroisse de La Neuveville-lès-Raon à cette époque et toute l'assemblée des paroissiens formulèrent le vœu d'ériger une statue à Notre-Dame après la libération de leur ville. Alors que le 8 novembre 1944, plus de deux cents Raonnais étaient déportés en Allemagne, les habitants de La Neuveville se voyaient préservés de cette épreuve supplémentaire.

Le 18 septembre 1949 eut lieu l'inauguration solennelle en présence d'une foule importante. La procession partant de l'église Saint-Georges, se déroula à travers les rues pavoisées aux couleurs de la Vierge et de la France, jusqu'au pied du monument. 
- La statue de la Vierge (moulée en fonte de fer) d'une hauteur d'environ 3 m se trouve au sommet d'un piédestal composé de moellons de grès vosgien. Celui est en forme d'une pyramide tronquée à base circulaire. Le tout est posé sur un socle circulaire. La hauteur totale du monument est d'environ 7,00 m.
- La Vierge est entièrement de couleur blanche, les bras légèrement écartés vers l'avant. Ses pieds foulent le serpent tenant dans sa gueule une pomme[37].

On accède au pied du monument par une suite de deux escaliers parallèles comportant 10 degrés, puis par un seul de 6 degrés, placés de face. Le haut du piédestal se termine par un bandeau comportant un texte gravé en lettres dorées : 
- Un cartouche placé à la base du piédestal comporte un texte gravé :

L'accès à ce monument est devenu pratiquement impossible du fait de l'extension d'un lotissement et des propriétés privées. Un déplacement de la statue pourrait être envisagé.

### Oratoire de la Vierge du Haut Port
- Situation

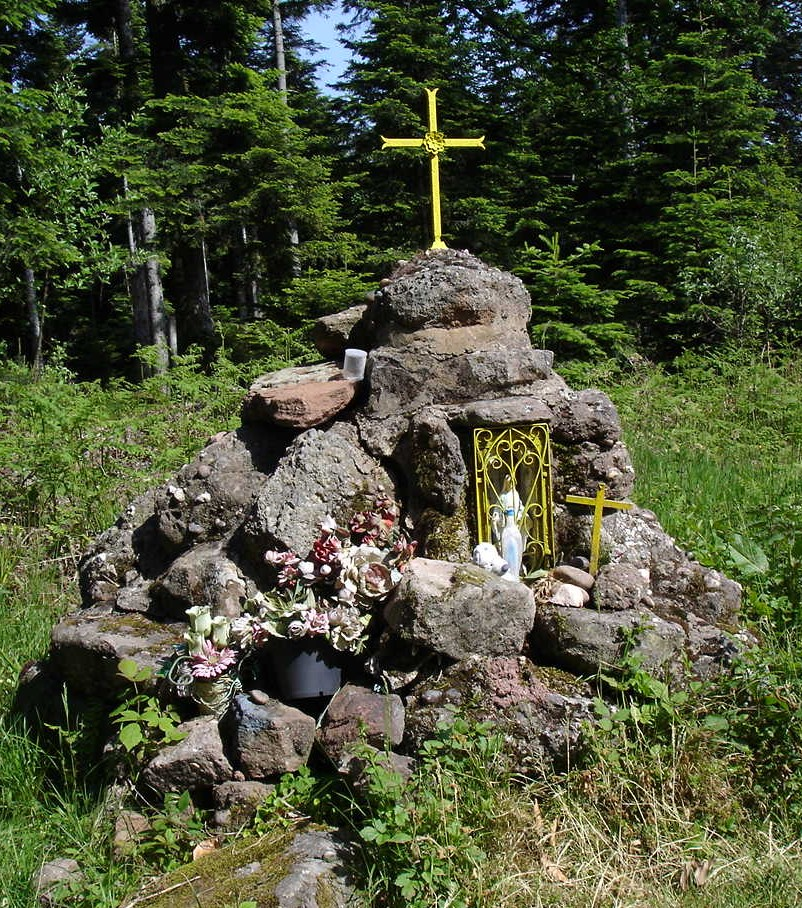
Vierge du Haut Port

Cet oratoire est situé sur la crête du massif forestier séparant les vallées de la rivière la Plaine (rivière), et de la celle de la rivière la Ravine, dans la Forêt communale de Raon-l'Étape à l'altitude de 605 m. C'est un carrefour important situé sur la piste appelée « chemin des Bannes » partant de Chavré et rejoignant le Col de Prayé. Cinq sentiers de randonnée balisés par le Club vosgien y aboutissent. Deux proviennent de la vallée de la Plaine, deux de la vallée de la Ravine, le cinquième suit la ligne de crête.
- Description

Cet oratoire est constitué d'un édicule d'une hauteur totale de 1,30 m réalisé avec des blocs de conglomérat du type poudingue gréseux hétéroclites trouvés sur place et cimentés et surmonté d'une croix de métal ancrée avec une rose double stylisée au centre du croisillon. Une cavité forme une « grotte » dans laquelle se trouve une statue de la Vierge Marie protégée par une petite grille ouvragée en fer plat.

### Les croix disparues

#### La croix «Collé»
Malgré des recherches répétées sur le terrain, je n’ai pu retrouver de traces tangibles, de cette croix ayant été élevée à la Trouche.

Grâce au mémoire de Jean Baptiste Valentin, on sait que la croix Collé connut un sort identique aux autres monuments religieux de Raon l'Étape, et qu’elle fut donc détruite en 1794. Mais ce monument ne fut pas relevé, et les débris sans doute disparurent. JB Valentin ne précise pas si elle était en bois ou en pierres. Le prix facturé pour sa démolition, me porte à penser qu’elle était en pierre.
Auguste Mathieu, secrétaire de Mairie, dans son manuscrit, parle de la croix Collé, brièvement page 114, mais en précisant son nom d’origine.
C’était donc une croix commémorative, élevée à la suite de la mort accidentelle de Nicolas Colin ce que me confirme Jacques Poirel.
« Au baptême à Raon le 28 juillet 1680, Jean Baptiste Colin est mentionné : fils à Nicolas Colin, de Ste Croix, et Catherine Parisot, mariés le 24 octobre 1679. Il fut tué au bois peu avant la Trouche au lieu où l’on voit une croix sur la route, appelée à cause de lui la croix Colin ou comme on dit vulgairement « la croix Collé »
Aucun document connu actuellement, n’apporte donc suffisamment de précisions quant à la situation exacte de cette croix et sur la date de son édification. Peut-être se trouvait- le long de la route reliant Raon à Celles, à savoir l’ancienne route, qui passait à l’intérieur du Hameau (et non la D.392a actuelle) d’où l’emploi par Valentin de la locution adverbiale « au-dessus… » Mais « au-dessus », peut également signifier : en amont de la Trouche, A. Mathieu dit « au-delà » ce qui confirmerait cette dernière hypothèse.
Etayant également cette hypothèse, un chemin pénétrant dans la Forêt vers le sud-est et montant vers la Basse des Meules à la sortie de la Trouche, est appelé : « chemin de la croix Collé », sur le plan d’aménagement de 1952 de la forêt communale de Raon l’Etape.

- Cette croix a donné lieu à la formation de quatre toponymes tous situés sur un même axe nord/sud :
  1. le chemin de croix Collé, part de la route de Celles, en sortie de la Trouche vers le SE.
  2. le pré de la croix Collé situé entre le pré Blazy et le pré du Garde à droite du chemin 1.
  3. croix Collé : secteur forestier surplombant le chemin 1.
  4. le col de croix Collé : situé sur la crête du massif, à la verticale du chemin 1.

La croix Collé s’élevait-elle au carrefour de la route de Celles et du chemin forestier 1 partant vers le SE ? à l’angle nord du pré portant son nom ? 
De toute évidence elle se trouvait à proximité de la sortie du hameau. Plus de précisions nécessiteraient de trouver d’autres documents…
Au col de croix Collé, une croix en bois récente est fixée sur un arbre cela n’a rien à voir avec la croix Collé, ni (nous le verrons plus loin) à 300 m sur la crête au sud du col, la première des croix templières gravée dans un rocher. Cette dernière a, été appelée à une époque, croix Collé ce qui était également une erreur. La véritable croix Collé, est définitivement disparue.
Quelques croix citées dans divers documents
- « dans le mur de l’avenue du 21e BCP, on remarque un Christ en croix… provenant avec certitude d’une croix de chemin… que l’on peut dater du XVIIe » Jean Marie Janot[40] parle de cette croix que je n’ai pu retrouver…

#### Autres croix et chapelles disparues
- Sur la route de Lunéville Jean Baptiste Valentin[22] parle de trois croix détruites :
  - Celle dite de la Maladrerie (sans-doute la croix Chapelier)
  - Celle qui était posée sur la route allant à Lunéville (croix Jean Rebart)
  - Celle dite « Champrébaze » sur la route de Lunéville (non relevée)

- Chemin de la croix (rebaptisé ruelle Saint Blaise) : croix vraisemblablement en bois disparue.
- Croix de bois devant Bellevue (lieu-dit sur la route menant à Saint Blaise).
- Trois croix de bois sur la route allant à Celles. Endroit inconnu.

- Croix de bois sur le chemin allant à Badonviller au Chaufour. Un lieu-dit du cadastre porte toujours ce toponyme. (Chaudfour)

Les croix de bois, nombreuses au début de la christianisation, et que l’on remplaçait par de nouvelles, lorsqu’elles étaient en trop mauvais état, ont fini par ne plus être refaites. Par la suite, la quasi-totalité des croix furent édifiées en pierre.
- Chapelle Sainte-Barbe
- Chapelle Saint-Quirin (appelée Haute Chapelle)

## Biographies
- Paul Cabasse ( - ), ancien pharmacien de Raon-l'Étape; membres des Sociétés Savantes des Vosges, il a été le premier à travailler sur l'histoire de Raon; ses manuscrits ont été remis, ainsi que son immense bibliothèque, à la Bibliothèque de Nancy.

- Auguste Mathieu (1856-1940), secrétaire de Mairie au début du XXe siècle; il a mené des recherches basées sur les archives communales de Raon-l'Étape. Il a réalisé ainsi une histoire de la ville de ses origines à 1913. Son manuscrit, jamais publié, comprend 709 pages d'historique de la cité; 24 pages de documents annexes ; enfin 239 pages où il présente les origines des principales familles raonnaises.

- Louis Sadoul (1870-1936), né à Raon-l'Étape. Sa carrière se passa dans la magistrature, il fut Président de la Chambre de la Cour d'appel de Nancy en 1928. Codirecteur avec Pierre Marot de la revue le Pays Lorrain, il est l'auteur de nombreux livres et publications, sur l'histoire locale et régionale concernant essentiellement les XVIIIe, XIXe et XXe siècles.